# جدة
مدينة جِدَّة (جُدَّة) هي مركز محافظة جدة إحدى محافظات منطقة مكة المكرمة، وتقع في غرب المملكة العربية السعودية على ساحل البحر الأحمر. تبعد المدينة 949 كم عن العاصمة الرياض، وتبعد 79 كم عن مدينة مكة المكرمة، وتبعد 420 كم عن المدينة المنورة، وتعد العاصمة الاقتصادية والسياحية للمملكة العربية السعودية، وتُعدّ الوجهة الأولى في المملكة للسائح سواءً من داخل المملكة أو خارجها، يبلغ عدد سكانها 4,697,000 نسمة اعتبارًا من عام 2021، وتبلغ مساحتها الإجماليّة 84,658 هكتار (846.58 كـم2)، وهي ثاني أكبر مدن المملكة العربية السعودية بعد العاصمة الرياض وأكبر مدينة في منطقة مكة المكرمة، وتُعدّ بوابة الحرمين الشريفين، بها أكبر ميناء بحري على البحر الأحمر، وتُعدّ مركزاً للمال والأعمال في المملكة العربية السعودية ومرفأً رئيسياً لتصدير البضائع غير النفطية ولاستيراد الاحتياجات المحلية، ويوجد في مدينة جدة ما يقارب 135 ناطحة سحاب، كما يوجد بها مقرات للبنوك العالمية. تُلّقب جدة بـ«عروس البحر الأحمر»، وهي أكبر المدن المطلة عليه، مما أكسبها أهمية كبيرة بالنسبة لحركة التجارة الدولية مع الأسواق الخارجية، وهي من قديم الزمان كانت تمثل المنفذ الخارجي للمملكة، ونتيجة لذلك عاشت نهضة صناعية كبيرة وتطورًا في جميع المجالات التجارية والخدمية، الأمر الذي جعلها من أكثر المدن استقطاباً للأعمال حتى صارت مركزاً هاماً للمال والأعمال.
اكتسبت جدة أهمية سياحية وباتت من أكثر المدن السعودية التي تحتضن مرافق ومنشآت سياحية متطورة كالفنادق والشقق المفروشة والمنتجعات والمطاعم، إضافة إلى المراكز الترفيهية والمتاحف الأثرية والعلميّة والتاريخية ومتاحف التراث، وتحتوي مدينة جدة على أكثر من 320 مركزاً وسوقاً تجارياً، وبذلك تمثل ما يزيد على 21% من إجمالي الأسواق والمراكز التجارية بالمملكة، وكما أنها تعرف بالمتحف المفتوح لوجود أكبر عدد من المجسمات الجمالية (360 مجسم) صممها فنانون عالميون في فن النحت. تتميّز المدينة بكورنيش جدة والذي يمتد بطول الساحل لما يزيد عن 48 كيلومتر (35 كم منه يحتوي مرافق وخدمات عامة)، ويملك أحدث تجهيزات الرفاهية والمناظر الرائعة للبحر الأحمر، وعند المشي من الكورنيش باتجاه مركز المدينة يمكن مشاهدة أعلى نافورة في العالم، وهي نافورة الملك فهد التي ترتفع قرابة 312 متراً عن سطح البحر. يدخل إلى جدة سنوياً عبر مطار الملك عبد العزيز الدولي أعداد كبيرة، تصل إلى 5 ملايين نسمة سنوياً بهدف العمرة أو الحج أو العمل أو السياحة والترفيه. مما يشكل قوة شرائية هامة وذات طلب مؤثر على المشروعات السياحية والترفيهية وقطاعات الأعمال والتجارة.

## النشأة وسبب التسمية

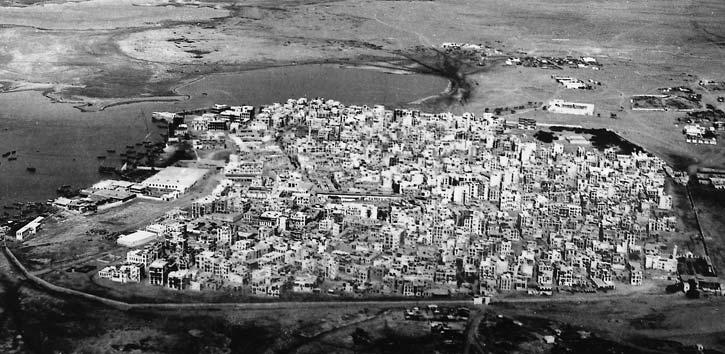
جدة سنة 1938.

تعود نشأة محافظة جدة إلى ما يقارب 3000 سنة. ويذكر أهل الأخبار أن جدة بن جرم بن ربان بن حلوان بن عمران بن الحاف بن قضاعة وهو أحد العرب قبل الإسلام ولد في جدة فسمَّاه أهله باسمها. وكان التحوُّل التاريخي لمدينة جدة في عهد الخليفة الراشدي عثمان بن عفان سنة 647 م عندما أمر بتحويلها إلى ميناء لاستقبال حُجَّاج البحر المتجهين لأداء الحج في مكة المكرمة. ولا تزال مدينة جدة إلى اليوم المعبرَ الرئيسَ لحجاج البحر والجوِّ والكثير من حجاج البر. ويُذكر في ضبط اسم جدة ومعناه عدَّة آراء وهي:
- (جُدَّة) بضم الجيم: يقال إن أصل التسمية لهذه المدينة هو جُدَّة التي تعني بالعربية شاطئ البحر، وهي التسمية التي ذكرها ياقوت الحموي في معجم البلدان.[14] وابن بطوطة في رحلته.[15][16] قال ابن منظور: الجُدَّة ساحلُ البحر بمكَّة، واسمُ موضع قريب من مكَّة مشتق منه. والجُدَّة شاطئ النهر وبه سُمِّيت المدينة التي عند مكَّة جُدَّةَ.[17]
- (جَدَّة) بفتح الجيم: يقال إن الاسم هو جَدَّة (بمعنى والدة الأب أو الأم). ينسُب سكان المدينة التسمية لأم البشر حواء التي يقولون إنها دُفنت في هذه المدينة التي نزلت إليها من الجنة، في حين نزل آدم في الهند، والتقيا عند جبل عرفة ودُفنت هي في جدة. وفي جدة مقبرة تُعرَف باسم مقبرة أمنا حواء.[18] ولـ جَدَّة معنًى ثانٍ وهو الطريقُ الواسع الممتد.[19]
- (جِدَّة) بكسر الجيم: وهو النطق الشائع عند أهل جدة أنفسهم.[20]

## التاريخ

### ما قبل الإسلام

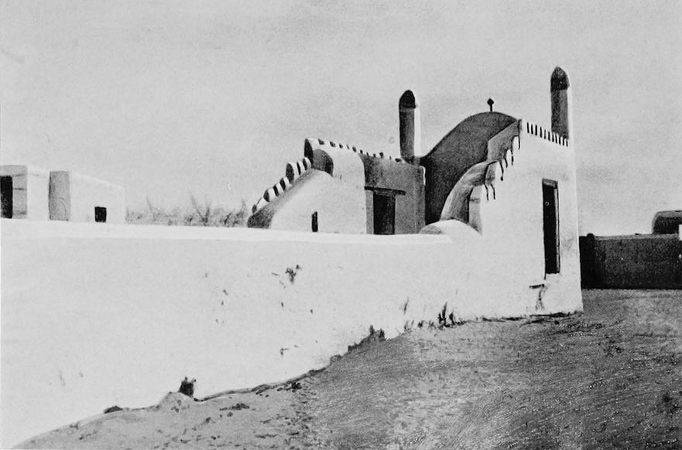
مقبرة أمنا حواء في عام 1913.

نشأت جدة في الألفية الأولى قبل الميلاد على يد مجموعة من الصيادين الذين استقروا بها واتخذوها نقطة للانطلاق في رحلات الصيد، وقد عثر في وادي بريمان وفي وادي بويب وفي أماكن أخرى على العديد من الآثار والنقوش منها نقش ثمودي لرجل اسمه «ساكت» يطلب من الإله أن يشفي زوجته «جامع» التي أصيبت بالحمى. انتقلت قبيلة قضاعة بعد انهيار سد مأرب في سنة 115 قبل الميلاد إلى جدة، وذكر المؤرخ المصري محمد لبيب البتنوني في كتابه الرحلة الحجازية أنه رأى قبراً ينسب لأم البشر حيث يقول: «وهناك مر بخاطري أن هذا المكان ربما كان لقضاعة فيه قبل الإسلام هيكل لحواء أم البشر، يعبدونها فيه، كما كانت هذيل تعبد سواع بن شيث بن آدم». تذكر الروايات أيضاً أن عمرو بن لحي كان له تابعٌ من الجن قال له «ايْتِ سَيْفَ جُدَّةَ تَجِدْ آلِهَةً مُعَدَّةً فَخُذْهَا وَلَا تَهَبْ وَادْعُ إِلَى عِبَادَتِهَا تُجَبْ» فذهب إلى مدينة جدة واستخرج الأصنام الخمسة التي عبدها قوم النبي نوح ومن هناك انتشرت عبادة الأصنام بين العرب. وذكر ابن الكلبي أنه كان في ساحل جدة صنم لبني مالك وبني ملكان من قبيلة كنانة يقال له سعد وكان صخرة طويلة.
روايات المؤرخين العرب رغم عدم وجود أي دليل عليها تعطي جدة زمناً أقدم حيث أن المدينة هي الموضع الذي نزلت فيه حواء أم البشرية، وتذكر أيضاً أن الإسكندر الأكبر (356 قبل الميلاد ~ 323 قبل الميلاد) زار مدينة مكة في زمن النضر بن كنانة (الجد الثاني عشر للنبي محمد) ثم أبحر من جدة في طريقه للحرب على شمال أفريقيا.

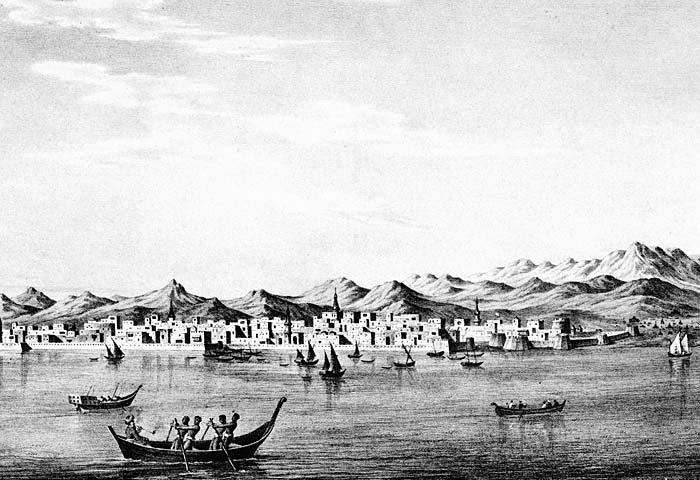
جدة سنة 1924.

يذكر مؤرخ جدة الشيخ عبد القدوس الأنصاري في كتابه المعروف «موسوعة تاريخ مدينة جُدة» حيث قال: وورد في معجم ياقوت (وغيره من المصادر) مؤشر آخر لقِدَمِ مدينة جدة وقِدَمِ معرفة العرب بها، ولقِدَمْ تسميتها باسمها الحالي إذ يقول ياقوت: «إن أبا المنذر قال: «وبجُدة وُلِدَ جُدة بن حزم بن ريان بن حلوان بن عمران بن الحاف بن قضاعة فسُمي جُدة باسم الموضع»». ويكمل الأنصاري أيضًا: إن من رواد مدينة جدة قديمًا عمرو بن لحي الخزاعي، وينقل عن رواية هشام بن محمد بن السائب الكلبي الذي يقول فيها أن: «أبو خزاعة عمرو بن لحي أتى إلى شاطئ جُدة». ومن كل ذلك وغيره يستنتج الأنصاري أن جُدة: «مدينة قديمة وأنها كانت معروفة منذ فترة ما قبل الإسلام بنفس الاسم الذي نطلقه عليها اليوم»، ويُكمل أيضًا: «جُدة أعرق في القِدَمْ مما كنا نتصوره، وأن أهل الجاهلية كانوا يعرفونها باسمها ومسماها. وإتيان عمرو بن لحي إليها واستثارته لأرضها، لإخراج ما دفن بها من الأصنام بسبب عوامل قدم الزمان، وتقلب الأحوال، وعلى أنها كانت مدينة تتمتع بعمران زاخر وسكان وافرين مترفين». ثم يكمل الأنصاري: «وقد يبدو أن جدة بعد ذلك الازدهار العمراني والثقافي والاجتماعي والاقتصادي، أصابها ما أصاب سواها من الاندثار، بعوامل قد يكون من بينها الجفاف العام الذي سيطر على بلاد العرب في سالف الحقب بسبب التبدلات التي طرأت على قشرة الأرض من جراء عوامل تبدل المناخ وتقلص المياه واندفاق البحار إلى جهة، وانحسارها عن جهة أخرى، وما إلى ذلك».
كانت جدة معروفةً عند العرب عامةً وأهل مكة خاصة في تلك الفترة بأنها كانت ميناءً لمكة، ثم أصبحت الشعيبة ميناء مكة الرئيسي مع بقاء جدة ميناءً رديفًا، ثم بعدها وفي زمن الخلافة الراشدة عادت جدة فيما بعد الميناء الوحيد لمكة عام 26 هـ بأمر من الخليفة عثمان بن عفان. ودلالة على ارتباط قريش بجدة كميناء، ما ذكره ياقوت الحموي عندما قال: «رمى البحر بسفينة إلى جُدة فابتاعت قريش خشبها واستعانت به على بناء الكعبة»، وهذا مما دل أن جدة كانت ميناء لأهل مكة مع ميناء الشعيبة قبل الإسلام، ومما يورده الشيخ أحمد بن محمد الحضراوي في كتابه: الجواهر المعدة في فضائل جدة، الذي يؤرخ فيه لمدينة جدة، فيقول: «خرج صفوان بن أمية يريد جدة ليركب منها إلى اليمن، فقال عمير بن وهب الجمحي للنبي محمد صلى الله عليه وسلم: يا نبي الله، إن صفوان بن أمية سيد قومه، وقد خرج هاربًا منك ليقذف نفسه في البحر، فأَمَّنَهُ النبي صلّى الله عليه وسلّم، وقال: هو آمن، قال: يا رسول الله أعطني شيئًا يعرف به أمانك، فأعطاه رسول الله، عمامته التي دخل فيها مكة، فخرج بها عمير، حتى أدرك صفوان في جدة، وهو يريد أن يركب البحر».
ويقول الأنصاري أيضًا: «يُجمع المؤرخون وكتاب السيرة النبوية والرحالون العرب القدامى والمحدثون على أن جُدة لم تستكشف في عهد عثمان وإنما أعيد جعلها مرفأ لمكة المكرمة في عهده بعد ما استقرت أوضاع العرب في إطار الإسلام». بينما ذكر المؤرخ المكي الشيخ أحمد بن محمد بن أحمد الحضراوي المكي الشافعي المتوفى سنة 1327 هـ: أنه في السيرة الحلبية وغيرها أن قريش حين بنوا الكعبة المشرفة في زمن النبي صلّى الله عليه وسلّم، وكان البحر قد رمى بسفينة إلى ساحل جُدة وكان ساحل مكة الذي قبل ذلك يرمي به السفن يقال له الشعيبة، فلما كانت السفينة بالشعيبة ساحل مكة انكسرت، وقيل: كانت تلك السفينة لقيصر ملك الروم، يُحمل له فيها الرخام والخشب والحديد، فلما بلغت مرساها من جُدة، وقيل من الشعيبة بعث الله عليها ريحا فحطمها، فخرج الوليد بن المغيرة في نفر من قريش إلى السفينة فابتاعوا خشبها.

### في العهد الإسلامي

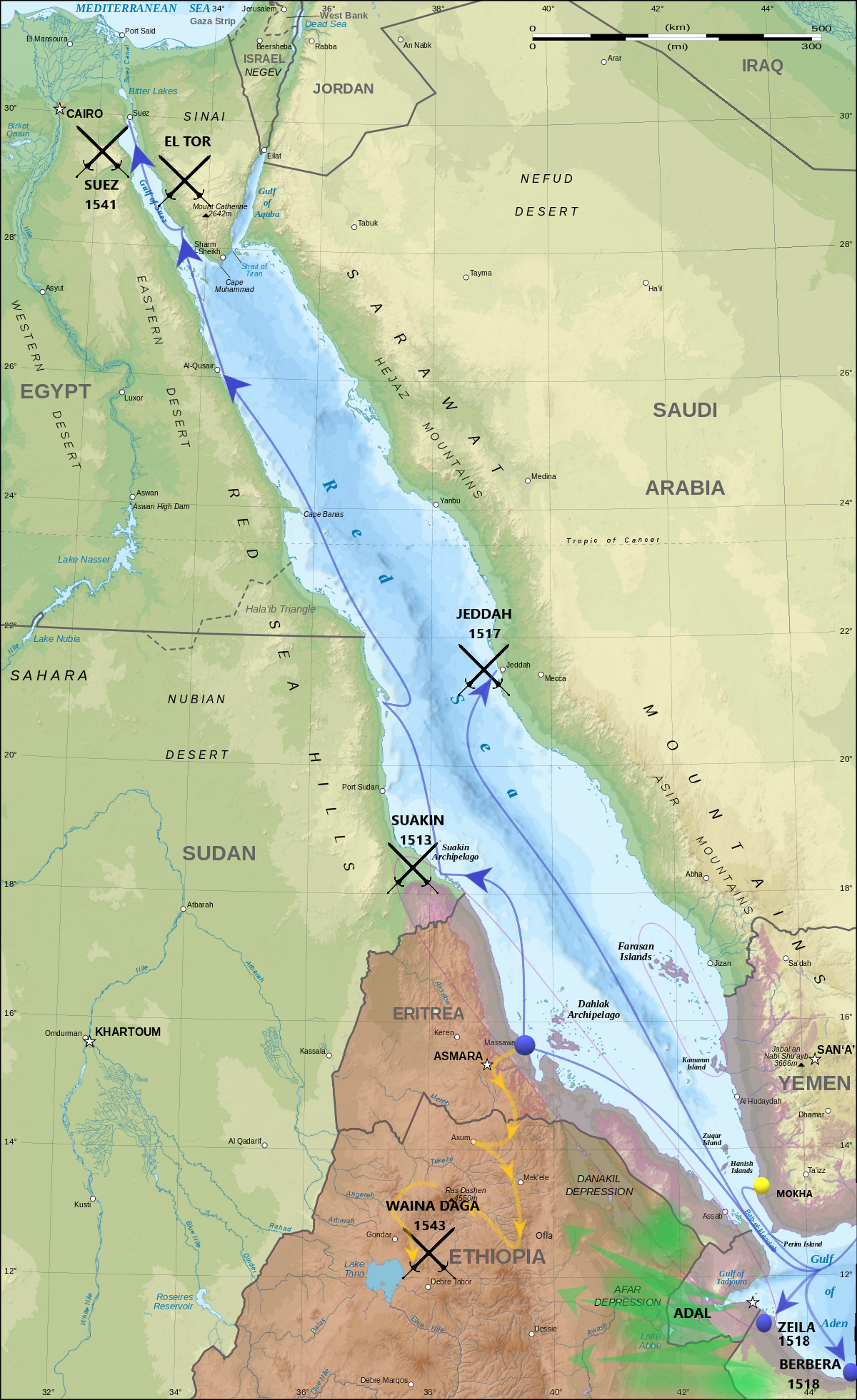
خريطة تبين الحملة البرتغالية على جدة عام 1517.

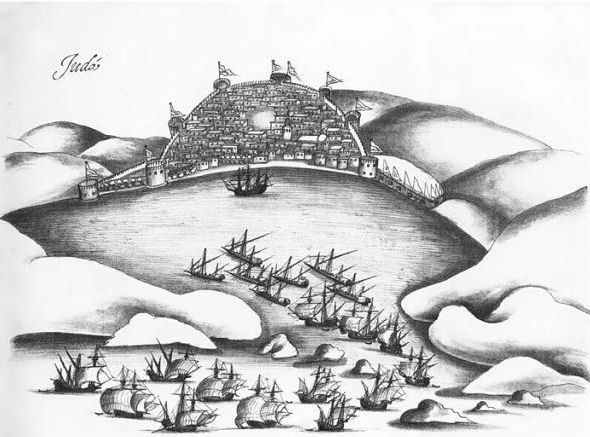
صورة من القرن السادس عشر لهجوم برتغالي على جدة في عام 1517.

في عام 647 م، كلَم أهل مكة عثمان بن عفان ليحوّل الساحل من الشعيبة وهي ساحل مكة قديما في الجاهلية إلى جدة لقربها من مكة، فخرج عثمان إلى جدة ورأى موضعها وأمر بتحويل الساحل من الشعيبة إليها، ودخل البحر واغتسل فيه وقال: «إنه مبارك»، وقال لمن معه: «ادخلوا البحر للاغتسال، ولا يدخل أحد إلا بمئزر».
يقول المؤرخ محمد صادق دياب: إن جدة ظلت طوال عهد الدولة الأموية وعهد الدولة العباسية محكومة بحاكم مكة وتابعة له، فهي مرفأ مكة وخزانتها، وقد غَبط معاوية بن أبي سفيان عامله في الحجاز سعيد بن العاص لأنه كان يتربع في جدة ويتقيظ في الطائف ويشتي في مكة. ويذكر دياب أن بعض الأمويين لجئوا إلى جدة بعد سقوط دولتهم. ومنهم عبد الله بن مروان بن محمد، وقد شهدت جدة خلال العهدين الأموي والعباسي الكثير من الأحداث الهامة، حيث ذكر الطبري أن (الكرك) وهم قوم من الحبشة قد أغاروا على جدة من البحر سنة 151 هـ فجهز لهم الخليفة العباسي أبو جعفر المنصور جيشاً لحربهم. ويبين دياب أن الأحباش عادوا إلى مهاجمة جدة أيضاً في عام 183 هـ وأوقعوا بها، فاستعان أهلها بمكة التي هبت لمساعدتهم والحقوا الهزيمة بالأحباش الذين فروا إلى مراكبهم. وتذكر المصادر أن السري بن منصور الشيباني خرج على الخليفة المأمون في العراق يدعوا إلى العلويين، واستولى على بعض المناطق في العراق فأرسل إلى مكة ببعض جيوشه بقيادة حسين الأفطس الذي قدم إلى جدة بعد أن سلمت له مكة فاحتلها واستولى على أموال أهلها، ثم ظهر معارض آخر من العلويين في مكة عام 251 هـ وهو إسماعيل بن يوسف العلوي فاستولى على مكة وأجبر أميرها العباسي جعفر بن الفضل على الفرار، وقدم بعد ذلك إلى جدة فاحتلها وأغتصب أموال تجارها وأصحاب المراكب فيها. ثم في عام 268 هـ أغار أبو مغيرة المخزومي – ولي صاحب الزنج – على جدة فنهب الطعام وحرق بيوت أهلها ولم تتحرر من قبضته إلا في عام 269 هـ بواسطة والي مكة من قبل العباسيين محمد بن أبي الساج. فكانت جدة حتى نهاية القرن الرابع الهجري مدينة عامرة مأهولة كما يذكر المؤرخون، مثل البلخي والبشاري والإصطخري الذين أجمعوا على وصف جدة بأنها مدينة كثيرة التجارة حصينة عامرة بأهلها، حيث قال عنها الإصطخري: «وجدَّة فرضةُ أهل مكَّة على مرحلتين منها، على شطِّ البَحَر، وهي عامرةٌ كثيرةُ التجارات والأموال، وليسَ بالحِجَاز بعدَ مكَّة مالاً وتجارةً أكثر منها، وقُوَامُ تجاراتها بالفُرْس».

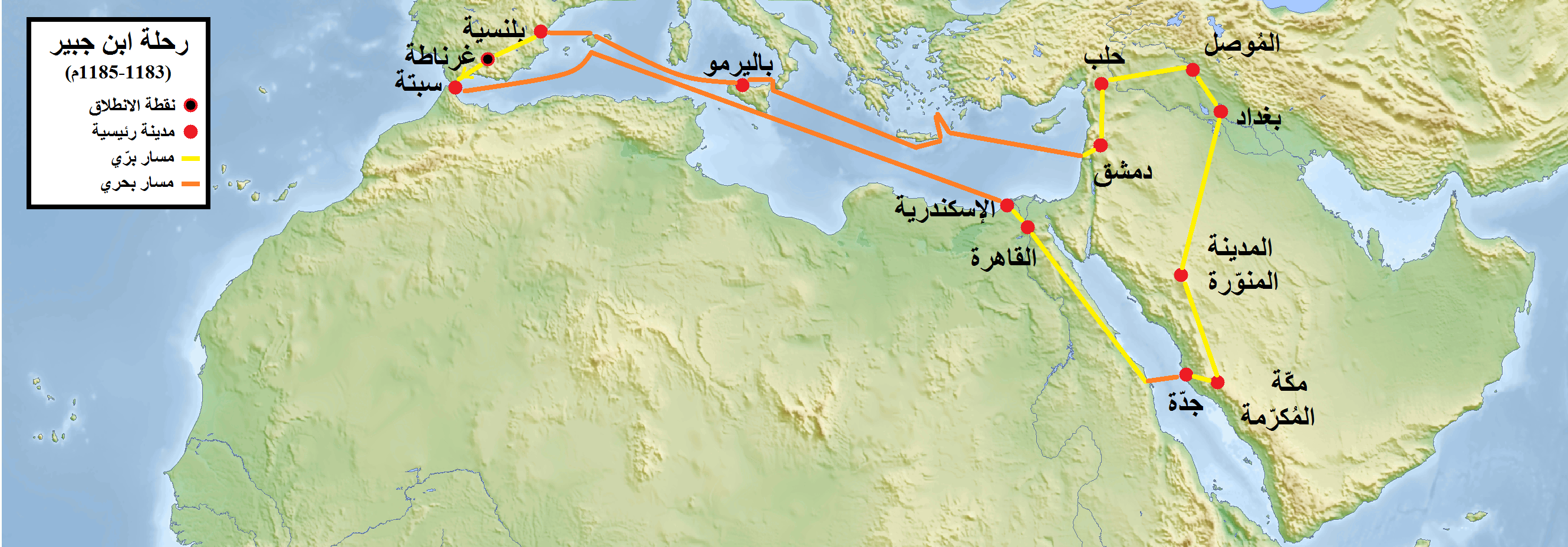
مسار الرحلة الأولى للرحالة ابن جُبير، ويظهر فيها زيارته إلى مدينة جدة.

بعد أن تعمق دور جدة الطبيعي خلال تلك الفترة كميناء وحيد لمكة، استقبلت في عهد الخليفة المهدي العباسي أساطين الرخام التي وردت من الشام ومصر إلى مكة لعمارة المسجد الحرام. فشهدت جدة خلال تلك الفترة قدراً راقياً من الحياة الاجتماعية والأدبية، فمن شعرائها في القرن الأول الهجري الفضل بن عباس بن عتبة بن أبي لهب ولقد استمد لقبه منها فكان يلقب بالأخضر الجدي، وهو إلى جانب الشعر يبدو أنه كان مغنياً معروفاً حتى أن أبا السائب نادى عليه وعلى ابن أبي سلمى الزهري بقوله «يا مطربي الحجاز». ومن شعراء جدة كذلك في القرن الثاني الهجري عبد الله بن أيوب التيمي وكان في عهد الخليفة العباسي هارون الرشيد ومن الذين امتدحهم. أشار ابن جبير وابن بطوطة في رحلتيهما إلى أن المدينة ذات طراز معماري فارسي عندما زاراها. وقال عنها المقدسي البشاري (توفي 990م) صاحب كتاب أحسن التقاسيم في معرفة الأقاليم، حيث قال: «محصنة عامرة آهلة، أهل تجارات ويسار، خزانة مكة ومطرح اليمن ومصر. وبها جامع سري، غير أنهم في تعب من الماء مع أن فيها بركاً كثيرة، ويحمل إليهم الماء من البعد، قد غلب عليها الفرس. لهم بها قصور عجيبة، وأزقتها مستقيمة، ووضعها حسن، شديدة الحر جداً». بينما وصفها الرحالة والجغرافي الإدريسي في كتابه الشهير نزهة المُشتاق في اختراق الآفاق، بقوله: «وهي فرضةٌ لأهل مكة وبينهما أربعون ميلاً، وهي مدينةٌ كبيرةٌ عامرة ٌتجاراتها كثيرةٌ وأهلها مياسيرٌ ذوو أموالٍ واسعةٍ وأحوالٍ حَسَنَة ومرابح ظاهرة، ولها موسمٌ قبل وقت الحَجِيج مشهودُ البَرَكَة تُنْفَق فيهِ البضائع المجلوبة والأمتعة المُنتخَبَة والذَّخَائر النَّفيسَة، وليسَ بعد مكَّة مدينة عن مدائن الحِجَاز أكثرُ من أهلها مالاً وأَحْسَنُ منهم حالاً، وبها والٍ من ناحية الهاشمي صاحِبُ مكَّة يقبض صدقاتها ولوازِمَهَا ومُكوسها ويحرس عمالتها، ولها مراكبٌ كثيرةٌ تتصرَّفُ إلى جهاتٍ كثيرةٍ، وبها مصائدُ للسَّمَكِ الكثيرِ والبقول بها مُمْكِنَة، وبهذه المدينة فيما يُذْكَرَ أُنْزِلَت حوَّاء منَ الجَنَّةِ وبها قبرها». كما ذكرها ابن جبير قائلا: «وجدة هذه قرية على ساحل البحر، أكثر بيوتها أخْصَاص، وفيها فنادق مبنية بالحجارة والطِّين، وفي أعلاها بيوت من الأخصاص كالغُرَف، ولها سطوحٌ يُسْتَراح فيها بالليل من أذى الحَر، وبهذه القرية آثار قديمة تدلُّ على أنها كانت مدينة قديمة، وأثر سُورها المُحدِّق بها باقٍ إلى اليوم، وبها موضع فيه قُبَّة مُشَيَّدَة عتيقة يُذْكَر أنَّهُ كان منزل حَوَّاء أم البشَر، صلى الله عليها، عند توجُّهِهَا إلى مَكَّة، فبُنِي ذلكَ المبنى عليه تشهيراً لبركته وفضله، والله أعلمُ بذلك، وفيها مسجدُ مباركٌ منسوبٌ إلى عمر بن الخطَّاب، رضي الله عنه، ومسجدٌ آخر لهُ ساريتان من خشب الآبنوس يُنسَب أيضاً إليه، ومنهم من ينسبه إلى هارون الرَّشيد، رحمة الله عليه، وأكثر سُكَّان هذه البلدة مع ما يليها من الصَّحراء والجبال أشْرَافٌ علويون: حَسنيُّون وحُسينيُّون وجعفريُّون، وبخارج هذه البلدة مصانع قديمة تدُلُّ على قِدَمِ اختطاطِها، ويُذْكر أنَّها كانت من مُدُن الفُرْس، وبها جِباب (جمع جُب أي البئر) منقورة في الحَجَر الصُّلْد يتَّصِل بعضها ببعض تفوت الإحصار كثرة وهي داخل البلد وخارجه، حتَّى إنهُم يزعمونَ أنَّ التي خارج البلد ثلاث مئة وستون جُبَّاً، ومثل ذلك داخل البلد، وعاينَّا نحنُ جُمْلة كثيرة لا يأخذها الإحصاء».
ووصف الرحالة الفارسي المسلم ناصر خسرو جدة عندما زارها عام 1050 بأنها مدينة كثيرة الخيرات مزدهرة بالتجارة باسقة العمران ووصف أسواقها بأنها نظيفة وجيدة وقدر عدد سكانها بنحو 5000 نسمة. وقال عنها الرحالة المغربي ابن بطوطة (المتوفي 1377): «وهي بلدة قديمة على ساحل البحر... كانت هذه السنة قليلة المطر، وكان الماء يجلب إلى جدة على مسيرة يوم وكان الحجاج يسألون الماء من أصحاب البيوت».
لاحقاً تبدل حال السكان للحالة العامة التي يعيشها العالم الإسلامي في ظل الحروب الصليبية واضطراب الحكم بين السلاجقة والأيوبيين. وبعد قرن من الزمان تقريباً يخبر مؤرخ عربي آخر وهو ابن المجاور بأن شيئاً من الازدهار قد صادف جدة في عهده.

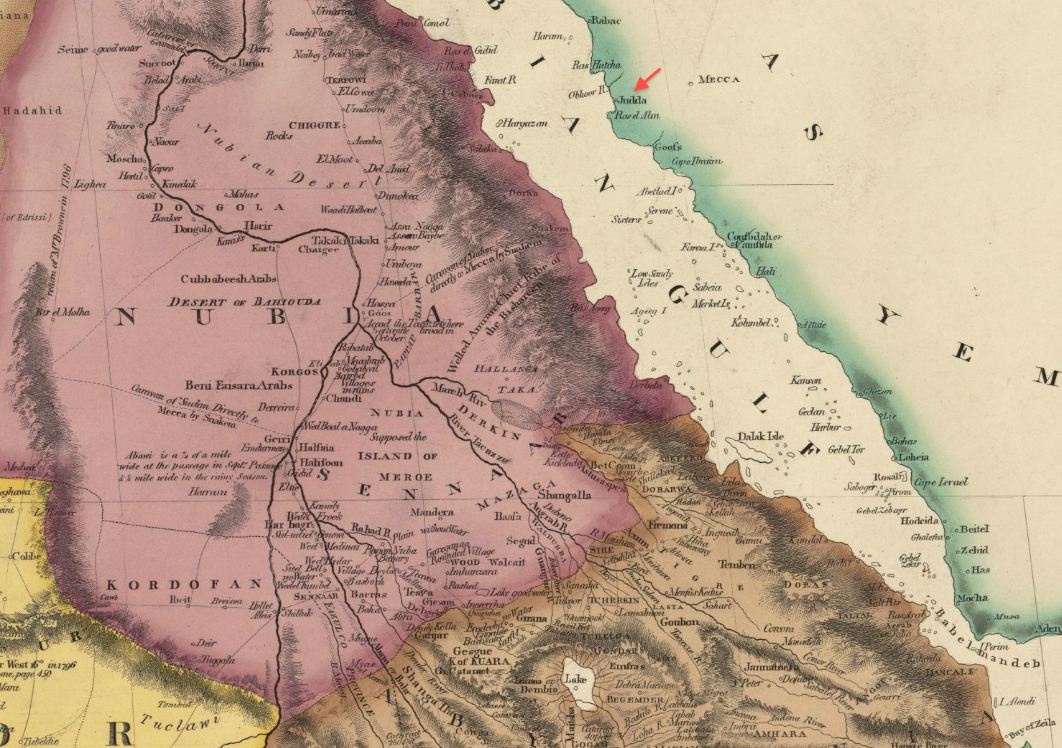
خريطة تظهر فيها مدينة جدة، للجغرافي والرسام الامريكي هنري شينك تانر، قام برسمها في عام 1831.

استمرت جدة تحت نفوذ الدول الإسلامية المتعاقبة بدء بالأمويين والعباسيين فالأيوبيين ثم المماليك ثم الدولة العثمانية. وفي العصر المملوكي بسط المماليك نفوذهم على جدة لتأمين طرق التجارة والحج، وحماية الحرمين الشريفين، وعين السلطان المملوكي حاكماً عاماً لجدة أطلق عليه مسمى نائب جدة يطل مقر إقامته على الميناء ليشرف على حركته. ورغبةً من السلاطين المماليك في تشجيع التجار على استخدام ميناء جدة اتخذوا إجراءات عدة منها: تخفيض الرسوم الجمركية ومنع تجار مصر والشام من النزول في ميناء عدن ومضاعفة الرسوم الجمركية على التجار الذين يمرون على عدن قبل قدومهم إلى ميناء جدة. قام السلطان قانصوه الغوري عام 915 هـ/1509 م ببناء سور جدة حماية لها من غارات السفن الأوروبية التي لم تهاجم المدينة إلا بعد وصول العثمانيين إليها، وقد كان السلطان قانصوه الغوري آخر السلاطين المماليك الذين حكموا جدة في القرن العاشر الهجري. تذكر بعض المصادر التاريخية أن المدينة بقيت أغلب فترات القرن الخامس عشر الميلادي مستقلة في الحكم حتى دخلت تحت حكم العثمانيين.
بعد دخول الشام ومصر في نفوذ الدولة العثمانية، أعلن الشريف بركات، شريف مكة المكرمة، ولائه للدولة العثمانية وكان ذلك عام 931 هـ. لاحقاً تعرضت جدة في أوائل العهد العثماني للعديد من غارات الأساطيل البرتغالية في القرن السادس عشر ميلادي العاشر الهجري ثم لغارات القراصنة الهولنديين في القرن السابع عشر الميلادي. وصل أسطول لوبو سوارس البرتغالي أمام جدة عام 1516 وقد صدته الحامية العثمانية بقيادة سليمان باشا وأسرت إحدى السفن وأرسلتها للآستانة، ثم في عام 1520، حاولت 24 قطعة من البحرية البرتغالية، بقيادة دييجو لوبيز دي سيكيرا، إعادة الدخول إلى البحر الأحمر، ولكن سفينة الأميرال تحطمت بين عدن وباب المندب. ثم تابعت البحرية البرتغالية التي لم تتمكن من التوجه إلى جدة بسبب غياب الرياح، إلى السواحل الأفريقية بعيدًا عن البحر الأحمر. وخلال القرنين السادس عشر والسابع عشر كانت طرق التجارة البحرية في العالم قد ملكت من قبل البرتغاليين والهولنديين والإنجليز الأمر الذي جعل قيمة جدة الاقتصادية تنحدر وتقل ولولا وفود الحجيج والمعتمرين لما عاشت أو استمرت.

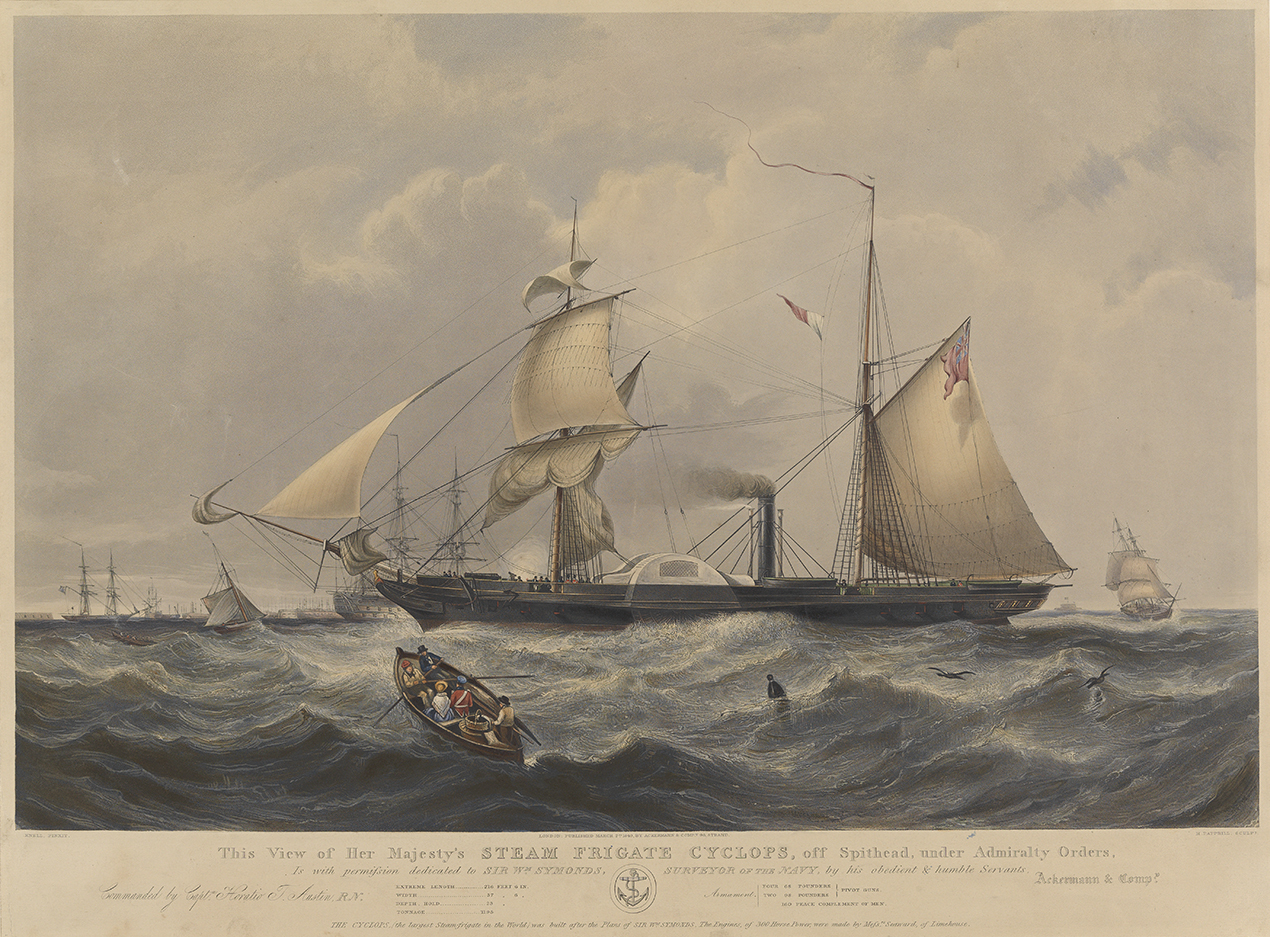
السفينة (العملاقة) البريطانية التي قصفت جدة أثناء أحداث تُعرف بـمذبحة جدة 1858.

في عام 1858 تعرضت جدة للغزو البحري من إحدى قطع الأسطول الإنجليزي والتي تسمى بمذبحة جدة 1858، وسبب ذلك أن صالح جوهر وهو أحد ملاك السفن بجدة، اشترى مركبًا عليه العلم الإنجليزي، فسعى إلى تغييره وإحلال علم الدولة العثمانية التي كانت تحكم الحجاز آنذاك محله، فغضب القنصل الإنجليزي وذهب إلى المركب، وأعاد العلم الإنجليزي إلى مكانه من السارية، وأشيع يومها في جدة أن القنصل الإنجليزي قد وطأ العلم العثماني بقدمه، وهو يطلق الكثير من الشتائم، فثارت ثائرة الناس، واقتحموا دار القنصل الإنجليزي وقتلوه، وقتلوا معه 20 من الدبلوماسيين والتجار الغربيين، بينما اضطر آخرون إلى الهرب سباحة إلى حيث ترسو إحدى قطع الأسطول الإنجليزي سيكلوب. وكانت الأجواء النفسية في جدة مهيأة لمثل تلك الحادثة، فقد أشيع قبلها أن شركة أجنبية للسفن البخارية تسعى إلى احتكار شؤون الملاحة بمساعدة بعض تجار المدينة وأثريائها، فجاءت تلك الحادثة لتشعل فتيل الغضب في المدينة. وعلى أثر تلك الحادثة، فتحت إحدى السفن الحربية الإنجليزية نيران مدافعها على جدة في 25 يوليو 1858، فلقي سبعة من السكان حتفهم من جراء تلك الغارة، وواصلت بريطانيا وفرنسا ضغطهما على الحكومة العثمانية، فساقت إلى ساحة الإعدام 11 شخصًا، ثم ألحقت بهم اثنين آخرين، أحدهما محتسب مدينة جدة، وسجنت ونفت آخرين ممن حامت حولهم الشكوك بالمشاركة في ذلك اليوم.

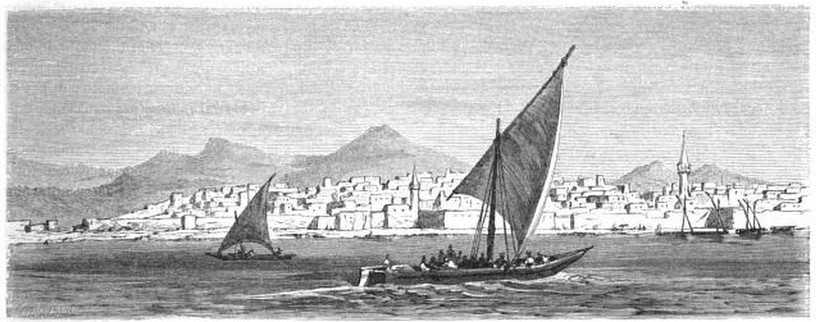
رسم للرسام الفرنسي كارل جيرارديت لمدينة جدة عام 1860.

بعد قيام الثورة العربية الكبرى وطرد العثمانيين من الحجاز على يد الشريف حسين، استمرت جدة كميناء رئيسي ومهم للحجاز، ثم بعد أن نشبت الحرب النجدية الحجازية وسقوط الطائف ومكة بيد الملك عبد العزيز، تم حصار جدة في شهر يناير من عام 1925، ففرض الملك عبد العزيز الحصار على المدينة، ولما طال الحصار واستمر إلى ما يقرب من 12 شهرًا، طلب الملك عبد العزيز معونات عسكرية إضافية، فقدم الأمير فيصل بن عبد العزيز إلى جدة بقواته، ليشترك مع والده الملك عبد العزيز في الحصار، وبعد أيام استسلم الملك علي بن الحسين ودخلت القوات السعودية مدينة جدة. وتم توقيع اتفاقية تسليم جدة، حيث وُقعت الاتفاقية في يوم الخميس 1 جمادى الثانية 1344 هـ الموافق 17 ديسمبر 1925. حيث دخلت جدة تحت الحكم السعودي.

### في العهد السعودي

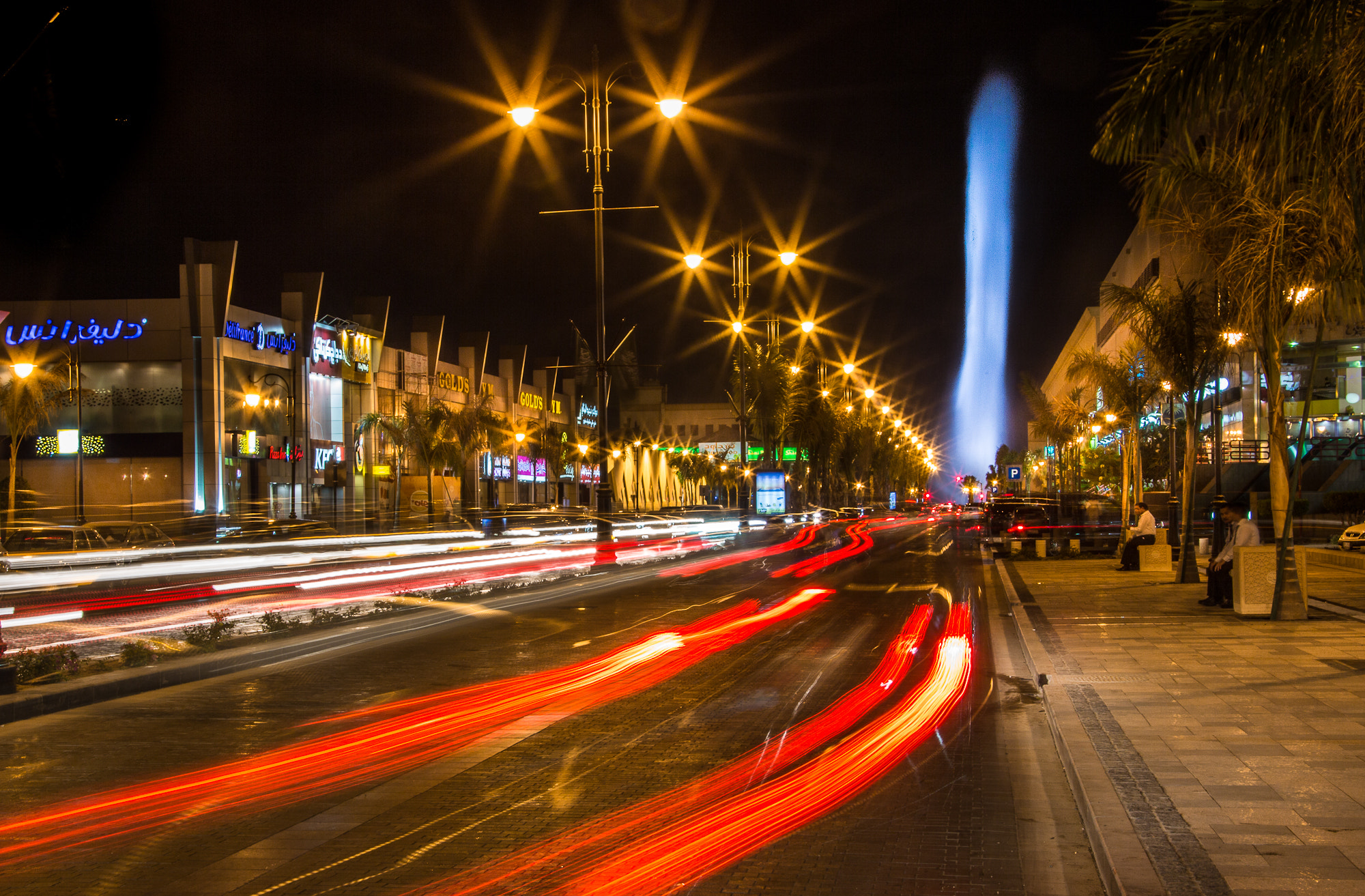
أحد شوارع مدينة جدة ليلاً.

تُعدّ مدينة جدة في العصر الحالي من أهم المدن السعودية، والبوابة التجارية لها مما أكسبها أهمية كبيرة بالنسبة لحركة التجارة الدولية مع الأسواق الخارجية، وهي من قديم الزمان كانت تمثل المنفذ الخارجي للمملكة، ونتيجة لذلك عاشت نهضة صناعية كبيرة وتطور في جميع المجالات التجارية والخدمية، الأمر الذي جعلها من أكثر المدن استقطاباً للأعمال حتى صارت مركزاً هاماً للمال والأعمال. ومن ذلك اكتسبت جدة أهمية سياحية وباتت من أكثر المدن السعودية التي تحتضن مرافق ومنشآت سياحية متطورة كالفنادق والشقق المفروشة والمنتجعات، إضافة إلى المطاعم، إضافة إلى المراكز الترفيهية والمتاحف الأثرية والعملية والتاريخية، وتحتوي مدينة جدة على أكثر من 320 مركزاُ وسوقاً تجارياً، وبذلك تمثل ما يزيد على 21% من إجمالي الأسواق والمراكز التجارية بالمملكة، وكما أن جدة تعرف بالمتحف المفتوح وذلك لوجود أكبر عدد من المجسمات الجمالية (360 مجسم) صممها فنانين عالميين في فن النحت. وتتميز جدة باعتبارها بوابة الحرمين الشريفين وأول محطة للحجيج والمعتمرين القادمين إلى الأراضي المقدسة، حيث يدخل إلى جدة سنوياً عبر مطار الملك عبد العزيز الدولي أعداداً كبيرة، تصل إلى 5 ملايين نسمة سنوياً بهدف العمرة أو الحج أو العمل أو سياحة وترفيه. وهذا بخلاف القادمين براً بالسيارات الخاصة أو العامة إضافة إلى سكان جدة (تشير تقديرات إدارة خدمات الطرق بوزارة المواصلات إلى أن حركة السيارات في الاتجاهين لـ مكة وجدة والمدينة خلال سنة يتراوح ما بين (40 ألف و60 ألف سيارة يومياً) مما يشكل قوة شرائية هامة للغاية وذات طلب مؤثر على المشروعات السياحية والترفيهية وقطاعات الأعمال والتجارة.

## الجغرافيا

### الموقع الجغرافي والمساحة

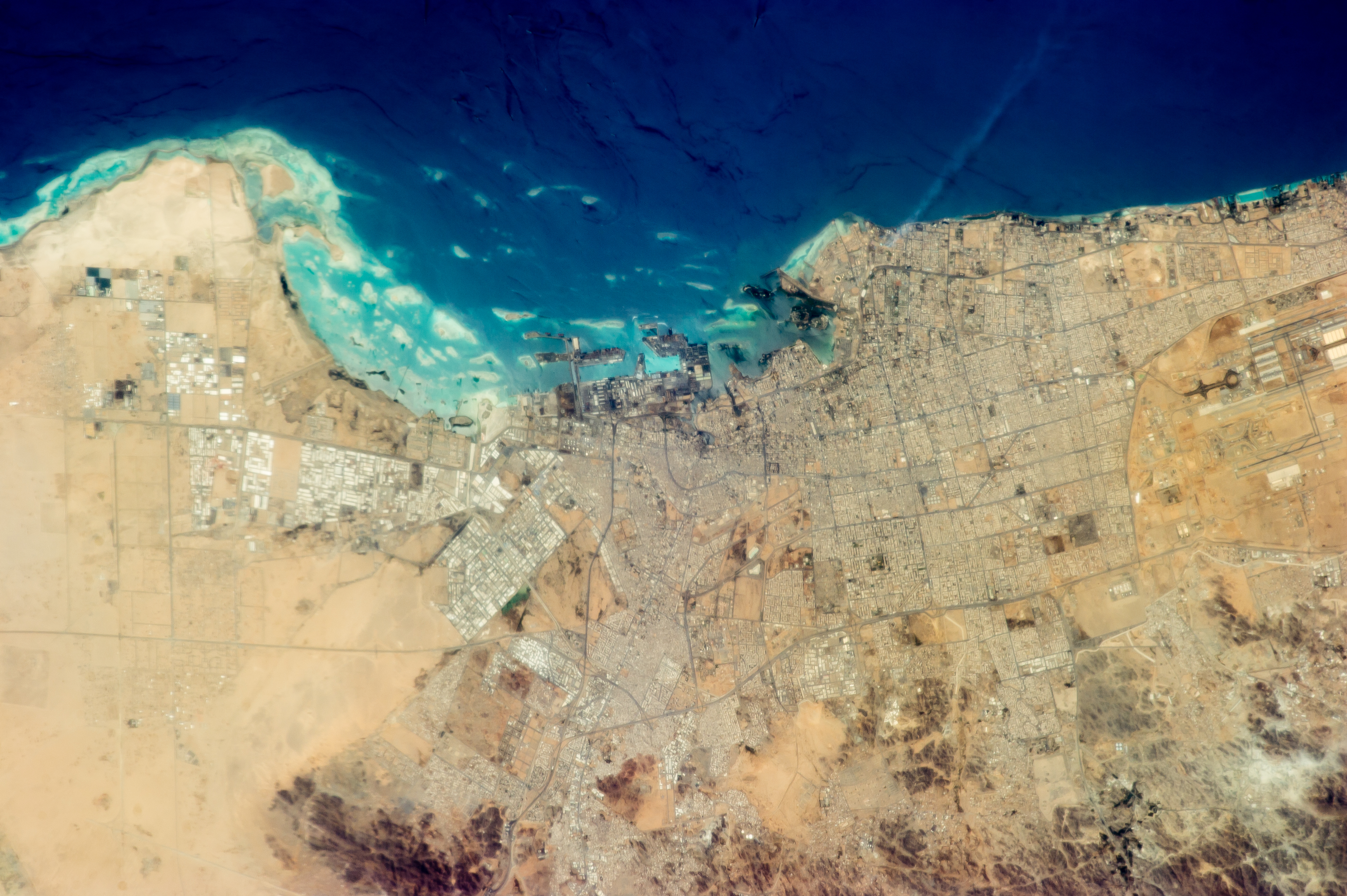
صورة علوية لأجزاء من محافظة جدة.

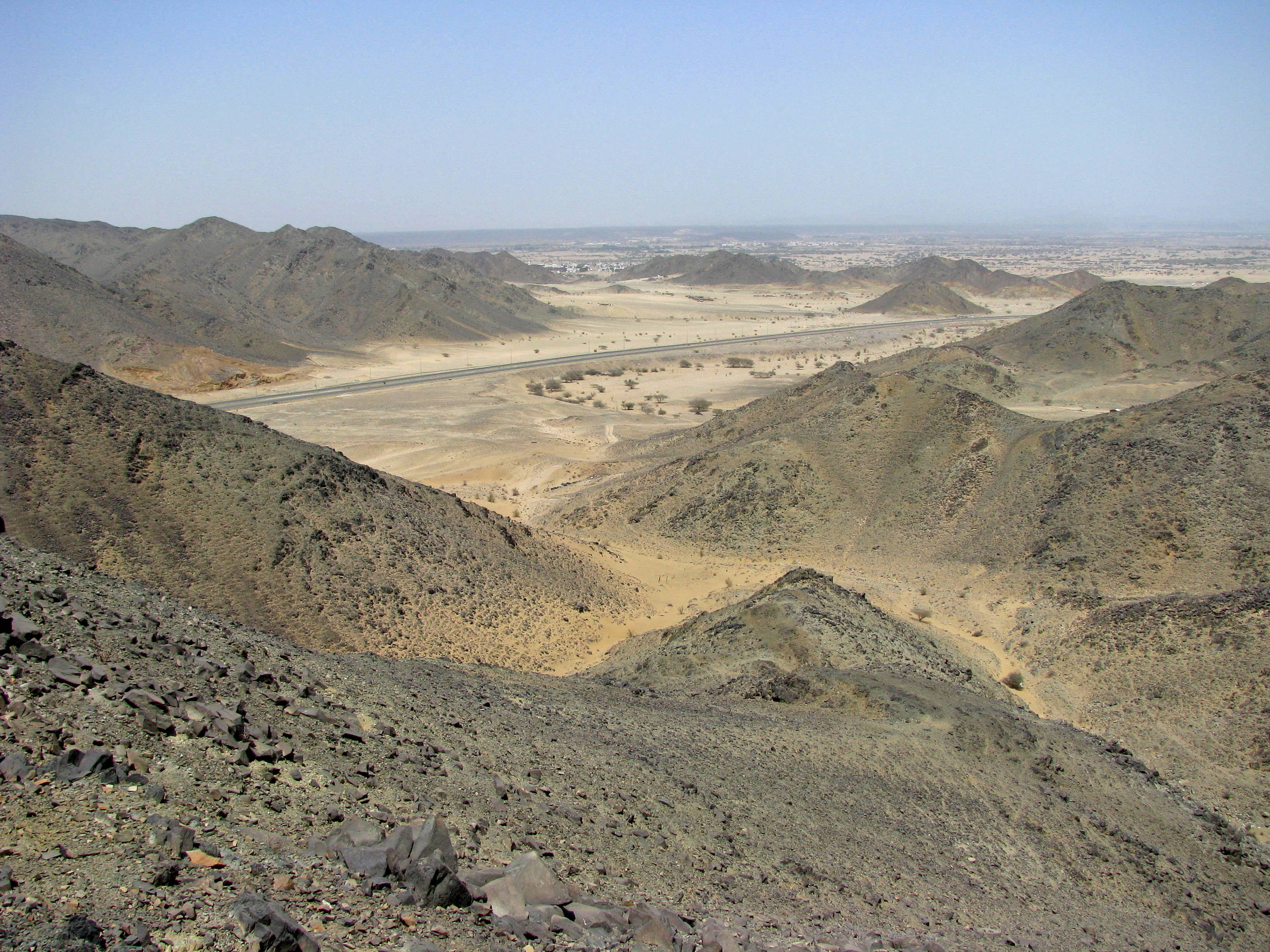
جبل القمر في جدة، من الأماكن التي تقام فيه فعاليات شتوية، لمحبي مغامرات المشي الطويل والتسلق، ومكان مثالي لمراقبة غروب الشمس، وإشعال النيران، والمبيت بمخيمات مؤقتة.

تقع مدينة جدة ضمن سهول تهامة على الساحل الغربي من المملكة العربية السعودية، عند التقاء خط العرض 21.54 شمالًا وخط الطول 39.7 شرقًا عند منتصف الشاطئ الشرقي للبحر الأحمر جنوب مدار السرطان، ويوجد بامتداد ساحلها سلاسل متوازية من الشعب المرجانية. مثّلت المدينة في السابق المنفذ الخارجي للمملكة، مما أكسبها أهمية كبرى في التجارة العالمية.
تتبع المدينة لمحافظة جدة التابعة إداريًّا لمنطقة مكة المكرمة، وهي أكبر المدن الساحليّة في السعودية ويطلق عليها اسم «عروس البحر الأحمر»، وتبلغ المساحة العمرانية للمدينة حوالي 84,658 هكتار (846.58 كـم2)، وتُعد الأكبر في منطقة مكة المكرمة من حيث المساحة وعدد السكان، وتأتي في المرتبة الثانية وطنيًّا من حيث المساحة بعد مدينة الرياض.
الطرق السريعة
شبكة الطرق السريعة التي تربط مدينة جدة بباقي مدن المملكة:
- طريق حقل - ضبا - ينبع - رابغ - جدة - الدرب - جازان - الطوال.
- طريق الدمام - الرياض - مكة المكرمة - جدة.
- طريق مكة المكرمة - جدة السريع.
- طريق جدة - المدينة المنورة السريع.

### البلديات والأحياء السكنية

خريطة أحياء جدة.

تنقسم مدينة جدة إلى 19 بلديّة تتبع لها 210 أحياء، وتُشرف عليها أمانة جدة. بلديّة جدة التاريخية، هي البلديّة الوحيدة التي لا تتبع لها أيّة أحياء. تلك البلديات هي:
| البلدية       | عدد الأحياء | الأحياء السكنية |
| ------------- | ----------- | --- |
| جدة التاريخية | -           | - |
| العزيزية      | 5           | الأندلس، الحمراء، العزيزية، مشرفة، الرحاب. |
| الشرفية       | 5           | حي النسيم، حي بني مالك، حي الورود، حي الشرفية، حي الرويس. |
| ثول           | 26          | البهجة، البوادر، الجامعة، الحرة، الشرائع، الشمائل، العلاء، العويجاء، الكورنيش، المجد، المرج، المعرفة، المعيلية، الهجرة، الودية، الوسامي، الوئام، أم سدرة، بلدة ثول، ترفيهي، جوهرة ثول، حكومي1، حكومي2، حكومي3، رضوى، سليتة                                      |
| جدة الجديدة   | 5           | الروضة، السلامة، الزهرة، الخالدية، الشاطئ. |
| المطار        | 4           | البوادي، الربوة، الفيصلية، النزهة. |
| الجامعة       | 6           | الثغر، الجامعة، الروابي، السليمانية، الفيحاء، جامعة الملك عبد العزيز. |
| أبحر          | 9           | أبحر الجنوبية، الأصالة، البساتين، الشاطئ، المحمدية، المرجان، النعيم، النهضة، مطار الملك عبد العزيز. |
| أبحر الشمالية | 16          | أبحر الشمالية، الأمواج، البحيرات، الخليج، الزمرد، الزهور، الشراع، الصواري، الفردوس، الفنار، اللؤلو، المنارات، النجمة، النور، الياقوت، حكومي. |
| أم السلم      | 6           | الحرازات، الرغامة، المحاميد، المنتزهات، أم السلم، كتانة |
| البغدادية     | 9           | البغدادية الشرقية، البغدادية الغربية، البلد، السبيل، الصحيفة، العمارية، الكندرة، الميناء، الهنداوية. |
| الجنوب        | 26          | أبو جعالة، الأثير، الأجاويد، الأمير عبد المجيد، الأمير فواز الجنوبي، الأمير فواز الشمالي، البركة، التضامن، التعاون، الجوهرة، الرحمة، الرهناء، السنابل، السهل، الشفاء، العدل، العسيلة، العليا، الفضل، الفضيلة، الكرامة، المرسلات، المستقبل، الهدى، حكومي، صناعي. |
| ذهبان         | 24          | البشائر، الجزيرة، الدرة، الربيع، الرياض، الشرقية، الشويضي، العبير، العشيرية، العقيق، الغدير، الغربية، الفرقان، الفلاح، المجامع، المروج، المزيرعة، الهزاعية، اليسر، بلدية ذهبان، حكومي، طابة، طيبة، قباء.                                                        |
| بريمان        | 14          | الأجواد، التلال، الحجاز، الرواسي، الريان، السامر، الكوثر، العسلاء، المنار، المنتزه، أم حبلين الشرقية، أم حبلين الغربية، بريمان. |
| طيبة          | 18          | البدور، البشائر، البيان، التوفيق، الحجاز، الحمدانية، الرحمانية، الرياض، الصالحية، الصفحة، الصفوة، الفروسية، الفلاح، المودة، الندى، الوداد، الوفاء، صناعي. |
| المليساء      | 19          | الجوهرة، الخمرة، الرابية، الرمال، الساحل، السروات، السرور، الصناعية، الضاحية، القرينية، القوزين، المحجر، المرسى، المسرة، المليساء، الموج، الوادي، الوزيرية، قاعدة الملك فيصل.                                                                                   |
| الصفا         | 2           | الصفا، المروة. |
| خزام          | 8           | الثعالبة، الفاروق، القريات، النزلة الشرقية، النزلة اليمانية، بترومين، غليل، مدائن الفهد. |
| أبرق الرغامة  | 8           | الحفنة، الرغامة، الشروق، العسلاء، القوس، النخيل، الواحة، مريخ. |

### المساحة وعدد السكان

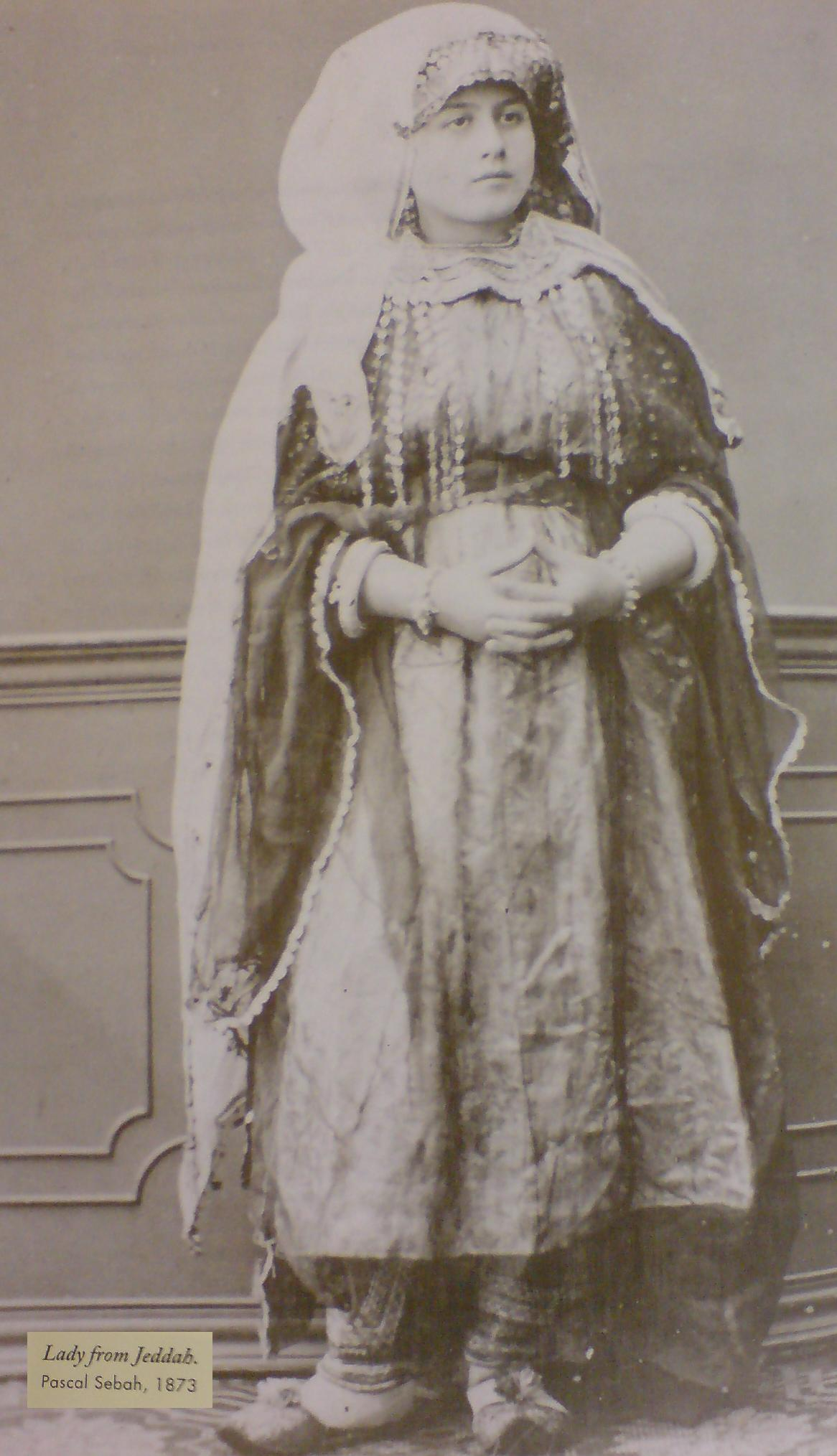
سيدة من جدة بالزي الشعبي عام 1873.

يبلغ عدد السكان الدائمين في مدينة جدة ما مجموعة 4,082,184 نسمة موزعين على مساحة إجمالية تبلغ 84,658 هكتار (846.58 كـم2)، وهو ما يُمثل نسبة 14% من عدد سكان السعودية، وبكثافة سكانية بلغت 4821.97 نسمة / كم2. سجلت المدينة نسبةً عاليةً من الأعداد سكانية الشابة حيث تُشكل الفئات العمرية دون 24 عامًا ما نسبته 41% من إجمالي تعداد السكان. تشهد المدينة أيضًا معدل نمو سكاني بنسبة 3.2 سنويًّا، ويُرجّح أن يتجاوز عدد السكان ما مجموعة 5,200,000 مليون نسمة بحلول عام 2033، ويُذكر أن المناطق الحضرية للمدينة شهدت نموًا عمرانيًّا بنسبة تزيد عن 400% منذ عام 1970، وسجلت زيادةً سكانيّة بنسبة تزيد عن 1000% في نفس الفترة.
اتجاه نمو السكان ووحدات الأسر (تقديرات - 2010-2025):

### المناخ
يتأثر مناخ جدة مباشرة بموقعها الجغرافي حيث ترتفع درجة الحرارة ونسبة الرطوبة خلال فصل الصيف، وتصل درجة الحرارة إلى بداية الأربعينات مئوية حيث تقع تحت تأثير امتداد منخفض موسمي عبارة عن كتلة هوائية حارة وصلبة وتصل الرطوبة إلى معدلات أعلى في فصل الصيف بسبب ارتفاع حرارة مياه البحر وتنخفض في فصل الشتاء نتيجة لتأثير المنطقة بالكتلة الهوائية المعتدلة المرافقة للمرتفع الجوي.
الرياح السائدة على مدينة جدة هي الرياح الشمالية الغربية وذلك لموقعها الساحلي على شاطئ البحر الأحمر وهذه الرياح عادة ما تكون رياحا خفيفة إلى معتدلة في معظم أيام السنة. كما تهب أحيانا رياح جنوبية خلال فصول الشتاء والربيع والخريف يصحبها ارتفاع في درجة الحرارة. والرياح قد تنشط أحيانا وتشتد سرعتها مثيرة لعواصف ترابية ورملية وقد تصحبها أيضا عواصف رعدية وهطول أمطار.
معظم الأمطار من نوع الزخات المصحوبة بالعواصف الرعدية. وتهطل عادة خلال فصل الشتاء وكذلك في الربيع والخريف نتيجة لمرور المنخفضات الجوية من الغرب إلى الشرق والتقائها مع امتداد منخفض السودان الحراري على المنطقة.
| البيانات المناخية لـجدة           | البيانات المناخية لـجدة | البيانات المناخية لـجدة | البيانات المناخية لـجدة | البيانات المناخية لـجدة | البيانات المناخية لـجدة | البيانات المناخية لـجدة | البيانات المناخية لـجدة | البيانات المناخية لـجدة | البيانات المناخية لـجدة | البيانات المناخية لـجدة | البيانات المناخية لـجدة | البيانات المناخية لـجدة | البيانات المناخية لـجدة |
| الشهر                             | يناير                   | فبراير                  | مارس                    | أبريل                   | مايو                    | يونيو                   | يوليو                   | أغسطس                   | سبتمبر                  | أكتوبر                  | نوفمبر                  | ديسمبر                  | المعدل السنوي           |
| --------------------------------- | ----------------------- | ----------------------- | ----------------------- | ----------------------- | ----------------------- | ----------------------- | ----------------------- | ----------------------- | ----------------------- | ----------------------- | ----------------------- | ----------------------- | ----------------------- |
| متوسط درجة الحرارة الكبرى °م (°ف) | 28 (82)                 | 28.5 (83.3)             | 30.8 (87.4)             | 34.9 (94.8)             | 38.2 (100.8)            | 39.3 (102.7)            | 40.4 (104.7)            | 39.8 (103.6)            | 37.6 (99.7)             | 35.7 (96.3)             | 32.5 (90.5)             | 29.7 (85.5)             | 34.6 (94.3)             |
| متوسط درجة الحرارة الصغرى °م (°ف) | 20.3 (68.5)             | 20.1 (68.2)             | 21.4 (70.5)             | 22.1 (71.8)             | 24 (75)                 | 24.8 (76.6)             | 26.6 (79.9)             | 27.6 (81.7)             | 26.4 (79.5)             | 24.1 (75.4)             | 22.3 (72.1)             | 21 (70)                 | 23.4 (74.1)             |
| معدل هطول الأمطار مم (إنش)        | 9.9 (0.39)              | 3.7 (0.15)              | 2.9 (0.11)              | 2.8 (0.11)              | 0.2 (0.01)              | 0 (0)                   | 0.3 (0.01)              | 0.5 (0.02)              | 0.1 (0.00)              | 1.1 (0.04)              | 26.4 (1.04)             | 13.1 (0.52)             | 61 (2.4)                |
| متوسط الأيام الممطرة              | 2                       | 0                       | 1                       | 1                       | 0                       | 0                       | 0                       | 0                       | 0                       | 0                       | 1                       | 1                       | 6                       |
| متوسط الرطوبة النسبية (%)         | 60                      | 60                      | 60                      | 57                      | 56                      | 58                      | 53                      | 59                      | 67                      | 66                      | 65                      | 63                      | 60                      |
| ساعات سطوع الشمس اليومية          | 7                       | 8                       | 9                       | 10                      | 11                      | 11                      | 10                      | 10                      | 10                      | 10                      | 8                       | 7                       | 9                       |
| متوسط طول النهار اليومي           | 11                      | 11.5                    | 12                      | 12.6                    | 13.2                    | 13.4                    | 13.3                    | 12.8                    | 12.3                    | 11.7                    | 11.1                    | 10.9                    | 12.2                    |
| متوسط مؤشر الأشعة فوق البنفسجية   | 7                       | 9                       | 11                      | 12                      | 12                      | 12                      | 12                      | 12                      | 12                      | 10                      | 7                       | 6                       | 10                      |
| المصدر:                           |                         |                         |                         |                         |                         |                         |                         |                         |                         |                         |                         |                         |                         |

## مناطق تاريخية

### جدة التاريخية

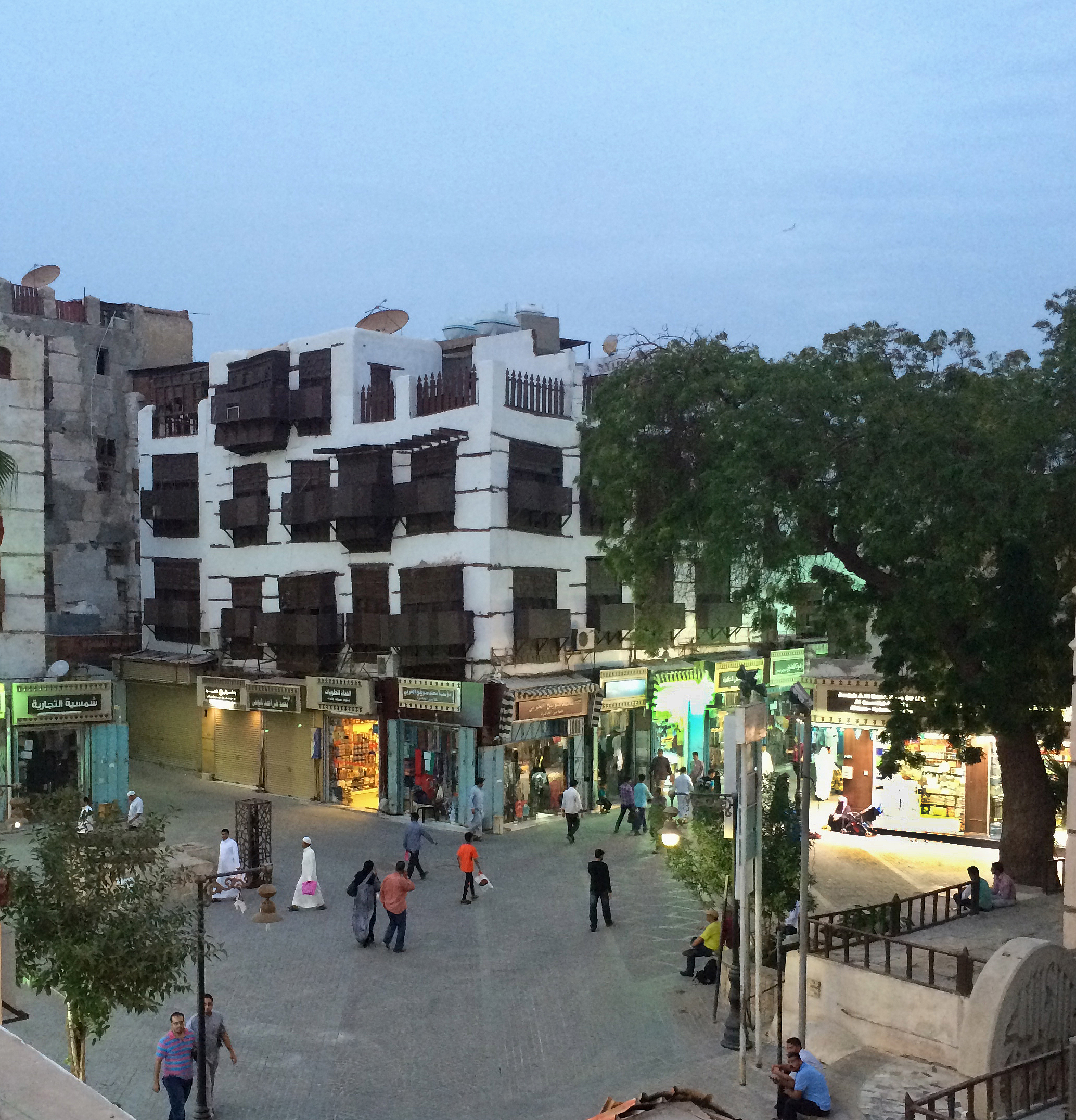
جانب من أحد أسواق المنطقة التاريخية.

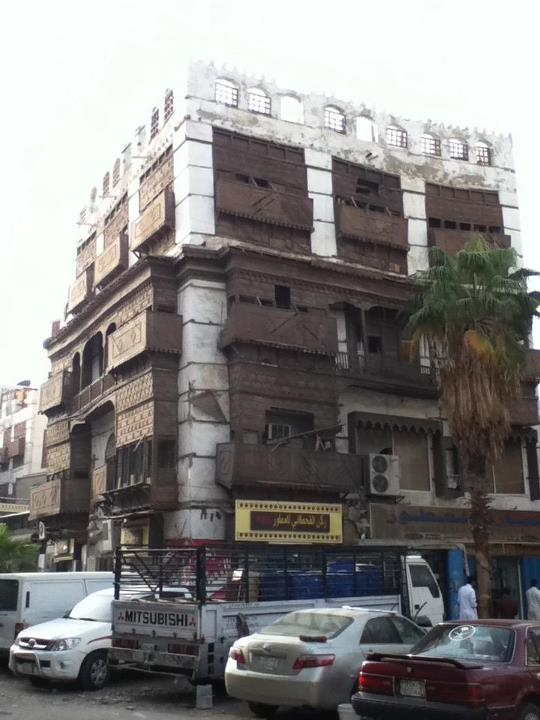
العمارة التقليدية في جدة القديمة.

في 23 شعبان 1435هـ الموافق 21 يونيو 2014م أعلن رئيس الهيئة العامة للسياحة والآثار حينها، الأمير سلطان بن سلمان آل سعود، اعتماد منطقة جدة التاريخية في قائمة مواقع التراث العالمي، وذلك بعد موافقة لجنة التراث العالمي على تسجيلها خلال اجتماع اللجنة التابعة لليونسكو في دورتها الثامنة والثلاثين. وفي يونيو 2018 أمر الملك سلمان بن عبد العزيز بإنشاء إدارة باسم إدارة مشروع جدة التاريخية ترتبط بوزارة الثقافة، مع تخصيص ميزانية مستقلة لها، وذلك بناء على ما عرضه ولي العهد الأمير محمد بن سلمان. وفي مايو 2019 وجّه الأمير محمد بن سلمان بدعم مشروع ترميم 56 مبنى من المباني الآيلة للسقوط بجدة التاريخية، بمبلغ 50 مليون ريال سعودي (كمرحلة أولى).
بلغت المساحة التقريبية لداخل سور مدينة جدة 1,5 كيلو2 وهي ما زالت تحوي لمسات من الحياة التقليدية ذات الطابع الاجتماعي والاقتصادي القديم التي تتركز حاليًا حول مساجد وأسواق المنطقة حيث تنتشر بعض محلات الحرف الشعبية والتقليدية القديمة. وقسمت المدينة داخل السور إلى 7 أحياء وقد أطلق عليها مواطنو المدينة القدامى مسمى حارة، وقد اكتسبت تلك الأحياء أسماءها حسب موقعها الجغرافي داخل المدينة أو شهرتها بالأحداث التي مرت بها، هذه الحارات هي: حارة المظلوم، وحارة الشام، وحارة اليمن، وحارة البحر، والبلد (وهو أقدم أحياء جدة)، وحارة الرويس، وحارة الكرنتينه.
ومن خانات جدة التاريخية، والخان هو السوق الذي يتكون من مجموعة دكاكين تفتح وتغلق على بعضها البعض: خان الهنود، وخان القصبة وهو محل تجارة الأقمشة، وخان الدلالين، وخان العطارين.

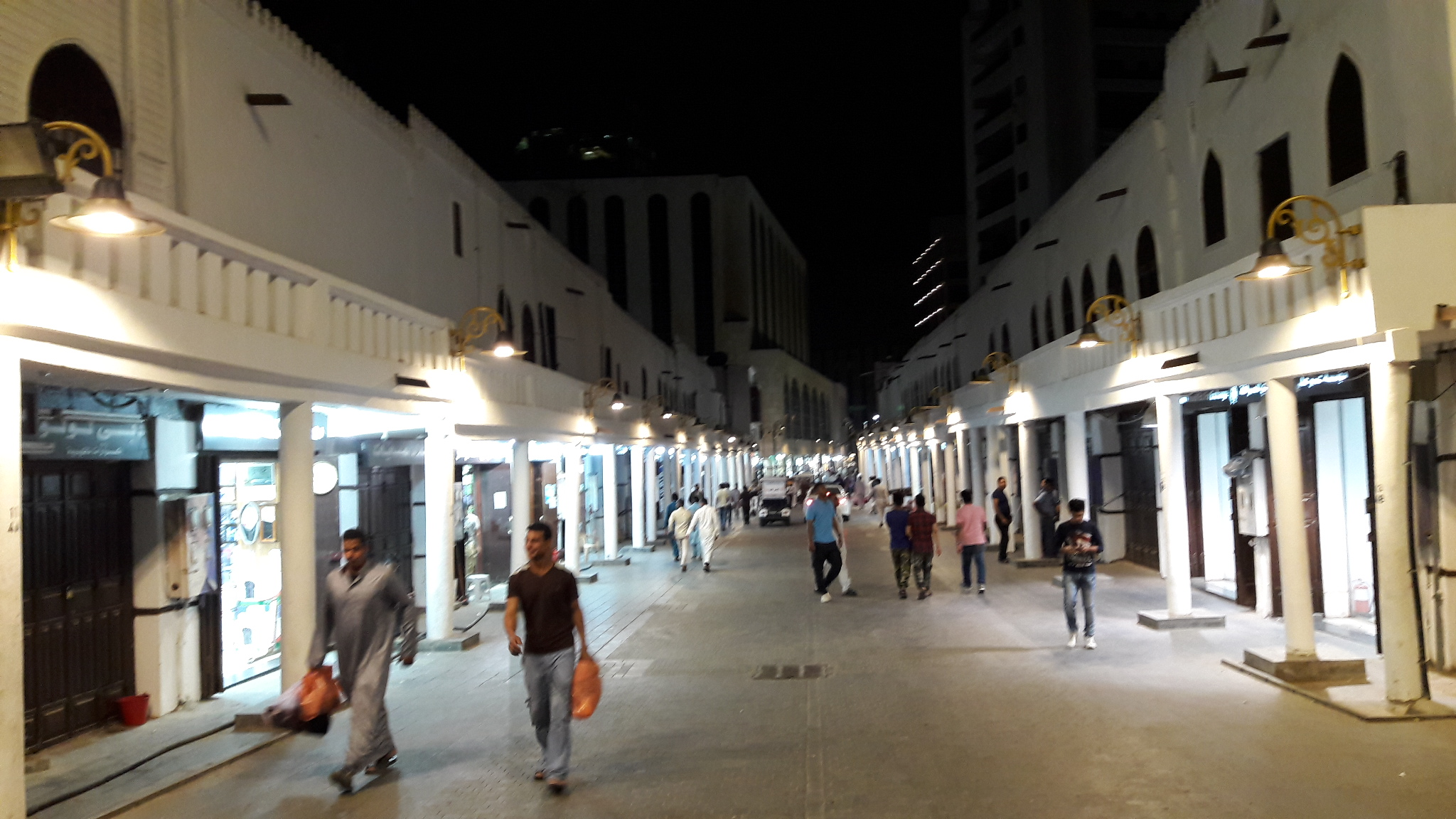
سوق قابل.

في جدة التاريخية أيضًا عدة أسواق من أشهر أسواق المنطقة التاريخية قديما وحديثا والتي تشكل شريان المنطقة، ومنها:
- سوق العلوي.[85]
- سوق قابل.
- سوق السمك.[86]
- سوق الخضروات والجزارين: بالنوارية الواقعة في نهاية شارع قابل إلى ناحية الشرق.
- السوق الكبير: تباع فيه الأقمشة في دكاكين كبيرة وصغيرة مكتظة بفاخر الأقمشة على مختلف أنواعها.
- سوق الخاسكية: تقع خلف دار الشيخ محمد نصيف.[87]
- سوق الندى: ومعظم المحلات فيه لبيع الأحذية.
- سوق الجامع: نسبة إلى جامع الشافعي.
- سوق الحبابة: يقع في باب مكة.
- سوق الحراج: المزاد العلني، وكان يقع في باب شريف.
- سوق البدو: يقع في باب مكة ويباع فيه كل ما يجذب سكان البادية.
- سوق العصر: يقع في باب شريف.
- سوق البراغية: كانت تصنع فيه برادع الحمير والبغال وسروج الخيل عند عمارة الشربتلي.
- سوق السبحية: كانت تصنع وتباع فيه السبحة وهو سوق في موقع الخاسكية.

### سور جدة وبواباتها القديمة

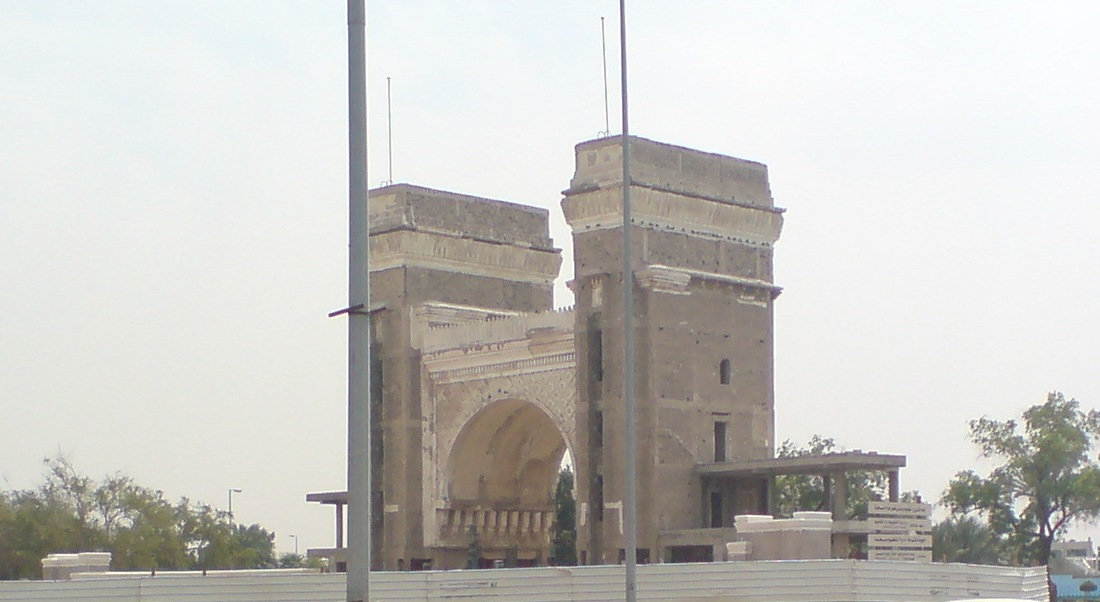
بوابة جدة.

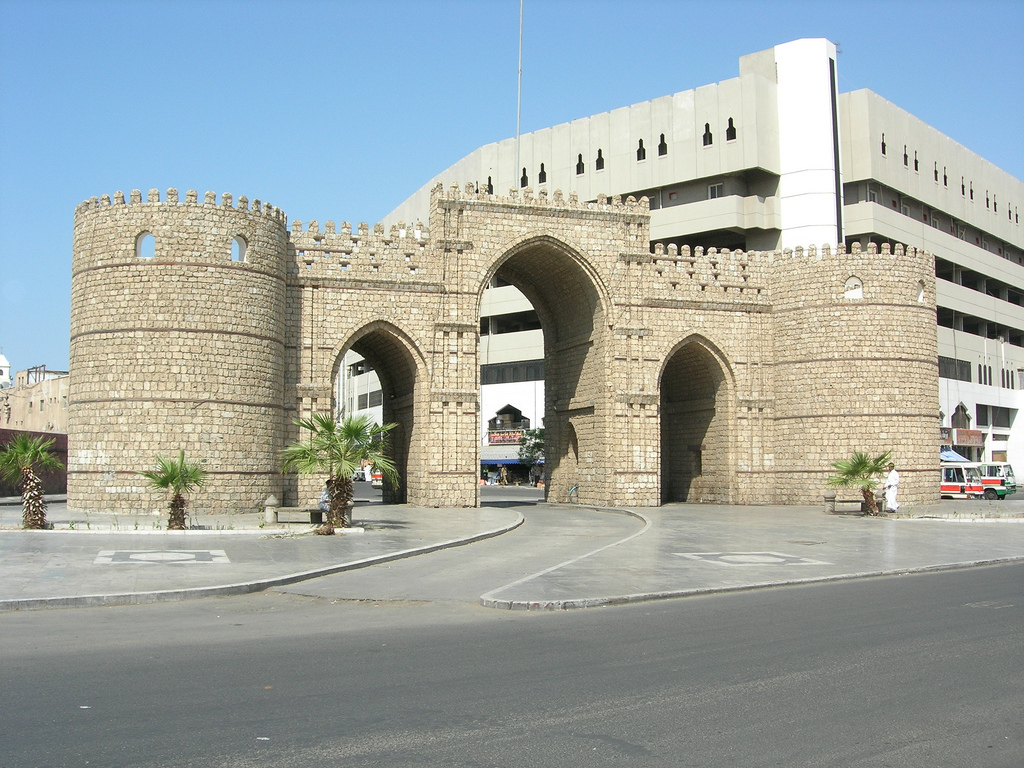
باب مكة.

قام حسين الكردي، وهو أحد أمراء الدولة المملوكية في عهد السلطان قانصوه الغوري، ببناء سور جدة في حملته عندما اتجه ليحصن البحر الأحمر من هجمات البرتغاليين، فشرع بتحصينه وتزويده بالقلاع والأبراج والمدافع لصد السفن الحربية البرتغالية التي تغير على المدينة، وقد شرع الأمير حسين كردي في بناء السور وإحاطته من الخارج بخندق زيادة في تحصين المدينة من هجمات الأعداء وبمساعدة أهالي جدة تم بناء السور. كان للسور بابان واحدٌ من جهة مكة المكرمة والآخر من جهة البحر، ويذكر أن السور كان يشتمل على ستة أبراج كل برج منها محيطة 16 ذراعاً ثم فتحت له سبعة أبواب هي: باب مكة، وباب المدينة، وباب شريف وباب جديد وباب صريف وباب المغاربة وباب النافعة أضيف إليها في بداية القرن الحالي باب جديد وهو باب الصبة. أُزيل السور لدخوله في منطقة العمران عام 1947.

### مقبرة أمنا حواء
تُعد مقبرة أمنا حواء من أهم المواقع الأثرية في جدة وتقع في جنوب غرب مدينة جدة، وبالتحديد في حي العمارية القريب من ساحل البحر الأحمر. وسبب التسمية بهذا الاسم يعود إلى اعتقاد بعض المسلمين بأن حواء توفيت ودُفنت في ذلك الموقع من مدينة جدة. حيث ذكر محمد بن جرير الطبري في كتابه (تاريخ الطبري) من رواية عبد الله بن عباس، أن آدم هبط بالهند على جبل يقالٍ له «واسم» وهبطت حواء بجدة من أرض مكة، وقد اتفقت أكثر الروايات التاريخية على أن حواء أم البشر قد هبطت في جدة. وإن اختلفوا في تحديد موضع قبرها. وذكر الطبري أيضاً أن آدم عندما هبط في الهند جاء في طلبها حتى اجتمعا. فازدلفت إليه حواء مسمى المكان (مزدلفة)، وتعارفا بعرفات فسمي المكان (عرفات)، وهذا ما ذكره أيضاً ابن جبير ومن قبله أبو محمد الهمداني. وقال ابن إسحاق: «أما أهل التوراة فإنهم قالوا أهبط آدم بالهند على جبل يقال له (واسم) وأهبطت حواء بجدة من أرض مكة المكرمة.».
ذكر بعض المؤرخين أن موضع مقبرة حواء الحالي كان هيكلاً عبدته قبيلة قضاعة قبل الإسلام، وأقيم القبر مكانه بعد الإسلام وذكر ابن جبير في القرن السادس الهجري خلال زيارته إلى جدة أنه رأى بها موضعاً فيه قبة مشيّدة قديمة يذكر أنه كان منزلاً لحواء أم البشر. كما أشار إبن بطوطة إلى وجود القبة خلال رحلته إلى جدة في القرن السابع الهجري. كما ذكر آثاراً تدل على قدمها. وذكر الرحالة التركي أوليا جلبي في رحلته الحجازية التي تمت عام 1082 هـ وصفه لمقبرة أمنا حواء ما يلي: «هناك قبة صغيرة على المكان الذي ترقد فيه أمنا حواء. مع أن المكان رملي وسط الصحراء إلاّ أنه بسيط وغير مزين والقبر مغطى بالحرير الأطلس الأخضر وخارج الضريح وحوله مغطى بالحصى ناحية رأسها الشريفة وكذا ناحية قدميها».

### قصر خُزام
وهو قصرٌ تاريخيٌّ كان أحد القصور الملكية التي يسكنها الملك عبد العزيز آل سعود، بعد أن كان يقيم لفترة من الزمن في بيت نصيف. يعد القصر أول بناء في السعودية يستخدم فيه الإسمنت والحديد، وقد كانت صورة بوابته على العملة الورقية السعودية عام 1995. تعود بداية بناء قصر خزام إلى سنة 1928م، واستغرق بناؤه خمسة أعوام بواسطة مجموعة المعجل، واكتمل بناؤه سنة 1932م، وقد سمي القصر بخزام بسبب كثرة وجود نبات الخزامى في المنطقة التي بني عليها، وكان القصر مقراً للملك عبد العزيز آل سعود ومن ثم لابنه سعود بن عبد العزيز. حوّل القصر إلى «متحف جدة الإقليمي»، الذي يعتبر واحداً من أبرز المتاحف السعودية، وكان قد انتقل القصر لوكالة الآثار والمتاحف، وتم تحويله في عام 1981م إلى متحف بتوجيه من الملك فهد بن عبد العزيز آل سعود فقامت وكالة الآثار والمتاحف بوزارة المعارف بترميم جزء من مقدمة القصر، وافتتح في مارس 1995م، وقد روعي في الترميم المحافظة على طابع المبنى المعماري، وتم تحويل جزء من القصر إلى متحف.

### بيت نصيف

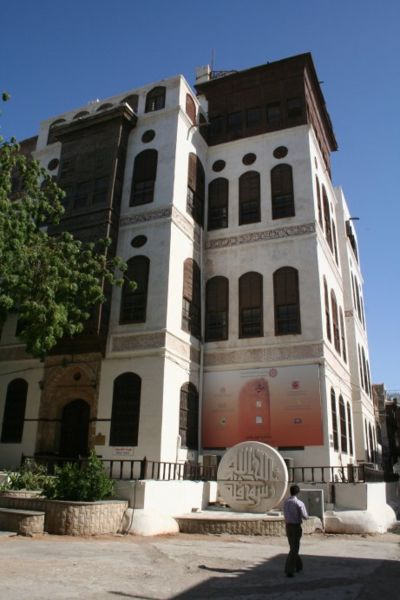
بيت نصيف التقليدي.

وهو من القصور التاريخية التي أُنشئت في مدينة جدة عام 1289 هـ/ 1872. بناه الشيخ عمر أفندي نصيف، وهو أحد الشواهد على النمط المعماري القديم في مدينة جدة. حيث اكتسب أهمية تاريخية وسياسية باعتباره قديمًا قصر الضيافة لمن يزور الحجاز، فنزل فيه عدد من الملوك والأمراء، من ضمنهم الملك عبد العزيز، حيث استقر فيه نحو 10 سنوات. وهو كذلك البيت الذي بايع فيه أهل جدة الملك عبد العزيز أثناء استلام حامية جدة وخضوعها إلى شروطه.

### أبرق الرغامة
كان أبرق الرغامة ممراً تاريخياً لطرق القوافل المتجهة من جدة إلى مكة المكرمة، واكتسب شهرته من كونه آخر نقطة عَسكَرَ فيها الملك عبد العزيز بن عبد الرحمن آل سعود بجيشه أثناء توحيد البلاد، للدخول إلى جدة في 25 من ديسمبر من عام 1925 م. يتميز أبرق الرغامة بموقعه المرتفع حيث أن شرق جدة منطقة جبلية ومنطقة مناخها مناسب، وبه أيضًا وادي الرغامة الذي يقع شرق جبل أبرق الرغامة بمسافة 14 كلم، ويحتوي الوادي على عين للمياه تشتهر بعذوبتها تُعرف باسم «عين الرغامة»، وهي العين التي أمر بها السلطان العثماني عبد الحميد الثاني بشرق جدة.
في سبتمبر 2014م، افتُتحت حديقة الجوهرة في الموقع، وتبلغ مساحتها 1390 متراً وتغطي مساحات خضراء ما مجموعها 650 متراً مربعاً. كما غرس فيها 21 شجرة ونخلة و 360 شجيرة مزودة بنظام ري آلي. ويقع في الموقع «متحف أبرق الرغامة» الذي تم ترميمه وتبييضه في 2018 م، وتشرف عليه دارة الملك عبد العزيز باعتباره واحدًا من أهم المواقع العسكرية لجيش الملك عبد العزيز.

### مقبرة شيخ الأسد
وتقع في بداية طريق مكة جدة القديم، بجانب باب مكة وسميت بـ«مقبرة شيخ الأسد» نسبةً للشيخ حامد بن نافع الهاشمي، وهو من آل البيت النبوي الهاشمي ويمتد نسبه إلى الشريف أبي مالك بن شيخة القاسم أمير المدينة المنورة.

### عين العزيزية
هي العين التي أمر بإنشائها الملك عبد العزيز في حي العزيزية قبل إنشاء محطة التحلية. قام على رئاسة العين العزيزية الشيخ عثمان باعثمان حتى وفاته عام 1387هـ، وخلفه السيد حسين محمد الصافي رئيسًا بالنيابة عليها.

### وادي بريمان
هي منطقة المياه الجوفية في جدة سابقًا. تقع في الشّمال الشّرقي لجدّة، وجدت فيها آثار، دلت على أن تاريخها يعود إلى العصور الحجرية. كما وجدت كتابات ثمودية في بعض جبالها الشرقية تؤيد ذلك.

## الطراز المعماري

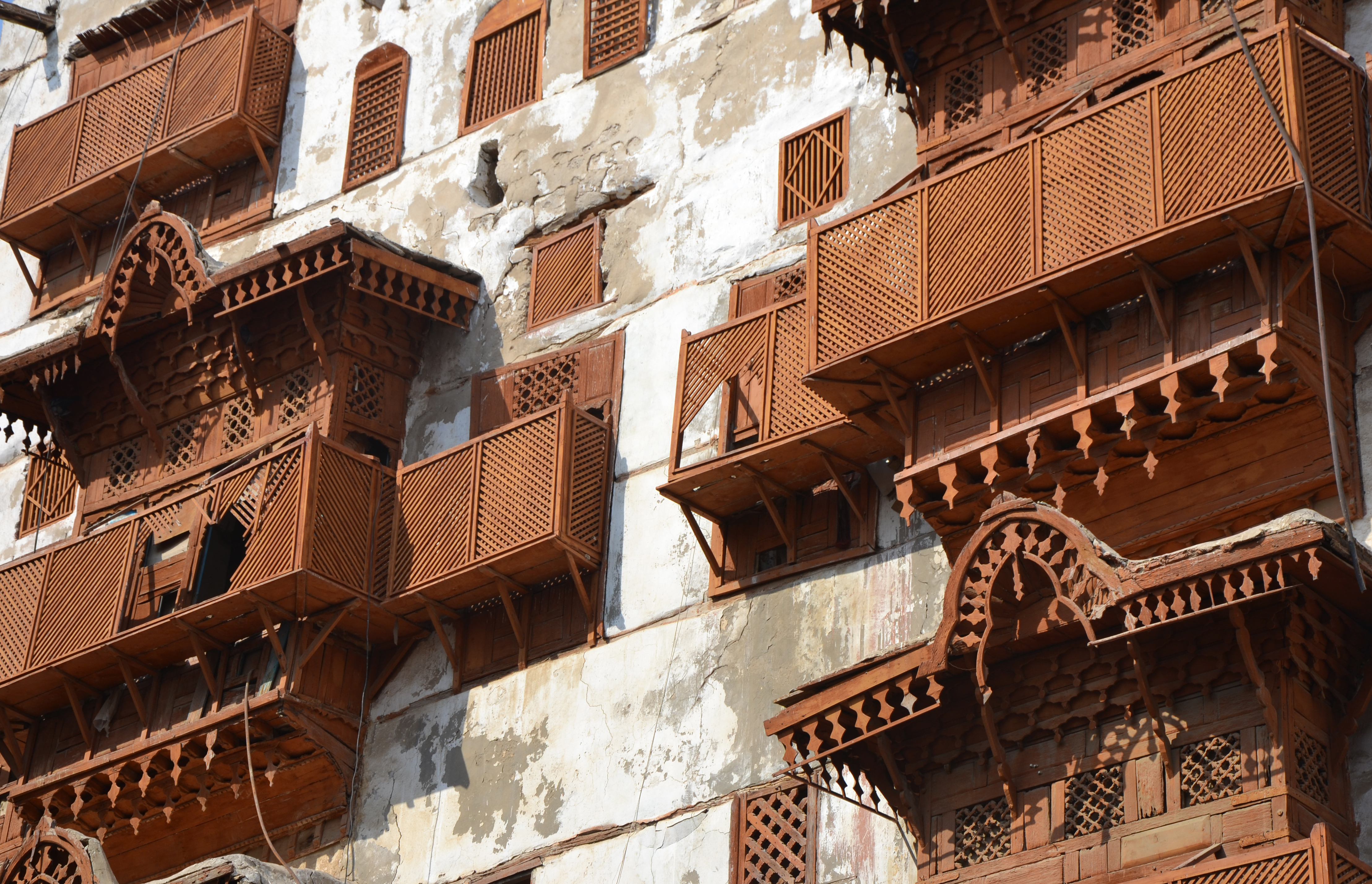
أحد الأبنية على الطراز التقليدي في جدة.

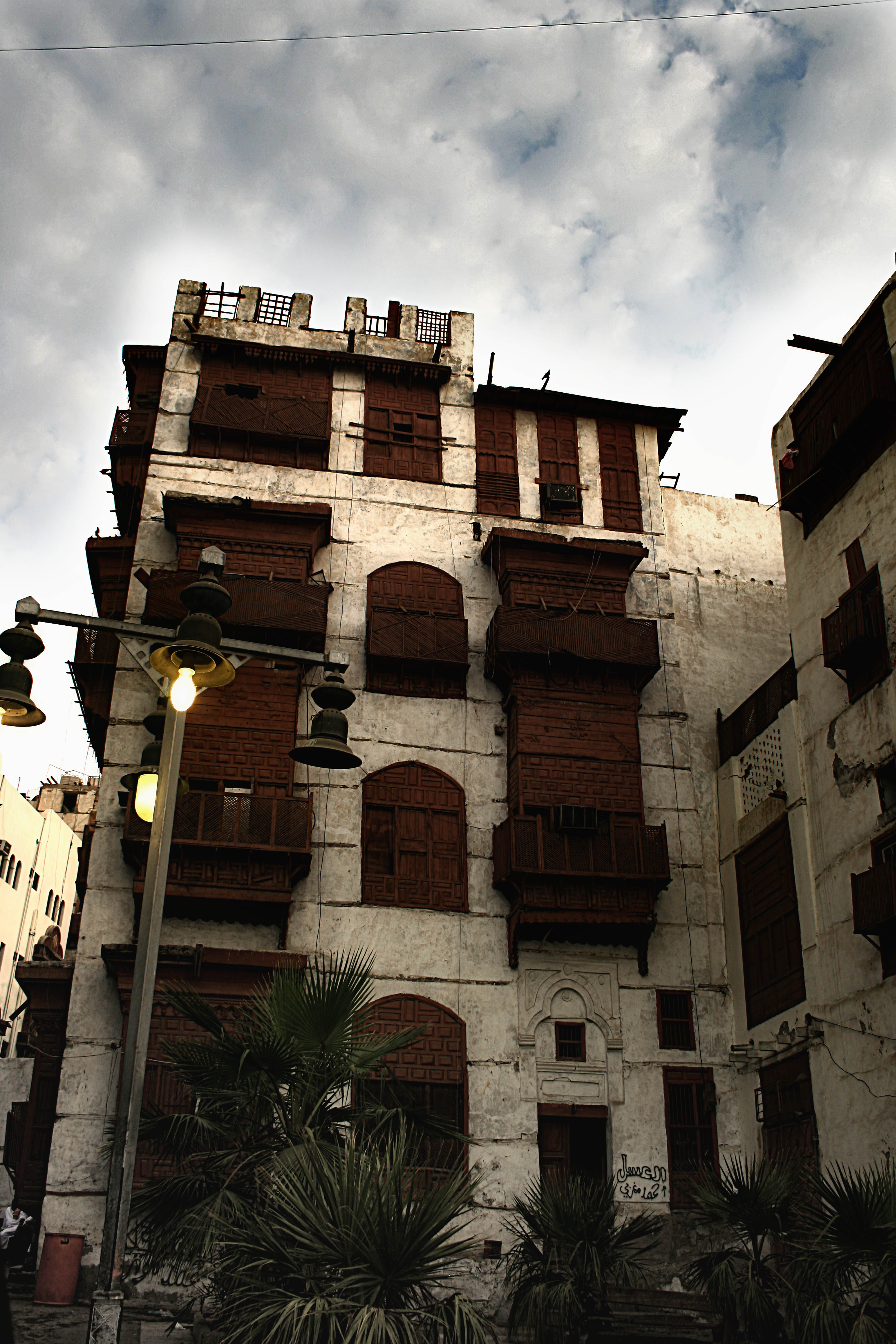
أحد البيوت التقليدية في جدة ذات الطابع القديم.

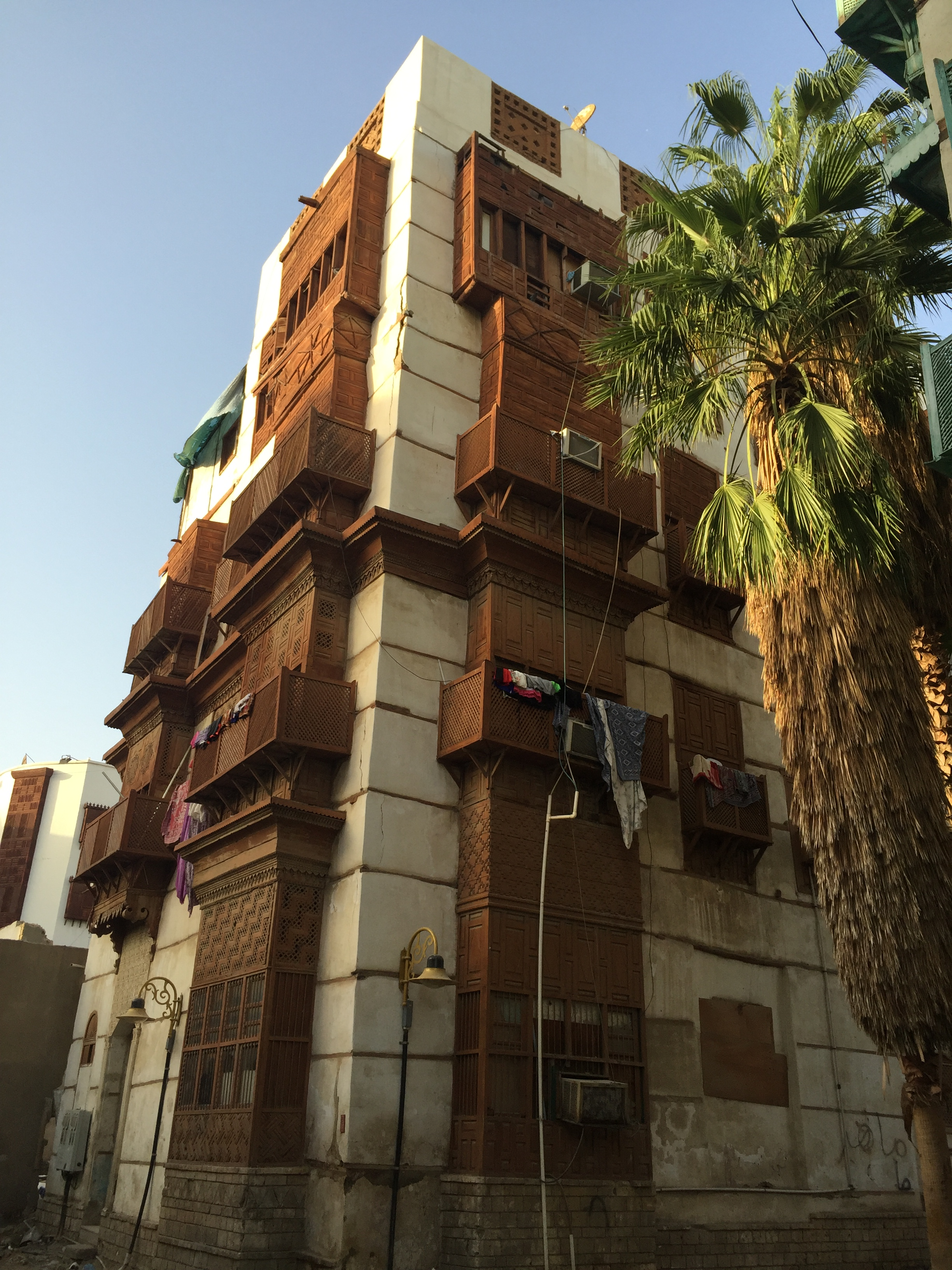
عمارة قديمة وتظهر فيها الرواشين التي أشتهرت بها العمارة القديمة في جدة.

كانت مواد البناء الشائع استخدامها في بناء البيوت إما الطابوق الطيني أو الحجر المنقبي المستخرج من بحيرة الأربعين، وكان الهيكل الإنشائي يعتمد على الجدران الساندة وتبنى السقوف بطريقة العقادة فكان يمد الحديد أو الخشب أو الحجر الذي يرتكز عليه السقف إلى الشارع أو الفناء ثم يكمل البناء فوقه بالخشب المزخرف ويسقف أيضا بالخشب لخفة وزنه حيث أن البروز لم يكن يستند على أعمدة فلا يتحمل الطابوق أو الحجر. وكان هناك أنواع متعددة من المشربيات بعضها مغلق والبعض الآخر مفتوح، حيث أن المفتوحة كانت بمثابة شرفةٌ تطل على الشارع أو الفناء وكانت النقوش الخشبية تترك مفتوحة تسمح بدخول الهواء والضوء، أما المغلقة كانت تمثل امتدادًا للغرف بالطابق الأول وكانت الزخارف تبطن بالزجاج الملون وتجعل فيها نوافذ تفتح عموديًّا.
البيت الحجازي يعد السمة الأساسية للعمارة والبيوت في مدينة جدة التاريخية، وهو مرآة تعكس ثقافة سكان تلك المباني وتقدم صورة لجوانب من الحياة الاجتماعية والثقافية التي عاشها أصحابها بما فيها من عادات وتقاليد أثرت في تصميم بيوتهم وتأثرت بها. وعرفت المنطقة التاريخية في جدة بالزينة والزخارف والنقوش التي تعم منازلها، وهذه الزينة اشتهر بها الطراز المعماري الإسلامي، ووجدت في الإرث الحجازي، وهي عادة ما تتواجد في المداخل الرئيسية لهذه المباني المصممة بطريقة فنية تستخدم فيها الأخشاب كمادة أساسية، فتكون في أشكال متنوعة تغطي تلك المداخل ومعظم أجزاء المبنى من الخارج. وتبرز في واجهة البيوت في جدة التاريخية تحفة معمارية، وهي النوافذ الخشبية المسماة بالروشان، وهي تقوم على تغطية النوافذ والفتحات المطلة من البيت على الخارج بالخشب الفاخر مع اعتماد النقوش الإسلامية والألوان الترابية الهادئة، وهي ليست إلا دلالة على ما ورثه أهل جدة من سمات العرب المسلمين المتمثلة في عدم ترك البيت مكشوفا للناظر من خارجه والحفاظ على حرمته وعلى خصوصياته، إذ لا يطلع على البيت وما فيه ومن فيه إلا من يسمح له بالدخول من المقربين.

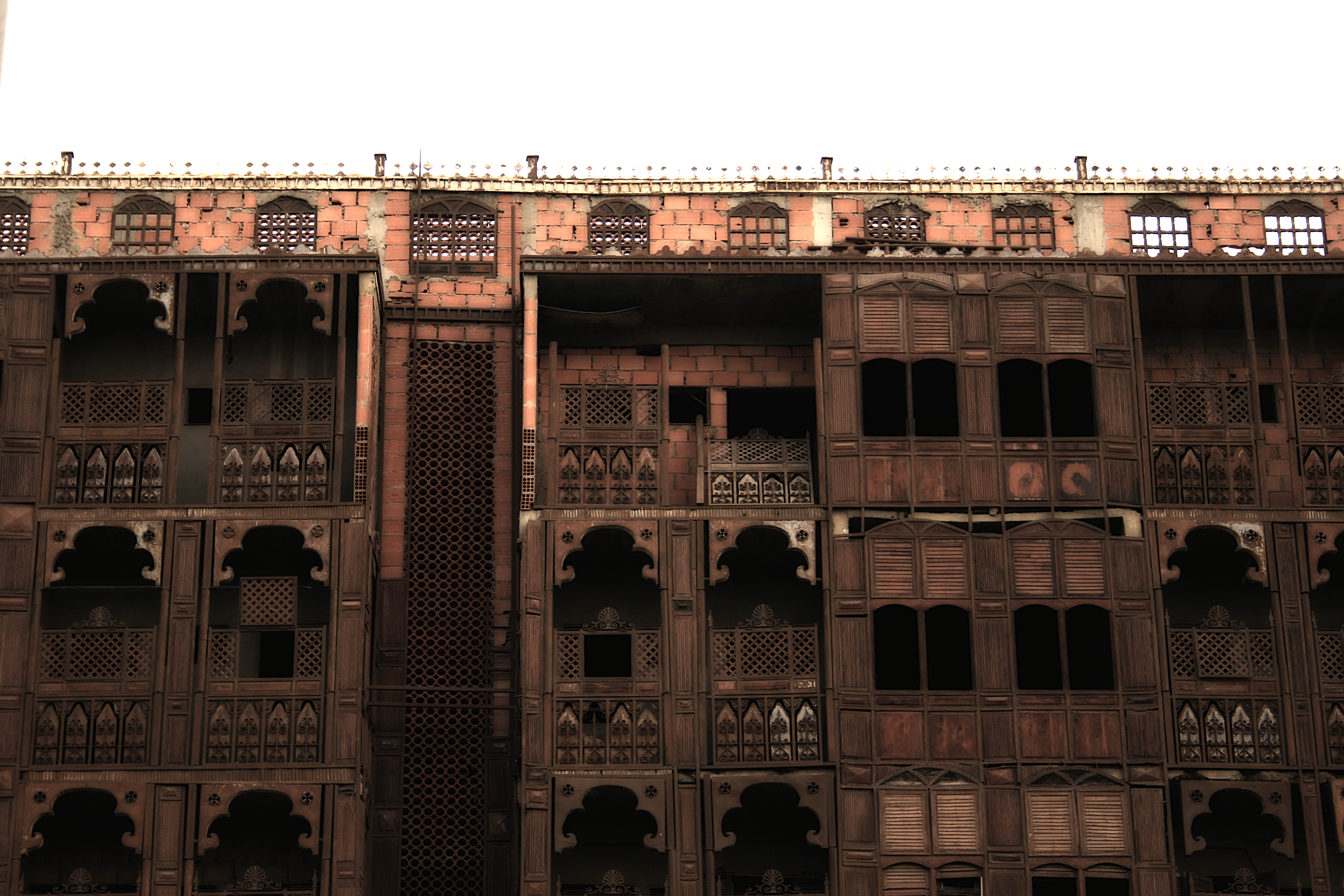
عمارة في جدة القديمة.

يقوم تصميم النوافذ على تعرجات تجمع بين الجمالية وبين تقنيات توفير التهوية اللازمة إلى المنزل مع قدرتها على حجب الرؤية من الخارج، كما تلعب أيضًا دور الحاجز لتنقص من كمية الأتربة التي تحملها الرياح لتتسرب نحو الداخل وذلك عبر اصطدامها بالواجهات الخشبية كبيرة المساحة التي تخفض من سرعة الرياح وتحد من تساقط حبات الرمل عبر الفتحات الصغيرة في الروشان. وبحسب مؤرخين فإن معظم أخشاب البيوت الحجازية في المنطقة التاريخية بجدة قد جلبت في أوائل القرن الرابع عشر الهجري، ومنها ما يسمى بالطيق والأبواب، وأعواد أخرى من خشب القندل تأتي من سواحل أفريقيا الشرقية، قبل تصنيعها وتشكيلها على عين المكان. اهتم أهالي المنطقة بهذه الأنواع من الأخشاب، وبالأشكال التي صممت بها، لما تضفيه من جمالية وخصوصية داخل المبنى، ولفاعليتها في العمل على عزل المناخ الداخلي حراريا عن الخارج، لأن نوعية هذه الأخشاب تكون عازلة بشكل طبيعي ودون أي إضافات أو مواد أخرى كما تساعد على الحد من وصول أشعة الشمس وحرارتها للداخل.
أما أحجار البناء المستخدمة في تشييد البيوت في جدة فعادة ما تكون من حجر الكاشور، وهو الحجر المنقبي الذي كان يستخرج من الرصيف الصخري المرجاني الضحل لساحل البحر الأحمر وتحديدا من موقعين هما شمال بحر الأربعين وعند شاطئ الرويس «حي الرويس حاليًا» فيما كان الطين الأسود اللزج المستخرج من قاع بحر الأربعين هو البديل عن الإسمنت. أنشئ عددٌ من البيوت بطريقة تسمح بإعادة فكها وتركيبها، حيث يمكن فك الجزء المتضرر في البيت وتعديله ثم إعادته من جديد، ويكون ذلك بشكل أفقي أو عمودي، وهذا بفضل جزء هام في التصميم وهو التكليلة، وهي عبارة عن خشبة يصل طولها إلى المتر، يتم وضعها بشكل أفقي في كل جدار، مما يسمح ببناء أربعة طوابق، لأن الحجر المنجلي هش ولا يحتمل أكثر من طابق واحد. وتلعب التكليلة دورًا محوريًّا في توازن البناء حيث تساعد على توزيع الوزن في كل طابق، وهي تعادل الكمرات في البناء العصري. ومن البيوت الشهيرة في جدة التاريخية بيت سلوم الذي تأسس عام 1301 هـ، والذي يقع في حارة المظلوم ورُمّم في فترة سابقة، وأطلق عليه اسم «بيت جدة وأيامنا الحلوة» لغرض جعله موقعًا تاريخيًّا يخدم جدة التاريخية ويمثل أحد الروافد التي تساهم في نشر الثقافة والفنون والتراث بالمنطقة وليصبح مقرًا يبحث فيه المؤرخون والباحثون سبل حماية التراث العمراني لجدة التاريخية.

## أشهر مساجد جدة

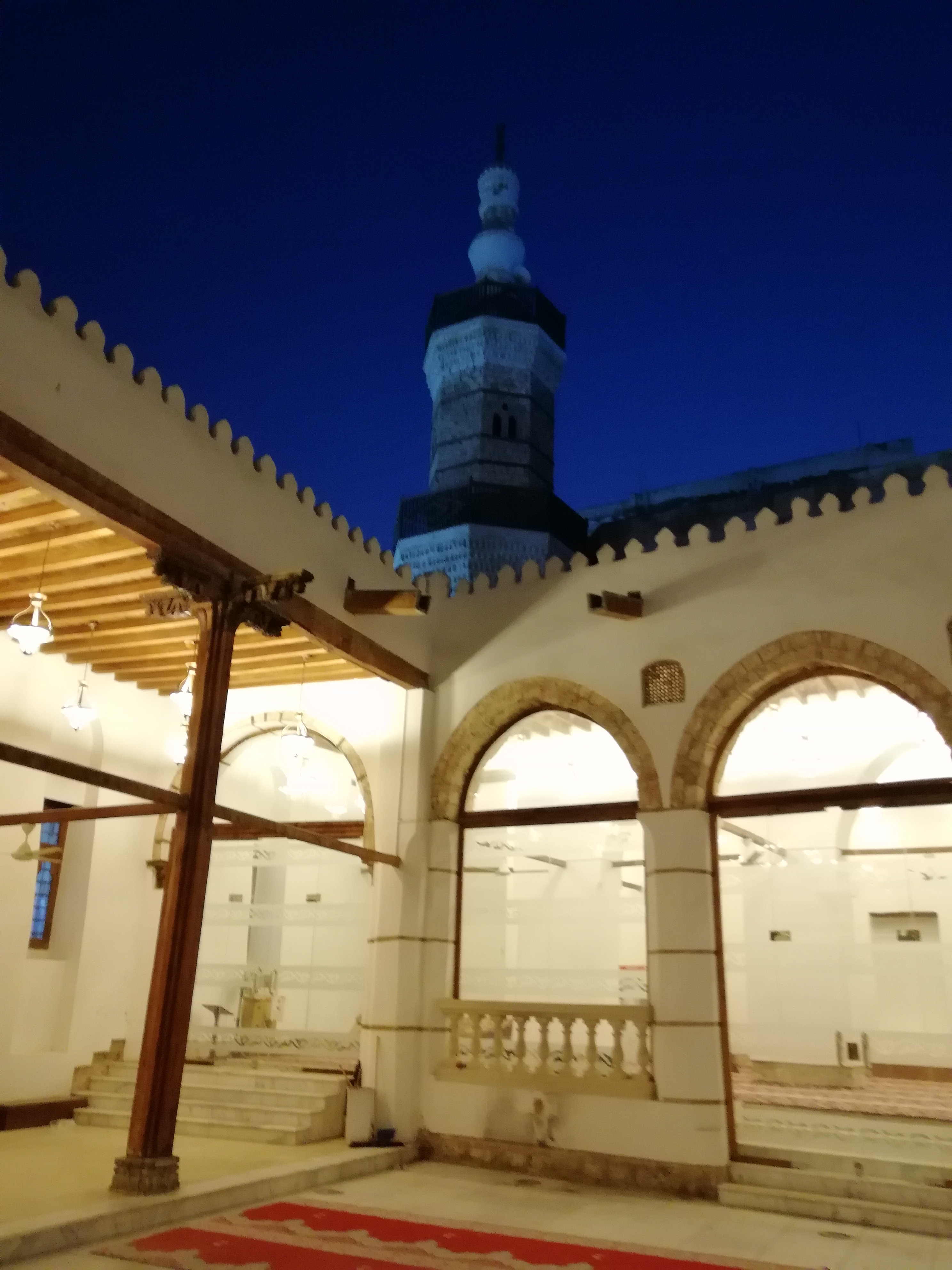
مسجد الشافعي من الداخل.

تتميز المساجد القديمة بجدة بعبق تاريخها وفنون معمارها الذي يحكي الطراز القديم المستوحى من تراث مباني جدة، والتي من أهمها مسجد الشافعي، حيث بُني في القرن السابع عشر الميلادي، بأسلوب معماري رائع على شكل مربع، ووسطه جرى تصميمه ليكون مكشوفاً للحصول على تهوية جيدة فريدة، واستخدم في بنائه الطين البحري والحجر المنقبي، وتطعيم بناءه بالأخشاب. ومن المساجد كذلك مسجد عثمان بن عفان، أو كما يُطلق عليه «مسجد الأبنوس» لوجود ساريتين فيه من خشب الأبنوس، الذي يُعد من المساجد التاريخية، وشيد بين القرنين التاسع والعاشر الهجريين، ويتميز بوجود مئذنة ضخمة. وأيضاً مسجد الباشا، ويتميز ببناءٍ معماري قديم بمئذنة أضفت عليه معالم أثرية فريدة. ومسجد المعمار، وهو مسجد تاريخي قديم يمتد عمره إلى 340 عاماً. وتتنافس المساجد في عمارتها القديمة المُزيّنة بالنقوش ليَبُرز بذلك مسجد عكاش الذي تأسس في عام 1200 هـ، حيث بني على أرضية مرتفعة عن مستوى الشارع بخمسة أبواب تم صنعها من خشب الجوز القديم المميز بلونه البني المحروق، وله قِباب دائرية مرتفعة عن الأرض عليها نقوش وزخارف إسلامية، وتقام به الصلوات وحلقات تحفيظ القرآن الكريم.
من أكبر مساجد جدة مسجد الملك سعود بمساحة تُقدر بنحو 9700 مترًا مربعًا، وبني في عام 1987، وقد حصل على جائزة الآغا خان للهندسة المعمارية في عام 1989. أما مسجد الرحمة الذي امتزج في بنائه مابين العمارة الحديثة والقديمة والفن الإسلامي، حيث بُني بأحدث التقنيات والمعدات وبأنظمة صوت وإضاءة متطورة، ويطلق عليه مسجد الأسماء الثلاثة المسجد العائم، حيث جاء كأول مسجد في العالم يتم بناؤه على سطح البحر، ويُطل مباشرةً على البحر الأحمر، وتُحيط به المياه من كل جهة عند المد وارتفاع منسوب المياه، ويعد من أهم المعالم في جدة، حيث يُحيط به 52 قبة خارجية إضافة إلى القبة الرئيسية الكبيرة ذات القواعد الثمانية التي تقع في المنتصف، و23 مظلة خارجية، بتطريز من الخارج والداخل بآيات قرآنية، إلى جانب احتواء أطراف القبة الرئيسية على زجاج يسمح بمرور أشعة الشمس داخل المسجد عبر 56 نافذة حول القبة.
من بين المساجد التي تمتاز بالمزج بين القديم والحديث، مسجد العناني الذي استوحي شكله من النجمة الثمانية الإسلامية المعروفة باسم نجمة بغداد، ويتميز من الداخل بغلبة اللونين الأبيض والأزرق عليه، والزخارف الملونة المصنوعة من الفسيفساء المغربية الزليج، وتوجد بسقفه قبة واحدة تغطي مساحة مربعة واسعة للصلاة بدون أي عمود داخلي، حيث استوحى هذا الشكل من الهيكل الداخلي للقبة التي تعلو محراب مسجد قرطبة الجامع بالأندلس، وبإطلالته على كورنيش البحر الأحمر.

### مساجد جدة القديمة

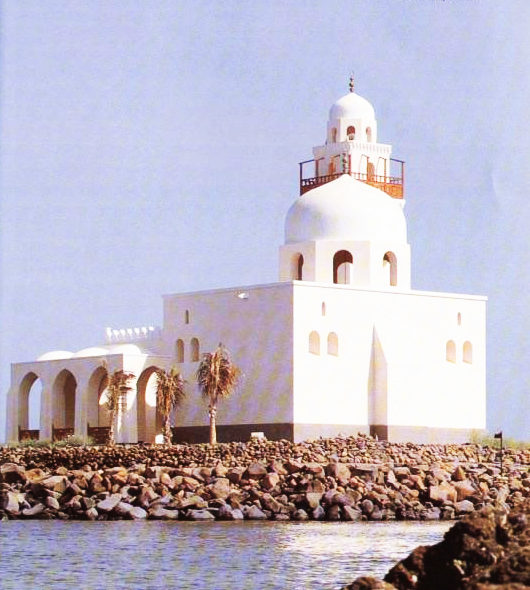
مسجد الجزيرة.

- مسجد الشافعي: يقع في حارة المظلوم في سوق الجامع وهو أقدم مساجدها، وقيل أن منارته بنيت في القرن السابع الهجري الموافق للقرن الثالث عشر ميلادي وهو مسجدٌ فريدٌ في بنيان عمارته، وهو مربع الأضلاع ووسطه مكشوف للقيام بمهام التهوية وقد شهد المسجد أعمال ترميمية لصيانته وتقام به الصلاة.[114]
- مسجد عثمان بن عفان: ويطلق عليه مسجد الأبنوس (الذي ذكره ابن بطوطة وابن جبير في رحلتيهما) لوجود ساريتين من خشب الأبنوس به ويقع في حارة المظلوم وله مئذنة ضخمة وتم بناؤه خلال القرنين التاسع والعاشر الهجريين.[115]
- مسجد الباشا: ويقع في حارة الشام وقد بناه بكر باشا الذي ولي جدة عام 1735م وكان لهذا المسجد مئذنة أعطت المدينة معلماً أثرياً معمارياً وقد بقيت على حالها حتى 1978م عندما هُدم المسجد وأقيم مكانه مسجدٌ جديدٌ.[114]
- مسجد عكاش: يقع داخل شارع قابل غربًا، وأقيم عام 1200 هـ/1785، وحدّد بناءه عكاش أباظة، ورُفعت أرضية المسجد عن مستوى الشارع بحيث يصعد إليه بعد درجات وهو في حالة جيدة وتقام به صلوات حتى اليوم.[114]
- مسجد المعمار: يقع في شارع العلوي غرباً بالقرب من ساحة نصيف، وقد عمره مصطفى معمار باشا عام 1093 هـ، وهو الآن بحالة جيدة وتقام فيه الصلاة وله أوقاف خاصة به.[59]
- جامع الحنفي: يقع في حارة الشام، ويرجع تاريخ بنائه إلى عام 1320 هـ، وهو أكبر مساجد جدة القديمة وتمت صيانته عدة مرات. من أشهر أئمة المسجد الشيخ عبد الرحمن أحمد علي باصبرين.[116]
- مسجد المغربي: يقع في سوق العلوي، وكان الشيخ أحمد البرزان إمامًا للمسجد وهو مدرسٌ في مدرسة الفلاح، وكان به كتاتيب للشيخ أحمد البرزان. بني المسجد في عام 1185 هـ، وأسّسه الشيخ محمد بن إبراهيم مغربي.[117]

### مساجد جدة الحديثة

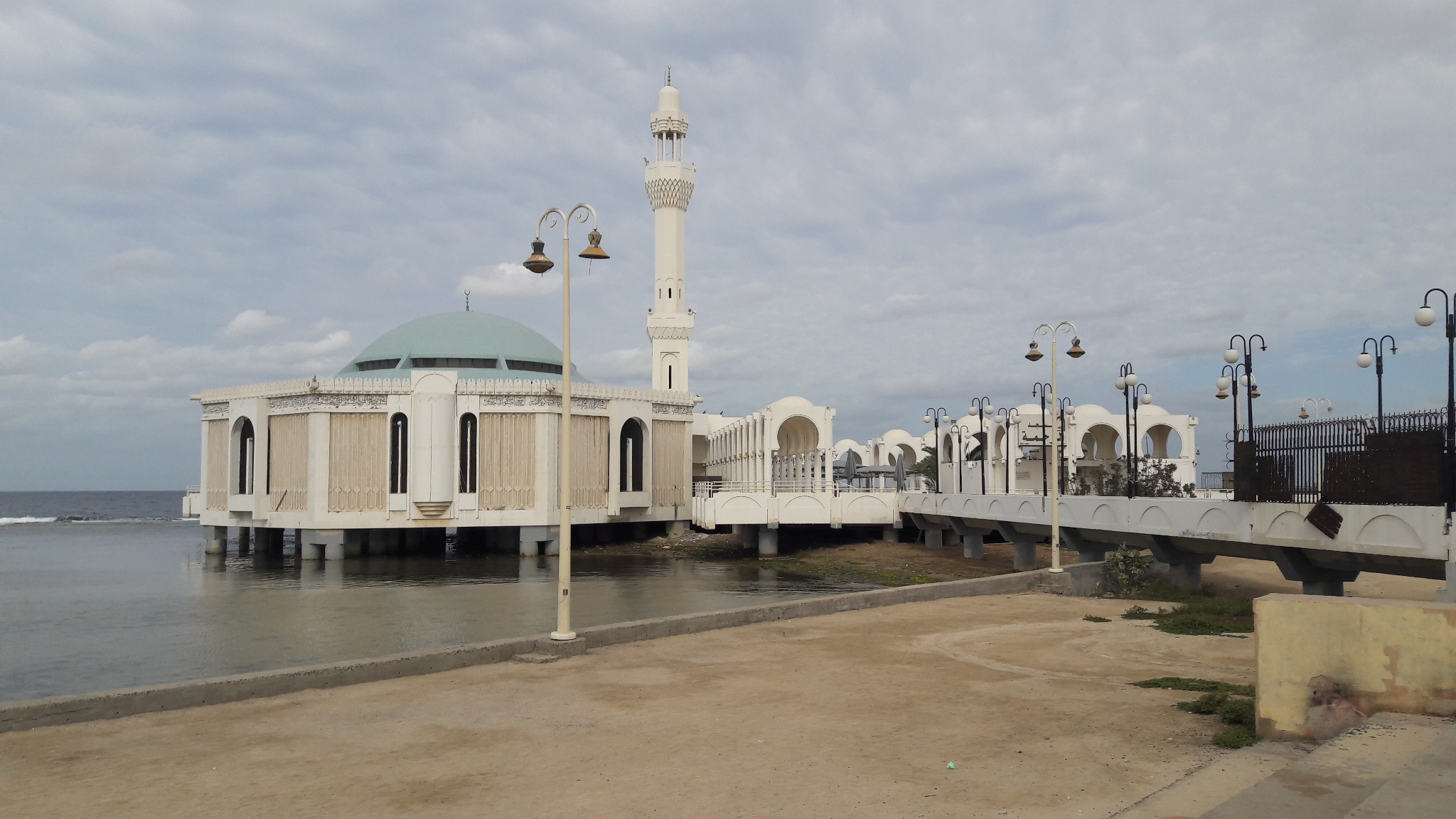
مسجد الرحمة.

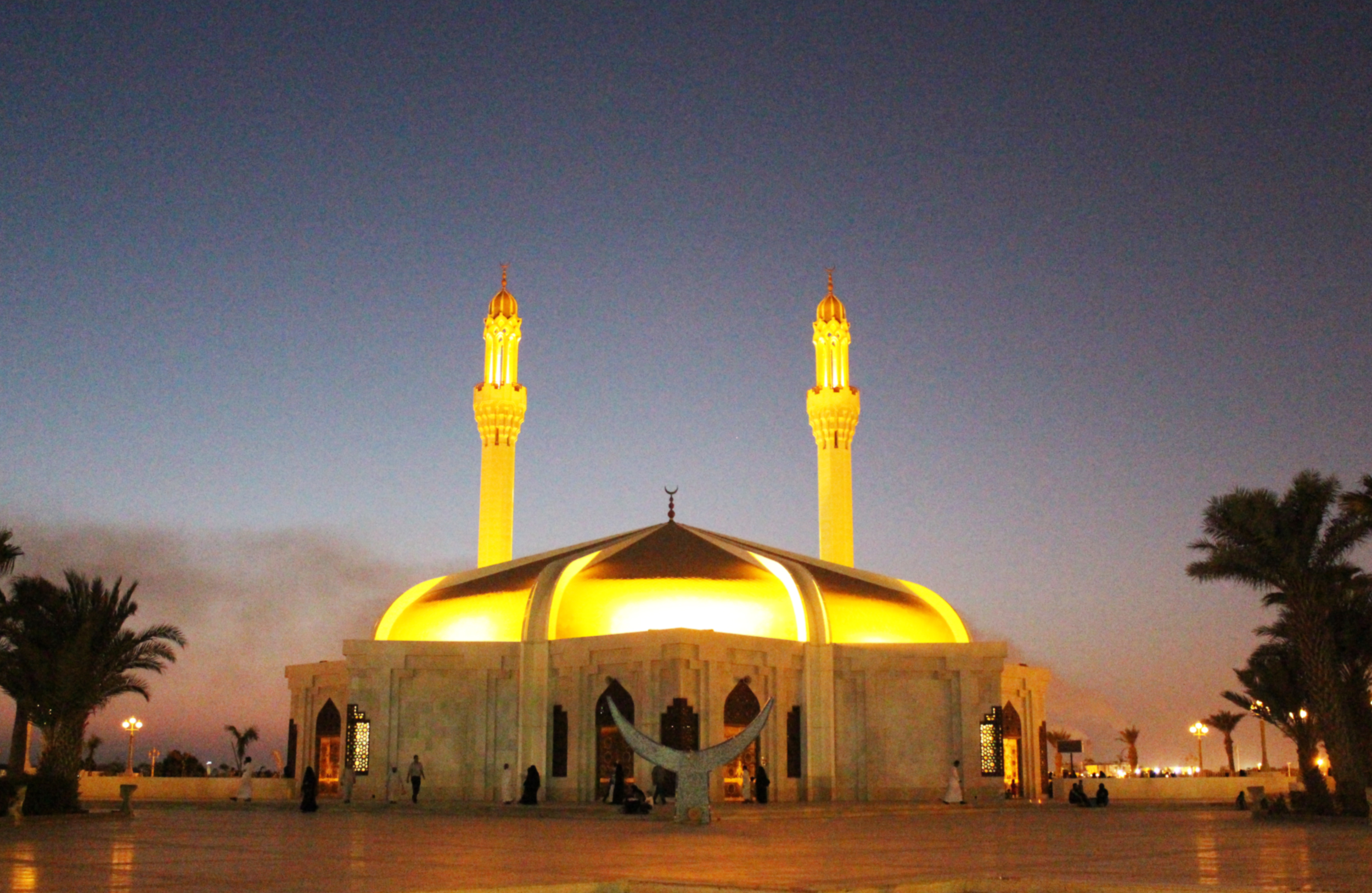
جامع حسن عناني.

- مسجد الرحمة: يقع فوق سطح البحر على كورنيش جدة، وكان تاريخ إنجازه في عام 1985، ويعتبر المسجد أول مسجد في العالم يبنى على سطح البحر، يستقبل الحجاج والمعتمرين لزيارته ويعتبر من أهم المعالم في مدينة جدة، حيث وصل عدد زوار المسجد في عام 2009 إلى 20.000 زائر من الحجاج والمعتمرين من جميع الجنسيات المختلفة.[118] والمسجد مزيج للعمارة الحديثة والقديمة والفن الإسلامي ولقد بني بأحدث التقنيات والمعدات وبأنظمة صوت وإضاءة متطورة. يتكون المسجد من 52 قبة خارجية تحيط به، بالإضافة إلى القبة الرئيسية ذات القواعد الثمان التي تقع في المنتصف، وعدد 23 مظلة خارجية. المسجد مطرزٌ من الخارج والداخل بآيات قرانية مخطوطة بعدة خطوط مختلفة كالنسخ والرقعة والديواني. وتحتوي أطراف القبة الرئيسية على زجاج معشق يسمح بمرور أشعة الشمس داخل المسجد عبر 56 نافذة حول القبة المصممة على الطراز الإسلامي، بالإضافة إلى أرابيسك ونقوش الجدران والنوافذ الإسلامية، ومصلى نسائي خشبي مرتفع في المنتصف الأخير من المسجد، ويتسع لحوالي 500 مصلية. بالإضافة إلى المرافق الخدمية للمسجد حيث خصصت أماكن للوضوء ودورات المياه وقاعات مريحة للعبادة مجهزة بالكامل.[119][120]

- مسجد الملك سعود: يقع في منطقة البلد (الشرفية) وتم بناؤه في عهد الملك سعود، إذ كان الملك سعود يصلي في مسجد الحنفي داخل المقصورة اتباعًا لسيرة والده الملك عبد العزيز، ثم بنى قصره في خزام بجوار قصر خزام القديم، وأحاط القصر بسورٍ عالٍ، وشيد مسجدًا على طريق المدينة للصلاة فيه، وسمي باسمه، وتزامن بناء المسجد مع تشييد قصر خزام الجديد. بني المسجد على مساحة 9700 م2، حيث يعد أكبر مسجد في المدينة، حيث يتسع لخمسة آلاف مصل. يتألف المسجد من جدران وقناطر ضخمة الإنشاء، فالركائز التي تحمل وزن قبة مسجد الملك سعود في جدة، التي ترتفع إلى 140 متر، مصنوعة من الطوب الصلب، يبلغ عرضه ستة أمتار.[121][122]

- جامع حسن عناني: يقع على كورنيش جدة الأوسط عند تقاطع شارع الحمراء مع طريق الكورنيش. أنشأه الشيخ حسن عناني.[123]
- جامع الملك فهد: يقع قرب مطار الملك عبد العزيز بحي المرجان، وهو حديث البناء، ويعتبر من أكبر مساجد جدة.[124]
- مسجد عائشة: يقع المسجد في مخطط المسرة في شارع الأمير سلطان بن عبد العزيز بعد مركز الهرم التجاري. ويمتاز المسجد بتصميمه الجذاب المخروطي الشكل، والمقصود بـ (عائشة) هنا، هي السيدة عائشة كعكي، والدة من بنى المسجد وليست أم المؤمنين عائشة.[125]
- مسجد الجفالي: يقع مسجد الجفالي في قلب مدينة جدة بجوار دوار البيعة ومقابل وزارة الخارجية ويعتبر من المساجد القديمة، ويقام به حد القصاص، وصمّمه المصمم المعماري عبد الواحد الوكيل خلال فترة الثمانينات من القرن العشرين الميلادي، بُني المسجد في عام 1987.[126]
- مسجد اللامي: يقع في شارع الأمير محمد بن عبد العزيز آل سعود المعروف بشارع التحلية.[127]

## البنية الأساسية

### مطار الملك عبد العزيز الدولي

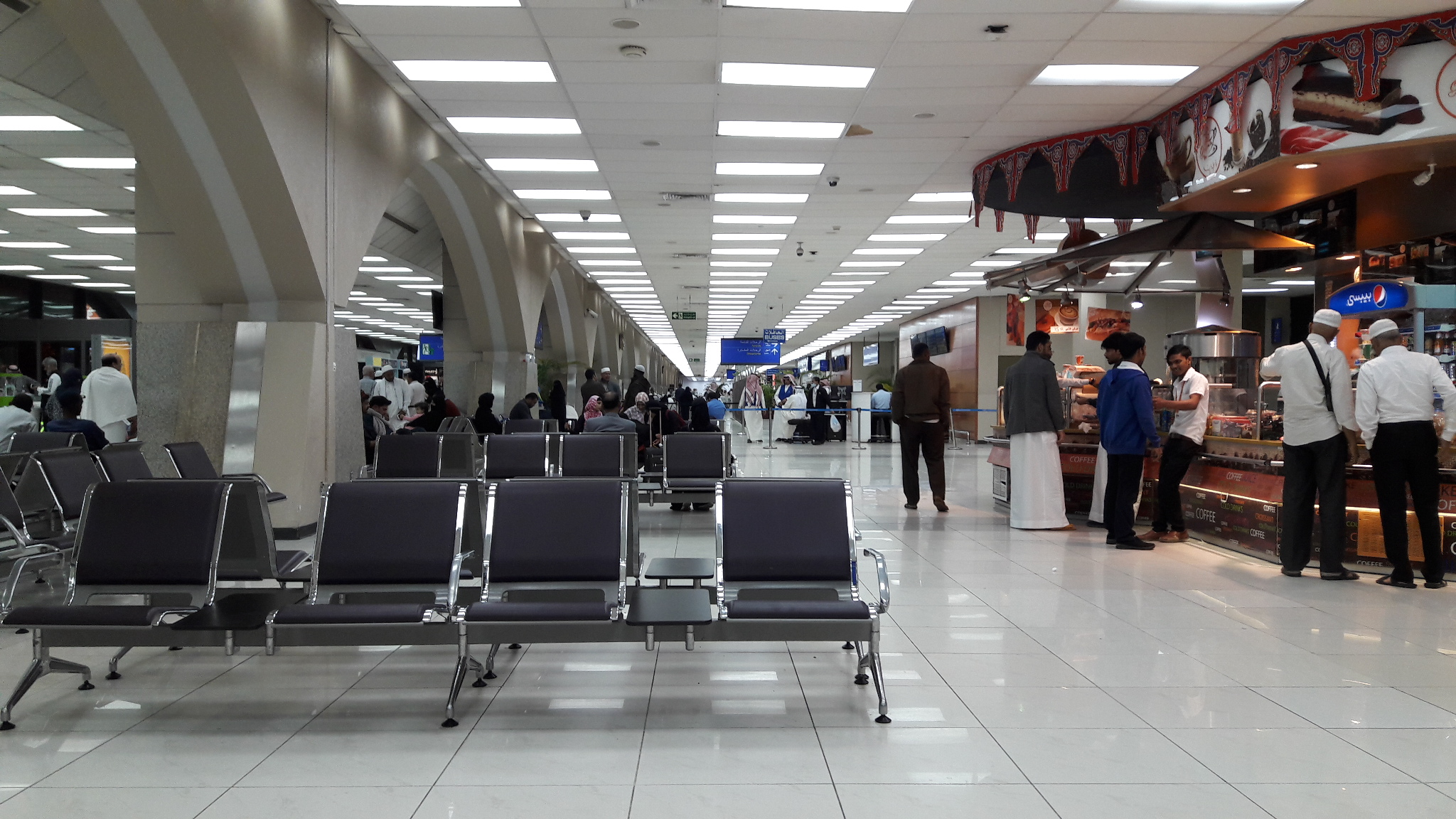
إحدى صالات مطار الملك عبد العزيز الدولي.

مطار الملك عبد العزيز الدولي، (إياتا: JED، إيكاو:OEJN) يعتبر هذا المطار الأهم في مطارات السعودية، حيث أنه المركز الرئيسي ومركز عمليات شركة الخطوط الجوية العربية السعودية. كما يعتبر بوابة مكة المكرمة الجوية، وعن طريقه يصل الحجاج والمعتمرين إلى المسجد الحرام بمكة المكرمة. بدأ بناء المطار في 1974، وافتُتح رسمياً في إبريل 1981، ثم في عام 2019، افتتح مطار الملك عبد العزيز الدولي الجديد مع نقل عدد من الرحلات الداخلية للعمل منه. ويعتبر المطار أحد أكبر المطارات من نوعه في العالم. يستمتع الزوار والركاب بعدد من المرافق بما في ذلك صالات بمساحة 810,000 م2 ومركز نقل يربط بين المبنى وموقف السيارات ومحطة القطار. علاوة على ذلك، يحتوي المطار على حوض سمك ضخم يبلغ قطره 10 أمتار وارتفاعه 14 مترًا بالإضافة إلى قدرة تخزين بمليون لتر من الماء. أُنشئ في المطار مسجدٌ يتسع لـ 3,732 مصلي في المطار. في أغسطس 2019، بدأ المطار في نقل عدد من الرحلات الدولية التي تشغلها السعودية إلى هذه المحطة الجديدة. وفي 18 نوفمبر أصبحت شركة الاتحاد للطيران الاماراتية أول شركة طيران غير سعودية تنتقل إلى هذه المحطة الجديدة.

### ميناء جدة الإسلامي

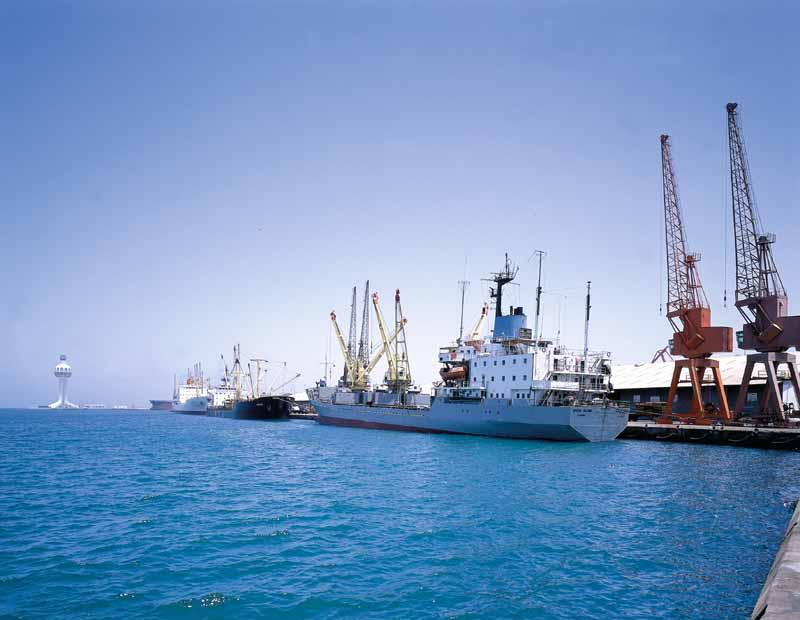
ميناء جدة الإسلامي.

يُعد ميناء جدة الإسلامي أكبر ميناءٍ في السعودية وأقدمها، والأكبر بين موانئ المملكة من حيث الحجم والمناولة حيث يتم مناولة أكثر من 65% من البضائع الواردة عبر الموانئ السعودية، وهو كذلك أقدم الموانئ العربية الذي یقع علی الساحل الغربي الأوسط للبحر الأحمر، إذ يرجع تاريخ إنشائه لفترة خلافة الخليفة الثالث عثمان بن عفان سنة 26 هـ الموافق 646 م حیث کان مركزًا تجاریًا مهمًا للسفن التجارية. تبلغ مساحة الميناء حاليًّا 12.5 كم2، بخمس محطات، و62 رصيفًا بطول (12.3) كم ذات مياه عميقة تصل إلى 18 مترًا، والتي تتسع لأحدث أجيال سفن الحاويات بحمولة تصل إلى (19,800) حاوية قياسية، كما يبلغ عدد المعدات الموفرة لمناولة البضائع بالميناء أكثر من 1752 معدة حديثة.

### قطار الحرمين السريع

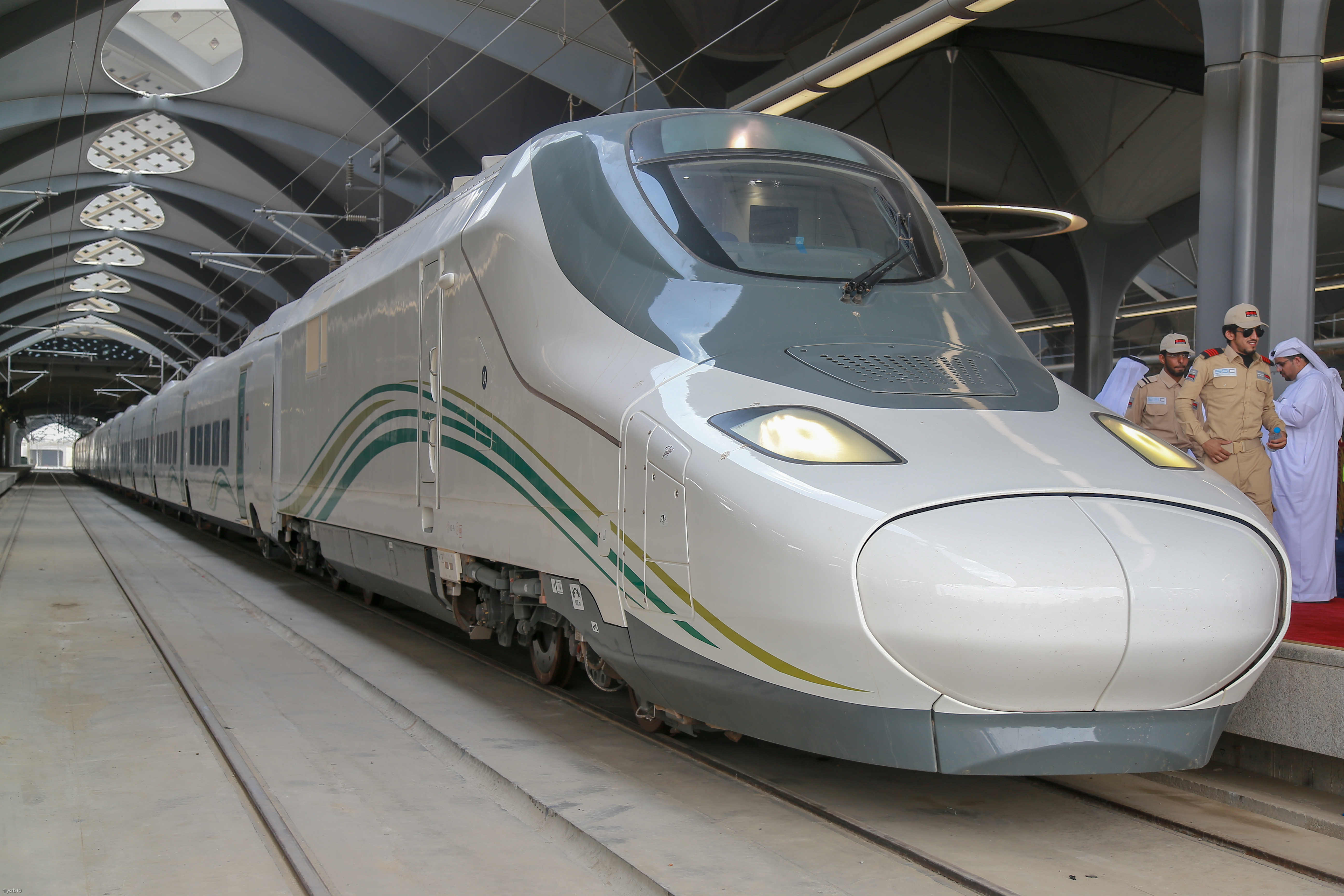
قطار الحرمين السريع.

يعد قطار الحرمين السريع من أضخم مشروعات النقل العام في منطقة الشرق الأوسط، ويتكون من خط حديدي كهربائي مزدوج يربط بين المدينتين المقدستين مكة المكرمة والمدينة المنورة مرورًا بمدينة جدة ومدينة الملك عبد الله الاقتصادية في رابغ، لخدمة الحجاج والمعتمرين والمواطنين والمقيمين، وأُطلق بعد اكتمال واستيفاء كافة جوانب السلامة والجاهزية التشغيلية للسرعات العالية.
يُذكر أن قطار الحرمين السريع يعد أحدث وأسرع وسيلة نقل سككي على مستوى منطقة الشرق الأوسط، وتحتوي جميع محطاته على عدة مرافق من بينها صالات مخصصة للمسافرين على درجة الأعمال، ومركزاً للنقل العام، ومهابط طائرات عمودية، ومواقف للسيارات، ومحطات للدفاع المدني، ومساجد ومساحات تجارية لتلبية جميع احتياجات المسافرين.

## الخدمات

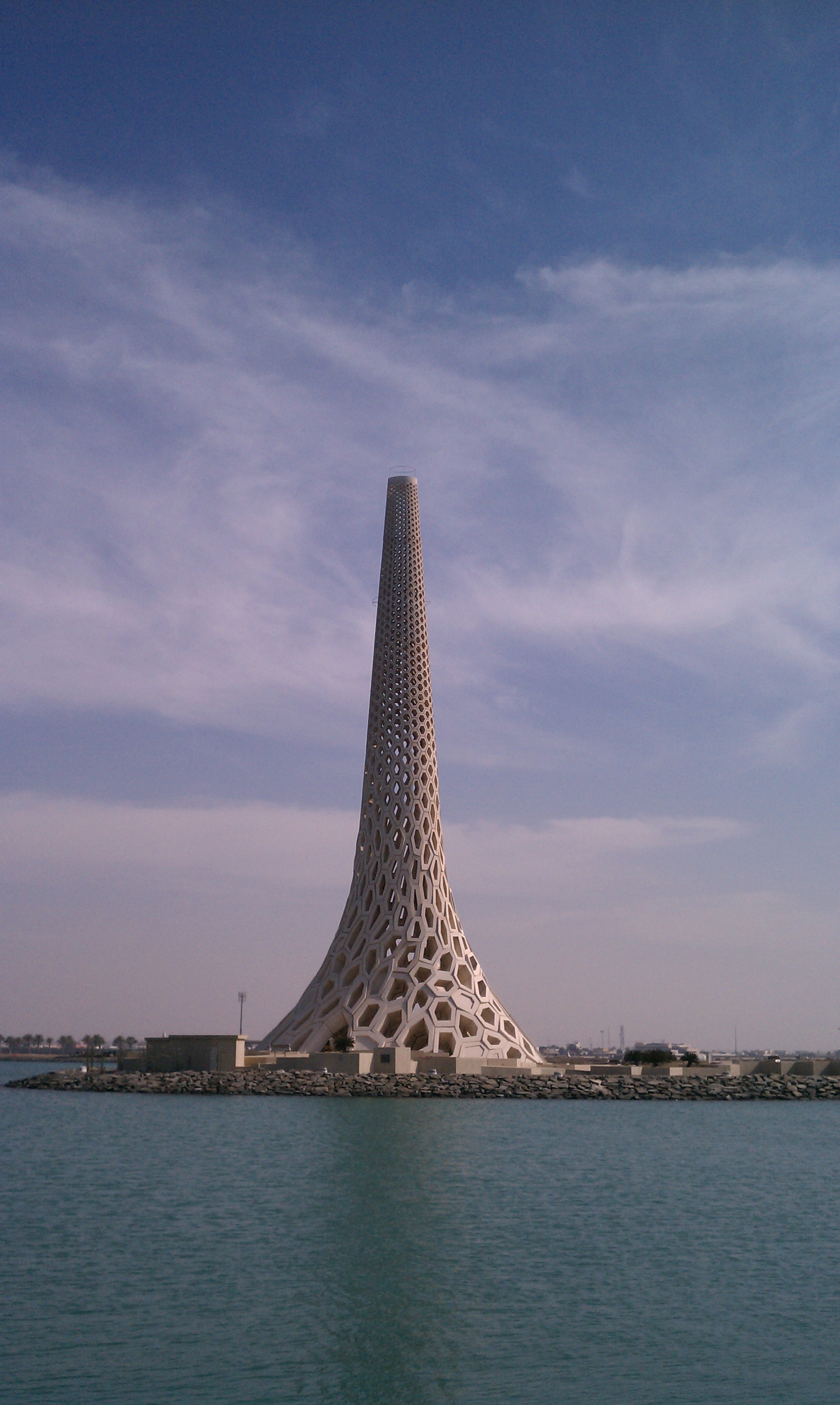
برج جامعة الملك عبد الله للعلوم والتقنية.

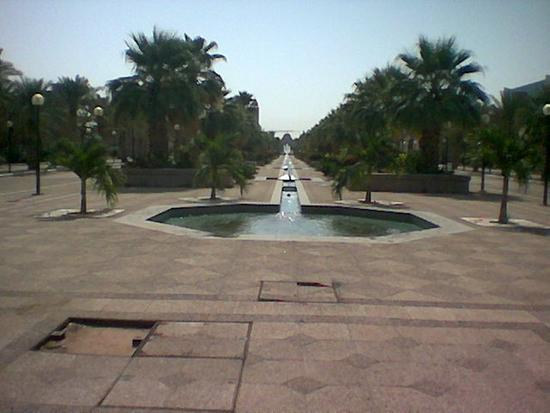
جامعة الملك عبد العزيز بجدة.

### التعليم
أشهر الكليات والجامعات في مدينة جدة:
 الكليات 
- الكلية التقنية.[138]
- كلية الفارابي.[139]
- كلية ابن سينا.[140]
- أكاديمية الأمير سلطان لعلوم الطيران.[141]
- كلية البترجي الطبية.[142]
- كلية جدة العالمية.[143]
- كلية فقيه للعلوم الطبية.[144]

 الجامعات 
- جامعة الملك عبد العزيز.[145]
- جامعة الملك عبد الله للعلوم والتقنية.[146]
- جامعة جدة.[147]
- جامعة الملك سعود بن عبد العزيز للعلوم الصحية.[148]
- كلية الأمير سلطان للإدارة (جامعة الفيصل).[149]
- جامعة دار الحكمة.[150]
- جامعة عفت الأهلية.[151]
- جامعة الأعمال والتكنولوجيا.[152]
- الجامعة العربية المفتوحة.[153]

### الصحة
الخدمات الصحية العاملة في جدة:
 المستشفيات الحكومية 
- مدينة الملك عبد العزيز الطبية.
- مستشفى الملك فهد بجدة.
- مستشفى الملك عبد العزيز بجنوب جدة.
- مستشفى الثغر.
- مستشفى الملك فيصل التخصصي.
- مستشفى شرق جدة العام.
- مستشفى الملك فهد للقوات المسلحة.
- المدينة الطبية لقوى الأمن.[156]
- مجمع الملك عبد الله الطبي بشمال جدة.

 المستشفيات الخاصة 
- مستشفى الدكتور سليمان فقيه.
- مستشفى باقدو والدكتور عرفان العام.
- مجموعة الدكتور سليمان الحبيب للخدمات الطبية.
- مستشفى الدكتور بخش.
- مستشفى المركز الطبي الدولي.
- مستشفى الأطباء المتحدون.
- المستشفى السعودي الألماني.

### المشاريع
المشاريع التي نُفذت، والجاري تنفيذها في جدة ويُتَوقَّع الانتهاء منها بشكل كامل قبل نهاية العام 2022:
- مشروع جدة داون تاون والذي أعلن عنه صندوق الاستثمارات العامة في سبتمبر 2017، تتضمن تطوير الواجهة البحرية وتحويلها إلى منطقة سياحية وتجارية جاذبة، على أن يتم الانتهاء من أعمال المرحلة الأولى في عام 2022.[157]
- مشروع تطوير مطار الملك عبد العزيز الدولي 27 مليار ريال.[158]
- مشروع شبكات الصرف الصحي بما فيها المحطات 8 مليارات و600 مليون ريال.[159]
- مشروع نظافة جدة «العقد الجديد رُسِّيَ على تسع شركات» مليار و800 مليون ريال.[160]
- مشروع تنفيذ أنفاق وجسور جديدة 515 مليون ريال.[161]
- مشروع سوق الأنعام والمسالخ.[162]
- مبنى المواقف متعدد الأدوار بالمنطقة التاريخية على مساحة (9554م2).[163]
- مشروع قطار الحرمين «التكلفة الإجمالية بما فيها خط جدة» 42 مليار ريال.[130][164]

## مقرات في جدة
- مقر منظمة التعاون الإسلامي.[165]
- مقر البنك الإسلامي للتنمية.[166]
- مقر مجمع الفقه الإسلامي الدولي.[167]
- مقر اتحاد وكالات أنباء دول منظمة التعاون الإسلامي.[168]
- ميناء جدة الإسلامي (أكبر ميناء على ساحل البحر الأحمر).[169]
- مطار الملك عبد العزيز الدولي.[170]
- هيئة المساحة الجيولوجية السعودية.[171]
- مقر الخطوط الجوية العربية السعودية.[172]
- منتدى جدة الاقتصادي العالمي.[173]
- الغرفة التجارية الصناعية بجدة.[174]
- جمعية حقوق الإنسان السعودية.[175]
- مجلس جدة للتسويق.[176]
- مقر البنك الأهلي السعودي (أكبر بنك سعودي وأجمل مبنى في العالم في السبعينات).[177]

بانوراما لكورنيش جدة ليلاً.

- نادي الملك فهد الاجتماعي الثقافي.
- مدينة الملك عبد الله الرياضية.[178]
- مركز الأمير سلطان الحضاري.[179]
- قاعدة الملك فيصل البحرية.[180]
- قاعدة الملك عبد الله الجوية.[181]

## المعالم السياحية

مناظر من جدة.

تعدّ مدينة جدة المنتجع السياحي الساحلي الأول في المملكة، ومن أهم معالمها السياحيّة:

### المتنزهات والحدائق
تنتشر في أنحاء المدينة المتنزهات والحدائق، ومن أهمها، حديقة حي المنتزهات الشرقية، ومنتزه جنغل لاند، وحديقة الشلال الترفيهية، ومنتزه عطا الله هابي لاند، ومنتزه الكورنيش، وجزيرة الشراع، ومنتزه أكوا بارك جدة المائي، وغيرها من المنتزهات.

### كورنيش جدة

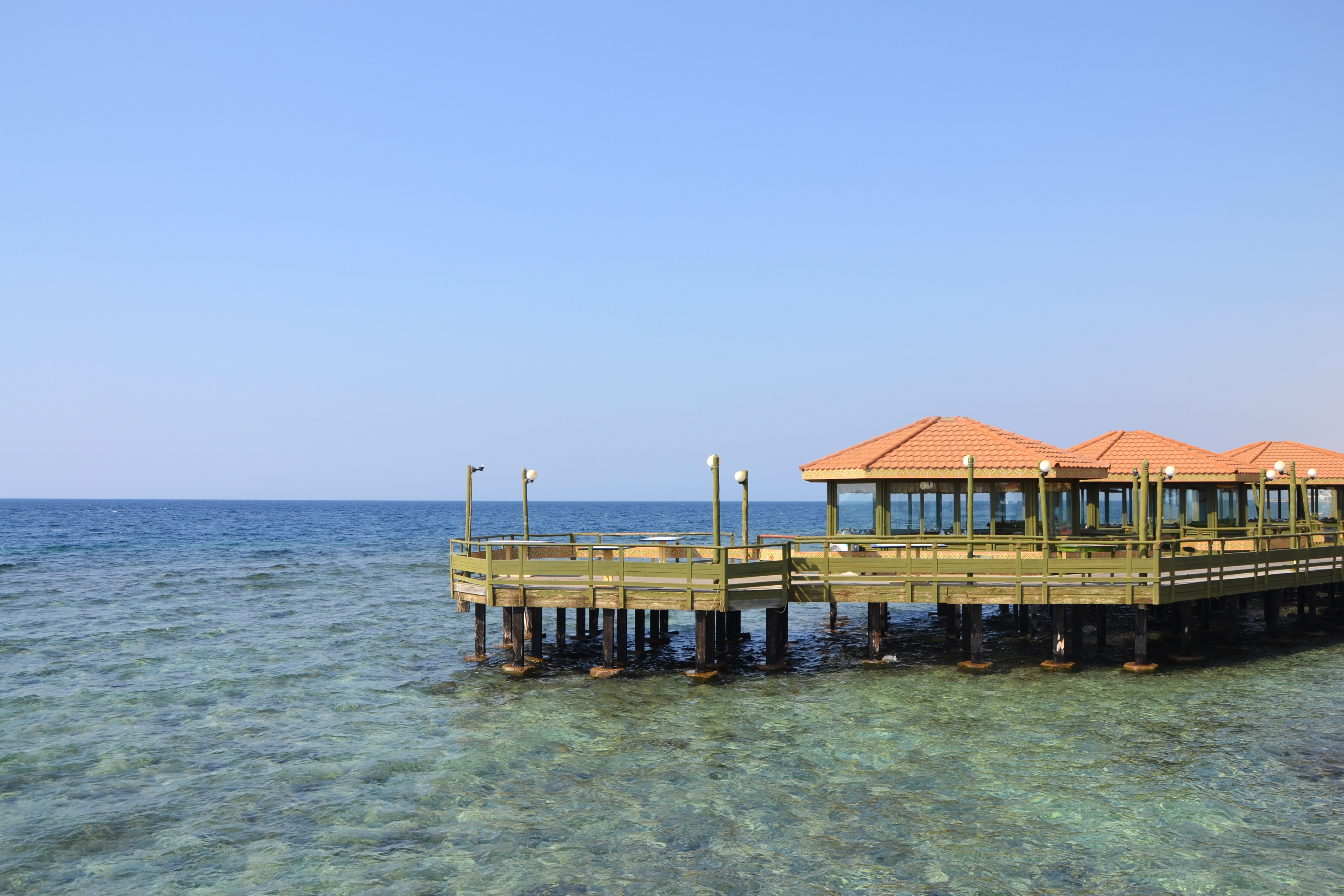
كورنيش جدة.

يمتد على ساحل البحر الأحمر، بمسافة 130 كم، وينقسم الكورنيش إلى ثلاثة أقسام هي: الساحل الشمالي، والساحل الجنوبي، وشرم أبْحُر. وقد اكتمل تنفيذ مشروع الكورنيش في القسمين الأولين، ليكون متنزهاً لأهل جدة وزوارها، يتمتعون فيه بالتشكيلات الجمالية في بنائه ورصفه وتخطيطه، والمجسمات الفنية التي ساهم عدد من الفنانين العرب والعالميين في نحتها وتشكيلها. وقد ساهمت الرئاسة العامة لرعاية الشباب (الهيئة العامة للرياضة حاليًا) في مشروع الكورنيش، بإقامة مركز لرعاية الشباب في موقع (الرويس)، إضافة إلى ما أقامته أمانة المدينة من حدائق وملاعب أطفال، وما أنشأه القطاع الأهلي من مطاعم ومدنٍ للملاهي والتسلية للأطفال.

### نافورة الملك فهد

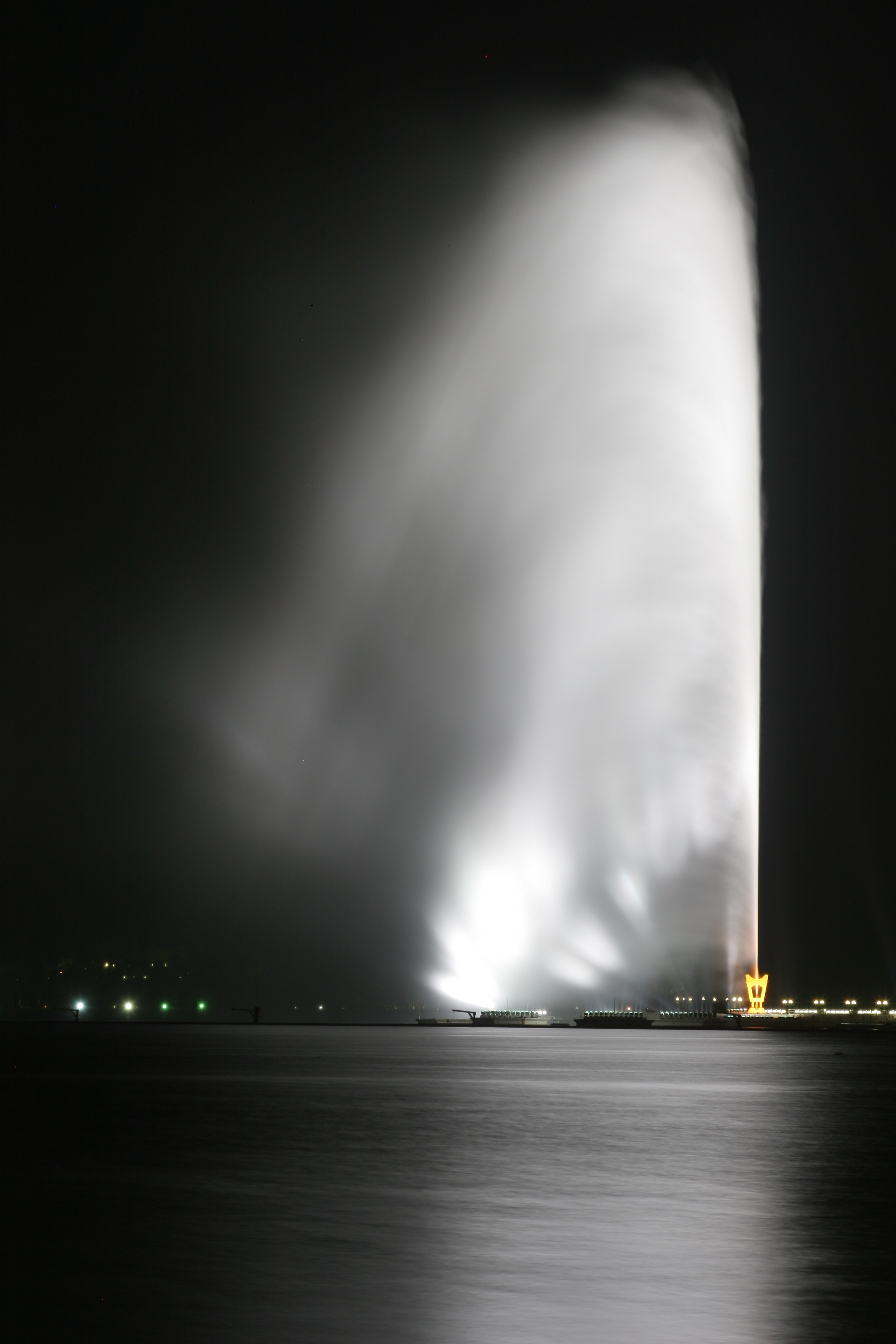
نافورة الملك فهد.

تعد نافورة الملك فهد من أجمل المشاهد الليلية في مدينة جدة تقع على الشاطئ الغربي للسعودية على البحر الأحمر. أهداها الملك فهد بن عبد العزيز آل سعود لمدينة جدة في عام 1985، وتعد أحد أبرز المعالم السياحية التي تمتاز بها السعودية على شاطئ البحر الأحمر وعلى مستوى العالم. يزيد وزن الماء المدفوع في الهواء على 18 طنًّا، ويصل وزن الكتلة المحمولة جوًّا حوالي 16 ألف كيلوجرام. ويبلغ ارتفاعها 312 مترًا أو ما يعادل 1024 قدمًا، مما عُدت معه النافورة أطول نافورة من نوعها في العالم بحسب موسوعة غينيس للأرقام القياسية. وتدفع مضخات النافورة 4000م مكعب من الماء بصورة متواصلة، وتظل في الهواء مكونة هالة ضبابية ملوّنة. وصنعت قاعدة النافورة على شكل مبخرة عربية ترمز للأصالة العربية، والتي نصبت على بعد 90 مترًا من الجزيرة المتصلة بقصر السلام. كما وُضعت مرشحات لتنقية مياه البحر من العوالق قبل وصولها للمضخات التي صممت بقوة طائرة نفاثة، حيث تضخ بسرعة 233 ميل/ساعة، فيما تضاء النافورة بـ 500 كشاف عالي الإضاءة ذو قدرة عالية مصمم لتحمل السقوط المستمر لآلاف الأطنان من الماء مزروعة في خمس جزر صناعية بنيت خصيصًا لهذا الغرض، ولا تتوقف النافورة عن العمل كليًّا إلا في أوقات الصيانة السنوية، وفي أحيان نادرة عندما تأتي الرياح عكس الاتجاه. وفي 17 فبراير 2010، نجح بطل فريق ريد بُل أير فورس (بالإنجليزية: Red Bull Air Force) العالمي للقفز المظلي الأمريكي أوثار لورانس في تحقيق إنجازٍ عالميٍ فريدٍ من نوعه من خلال قفزة تاريخية على امتداد طول نافورة جدة.

### درة العروس
وهو منتجعٌ سياحيٌّ يضم مرافق سياحية من شواطئ رملية وفنادق ومسابح، ومرسى لليخوت. بالإضافة إلى مساجد ونوادي رياضية ومحلات تجارية، مطاعم ومقاهي، ونادي للجولف ونادي للفروسية.

### سارية جدة

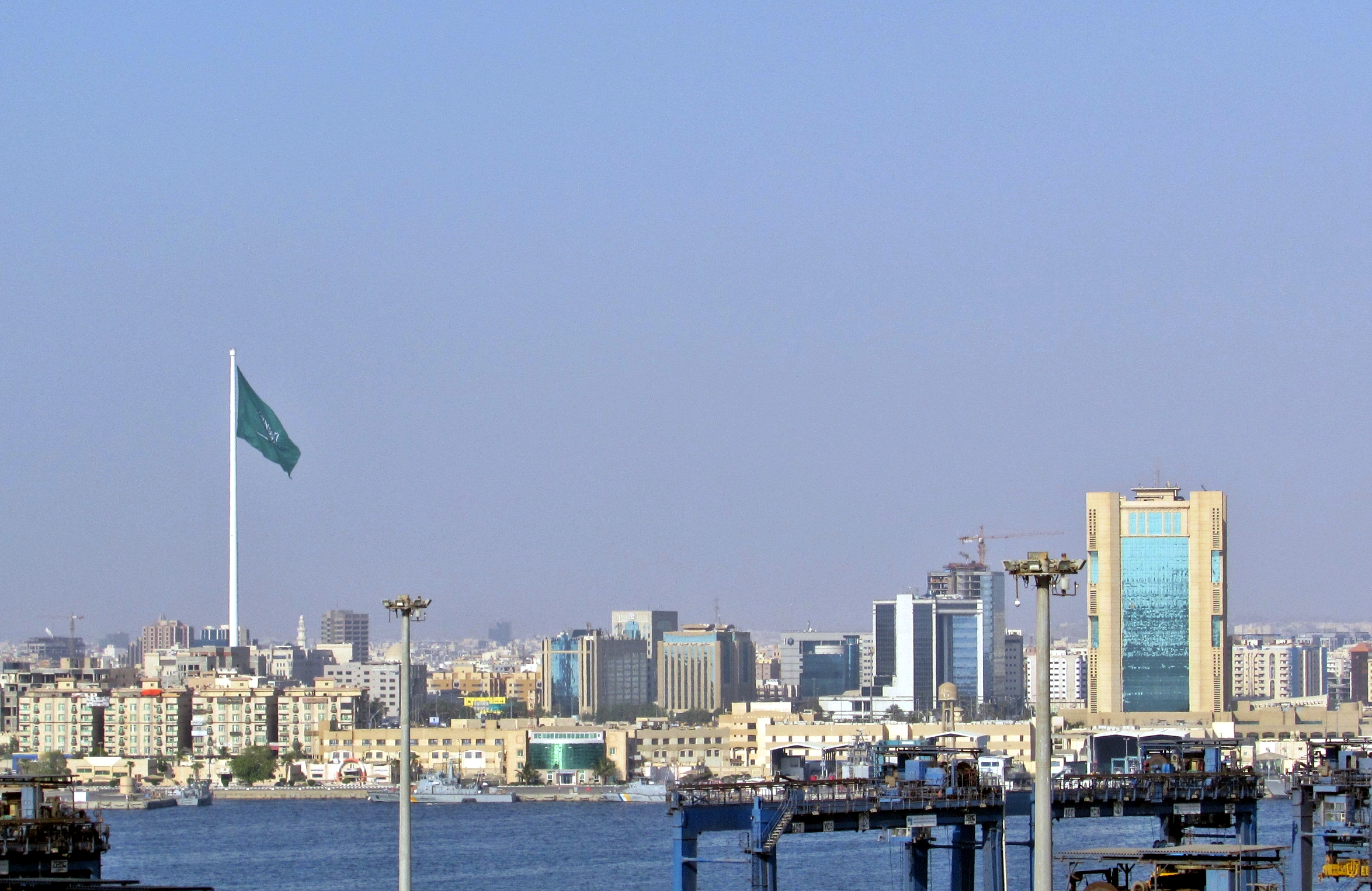
سارية جدة، تُعدّ أكبر سارية علم في العالم.

تُعدّ سارية جدة أطول وأكبر علم وسارية في العالم، ويقع في ميدان تقاطع طريق الأندلس مع طريق الملك عبد الله.

### مدينة جدة الاقتصادية
تشتمل المدينة على برج ووحدات سكنية، وفندق عالمي، ومكاتب تجارية، ومراكز تعليمية، ومنطقة دبلوماسية، ومراكز تجارية، ومرافق ترفيهية وسياحية، وأنشطة رياضات مائية، وهي تحت الإنشاء.

### ناطحات السحاب
- برج المملكة: هو برجٌ تحت الإنشاء ومُخططٌ له أن يكون أعلى ناطحة سحاب في العالم بطولٍ يتجاوز 1000 متر، ويحتوي على مكاتب، وفندق سكني، وشقق سكنية، ومحلات تجزئة.[191][192]
- برج طريق الملك: هو برج مكون من 37 طابقاً، يضم مكاتب إدارية ومعارض تجارية ومطعمين فاخرين ونادٍ صحي، وخدمات أخرى. يعتبر من معالم جدة لاحتوائه على أضخم شاشة إعلانات إل إي دي في العالم.[193][194]
- برج ذا هيدكوارترز بزنس بارك: يتميز البرج بإطلالته الساحرة على البحر الأحمر، ويبلغ ارتفاعه 240 متر، وعدد طوابقه تصل إلى 52 طابقاً.[195]
- أبراج لمار: تحتوي على مركز بيع بالتجزئة «لمار مول» ومكاتب إدارية، ومنتجع صحي، وغرف سكنية. (تحت الإنشاء).[196][197]
- برج الماسة: مخطط له أن يكون أطول برج لولبي في العالم بطول 432 متر تقريباً، وبعدد طوابق تصل إلى 93 طابقاً. (تحت الإنشاء).[198]
- الأكواريوم: يعد فقيه أكواريوم هو الأكواريوم الوحيد في المملكة العربية السعودية، كما أنها وجهة للتعليم والترفيه من خلال عرض عجائب البيئة المائية في البحر الأحمر، وعجائب البحار والمحيطات الأخرى من أنحاء العالم. مع وجود أكثر من 200 نوع بما في ذلك أسماك القرش وأسماك الهامور، وأسماك النابليون، وفرس البحر وغيرها.[199]

### الفنادق

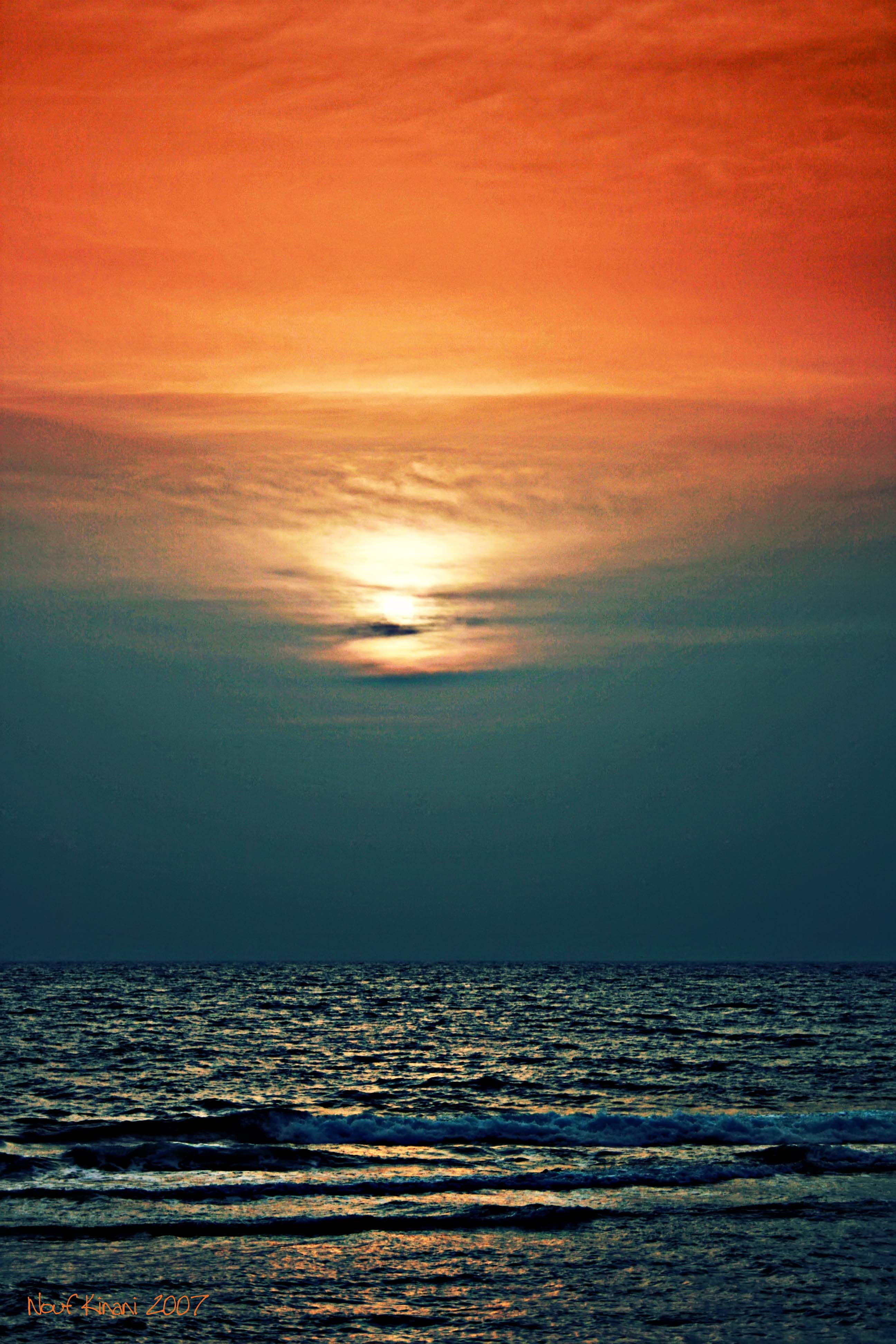
الغروب في جدة.

قائمة بأشهر الفنادق في جدة:
7 نجوم
- فندق شانجريلا
- فندق رفلز
- فندق ومنتجع فيرساتشي
- فندق ومنتجع حياة بارك
- فندق قصر الشرق

5 نجوم
- فندق جدة ويستين
- فندق جدة هيلتون
- فندق شيراتون
- جدة ميريديان
- فندق انتركونتيننتال
- شيراتون بيتش
- فندق كورنيش روز وود
- فندق موفينبيك
- فندق ماريوت
- أجنحة راديسون ساس
- فندق راديسون بلو
- هيلتون ويست
- فندق روز وود
- منتجع موفينبيك
- فندق جراند
- فندق براند ستورم
- فندق فور سيزون
- فندق ميلينيوم

4 نجوم
- فندق كراون
- منتجع لافانتاين
- فندق درة بيتش
- فندق جدة أوركيد
- فندق ومنتجع يونيفيرسال
- فندق البلاد
- فندق بلو بيتش
- أجنحة روتانا
- فندق روز تري
- فندق هوليدي إن
- فندق الحمراء سوفيتيل
- فندق قصر البحر الأحمر
- فندق بريند اير
- فندق روتانا
- منتجع هوليدي إن
- منتجع فلاور بارك
- فلل رامادا
- فندق لايف وودز
- فنذق رومند

### الأسواق والمراكز التجارية
قائمة بأشهر الأسواق والمراكز التجارية في جدة:

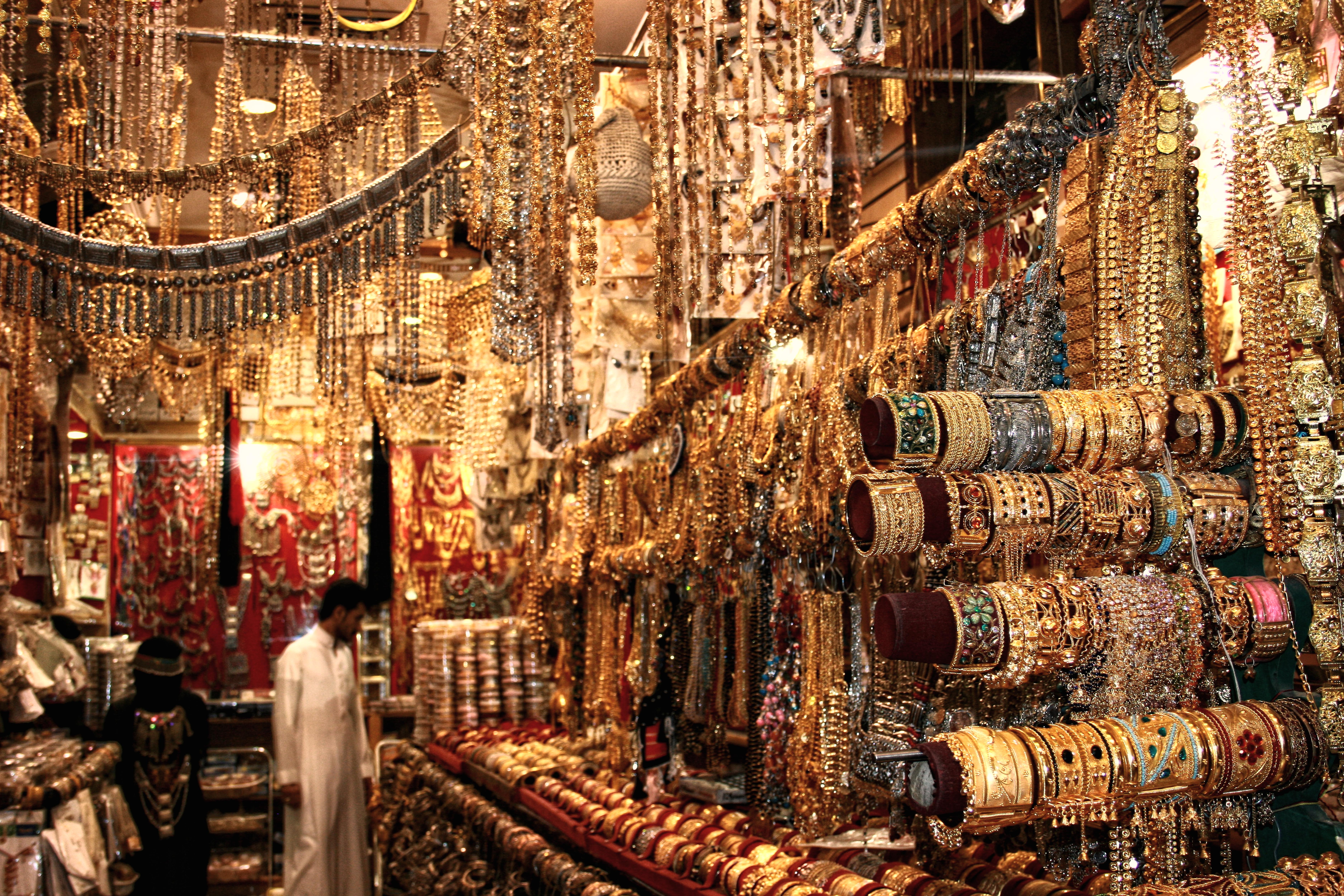
سوق الذهب.

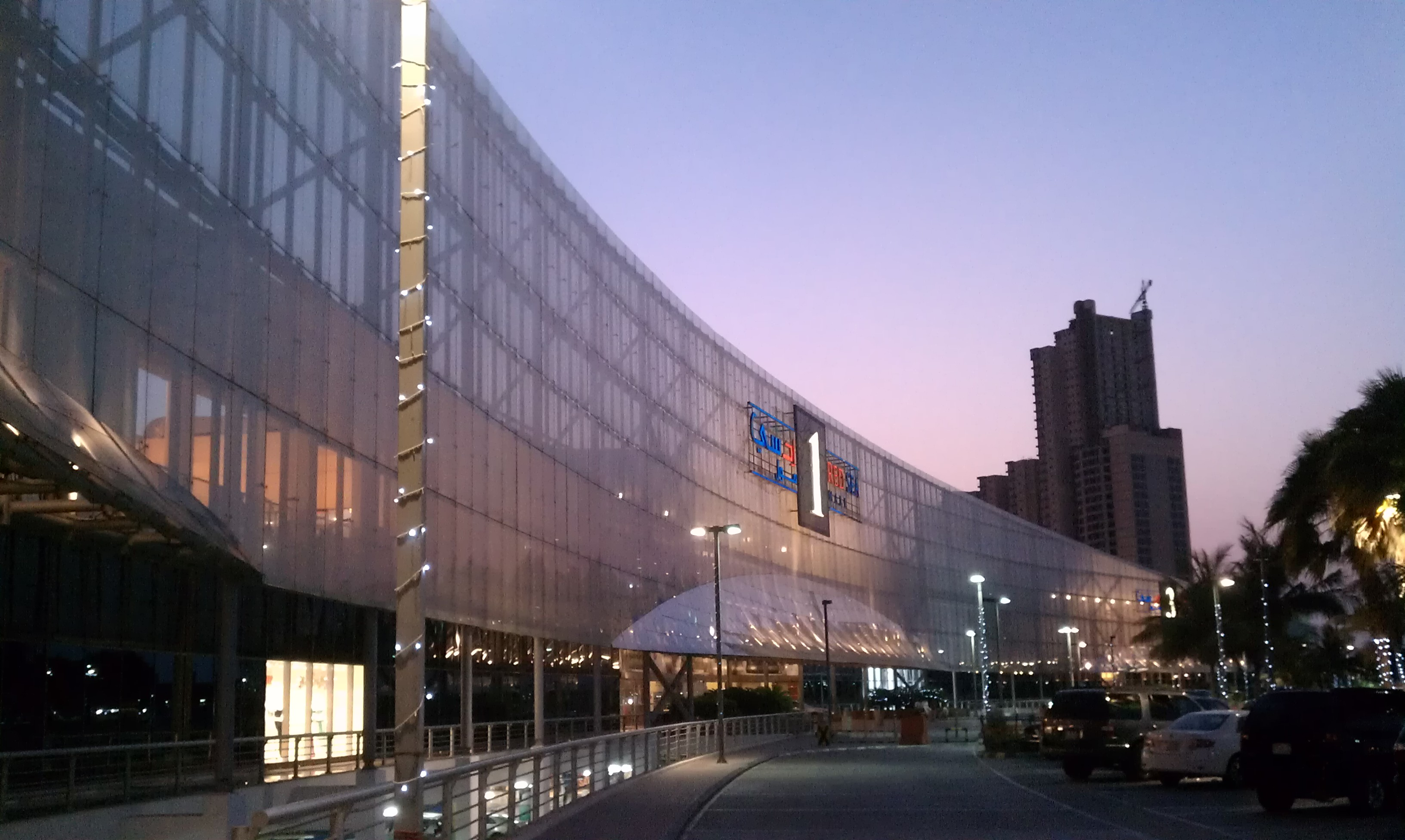
ردسي مول.

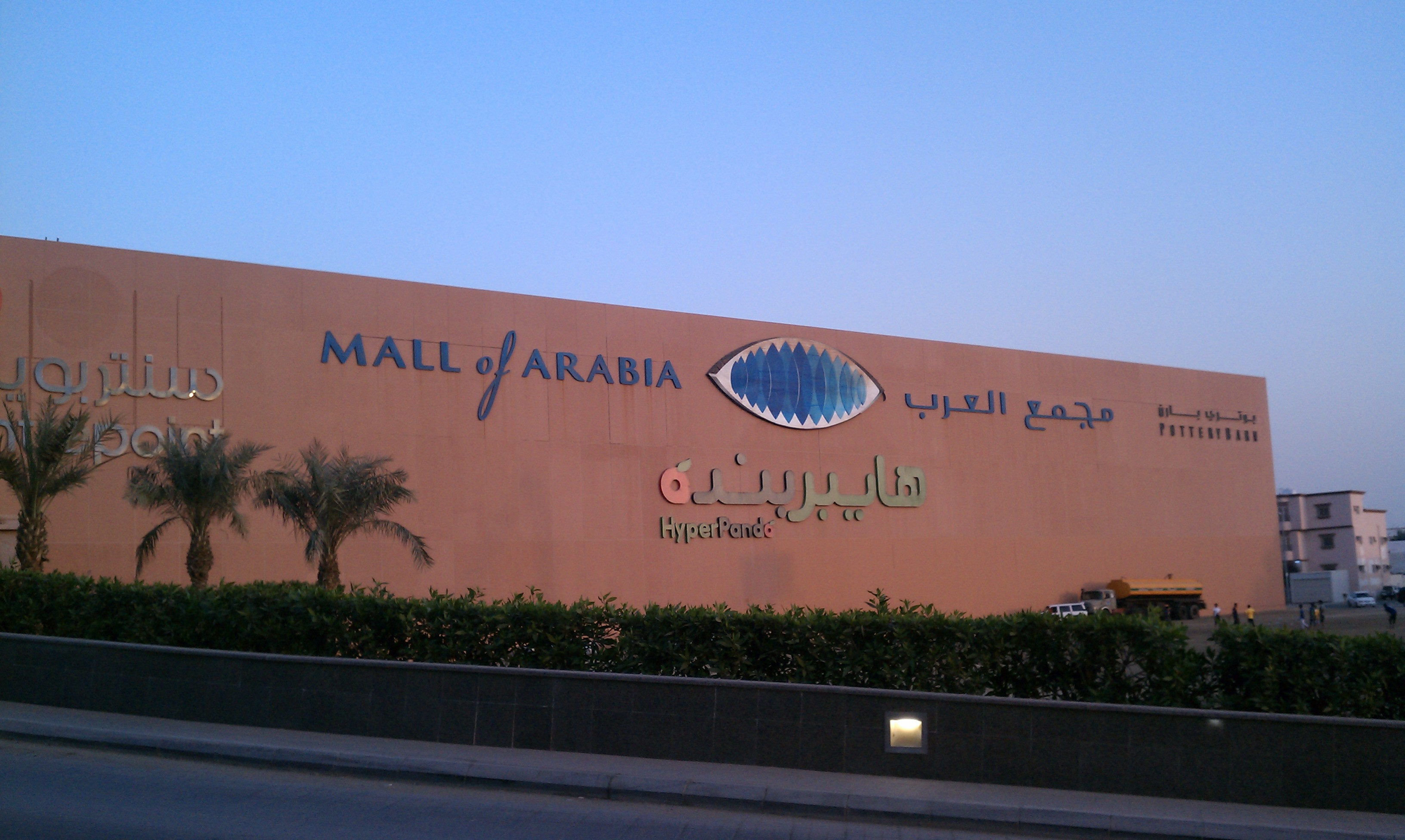
مجمع العرب.

- اليمامة مول
- السلام مول
- برنتان مول
- كورال مول
- ان تو مول
- السليمانية بلازا
- ذا فيرست مول
- الأندلس مول
- إتوال سنتر
- مركز فتيحي
- جولري سنتر
- صواري لاند مارك
- الجامعة مول
- مركز اّيس لاند
- حراء بلازا
- سلطان مول
- ردسي مول
- صيرفي ميجا مول
- روشان مول
- روشانا مول
- يونيفيرسيتي بلازا
- الشلال ثيم بارك
- التحلية سنتر
- عزيز مول
- كارفور سنتر
- ساوث مول
- الواحة مول
- سيتي بلازا
- محمود سعيد سنتر
- أوسيز مول
- الياسمين مول
- بدر سنتر
- رباعيات سنتر
- لمسات مول
- جدة سيتي سنتر
- سوق دانيا
- مركز بن حمران
- المنتزة 1
- المنتزة 2
- أبراج البدرية
- لي مول
- جدة بارك
- سوق جدة
- مركز الهداب
- حراء أفينيو
- سوق المدار
- برج الملكة
- سوق الجمجوم
- سوق الصواري
- مركز المساعدية
- سوق المحمل
- سوق جدة الدولي
- سوق الحمراء
- سوق البساتين
- سوق حراء
- سوق السلمانية
- مركز دانية
- برج الباروم
- مركز الجامعة بلازا
- سوق البوادي
- سوق الحفني
- مركز الخياط
- مركز المدينة
- مركز الكورنيش
- ذا فيلج
- سوق صواريخ
- سوق النجار
- أسواق الحجاز
- سوق ابوعمرين
- ذا فيرست بلازا
- سوق سلامة
- سوق الشاطئ
- مجمع العرب
- جدة مول
- الياسمين مول
- سوق المرجان (السوريين سابقاً)
- هيفاء مول
- ستارز أفينيو

## الثقافة

### المتاحف

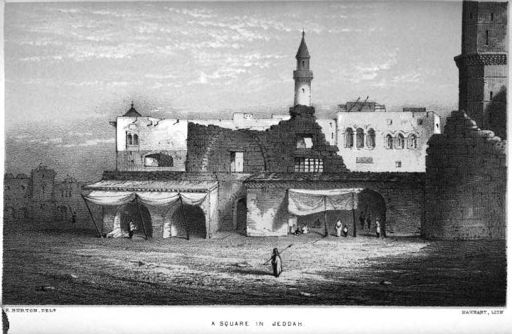
رسمة لساحة في جدة، للمستشرق والمستكشف ريتشارد برتون في عام 1855.

- متحف أمانة مدينة جدة: هو عبارة عن مبنى أثري قديم مكون من ثلاثة طوابق، ويضم العديد من القطع الإسلامية، وقد تم افتتاحه في 19 رمضان 1411 هـ على شرف الأمير ماجد بن عبد العزيز آل سعود.[202]

- متحف دارة صفية بن زقر: تم افتتاحه في 23 شوال 1421 هـ على شرف أمير منطقة مكة المكرمة الأمير عبد المجيد بن عبد العزيز، وتعود ملكية هذا المتحف إلى الفنانة التشكيلية صفية بن زقر، وهو متحف متخصص في التراث والعادات والتقاليد في المملكة العربية السعودية ويحوي المتحف (8) أجنحة، وتتزين جدران المتحف بلوحات فنية تشكيلية. وللمتحف أوقات محددة للزيارة والدخول مجاني.[203]
- متحف عبد الرؤوف خليل وهو عبارة عن متحف لعرض المقتنات الأثرية من التراث السعودي القديم والفترة العثمانية وكذالك قسم مخصص عن التطور الأوروبي. وتكمن أهمية المتحف في عرض المحتويات الأثرية.[204]
- متحف كلية علوم البحار: تقع كلية علوم البحار في أبحر الشمالية التي تم افتتاحها عام 1405 هـ، وهي عبارة عن متحف بحري يعرض الأسماك البحرية على تنوعها عبر صالة عرض كبيرة مجهزة بشكل يحمي محتوياتها من التلف، وهي مخصصة فقط لعرض الكائنات البحرية الميتة (المحنطة)، بالإضافة إلى بعض الكائنات البحرية الحية.[205]
- متحف جامعة الملك عبد العزيز: يقع هذا المتحف في جامعة الملك عبد العزيز بجدة، ويتكون من طابقين ويحتوي المتحف على بعض المقتنيات الخاصة بالملك عبد العزيز.[206]
- متحف كلية علوم الأرض: يقع المتحف في جامعة الملك عبد العزيز بجدة، ويتميز العرض في المتحف أنه مقسم حسب الأقسام العلمية في الكلية وهي: قسم جيلوجيا الصخور والثروة المعدنية، جيلوجيا البترول والترسبات، الجيولوجيا النباتية، الجيوفيزياء جيلوجيا المياه، الجيولوجيا الهندسية. يضم المتحف جذع شجرة متحجر منذ 245 مليون سنة استخرج من الربع الخالي، وقد أهداه الملك عبد الله بن عبد العزيز آل سعود عندما كان ولياً للعهد إلى الكلية في 14 محرم 1421 هـ.[207]
- المتحف المفتوح: هو معلم حضاري ومن أكبر المتاحف في العالم، يقع المتحف في كورنيش الأوسط بين مسجد العناني جنوباً وقصر السلام شمالاً بمحافظة جدة، أقيم علي مساحة 7.000، وهو عبارة عن مجسمات جمالية يبلغ عددها قرابة (360) مجسمًا، وقد شارك في تصميم تلك المجسمات فنانين سعوديين وعالميين منهم: هشام بنجابي.[208][209]

### الرياضة

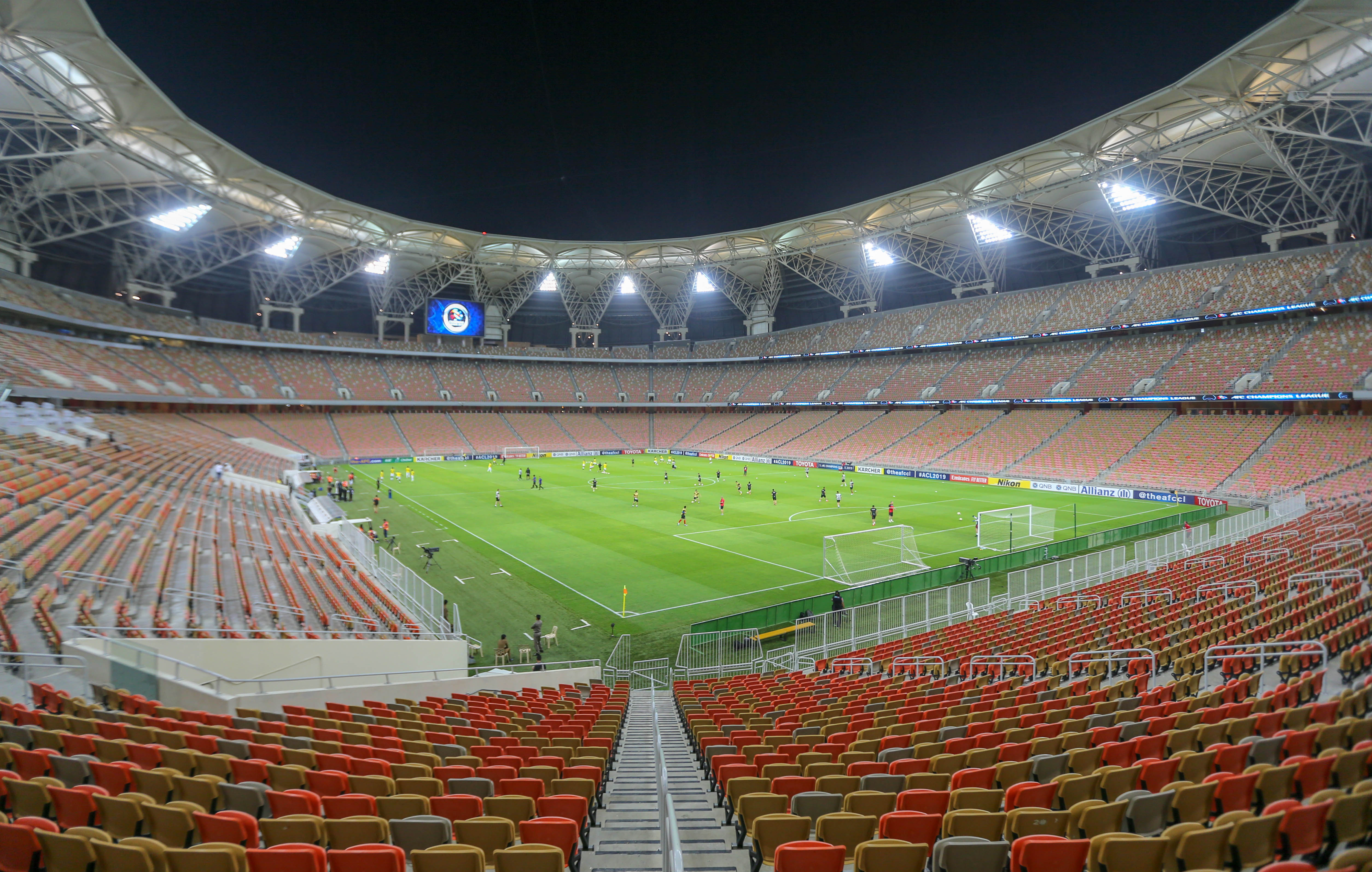
مدينة الملك عبد الله الرياضية من الداخل.

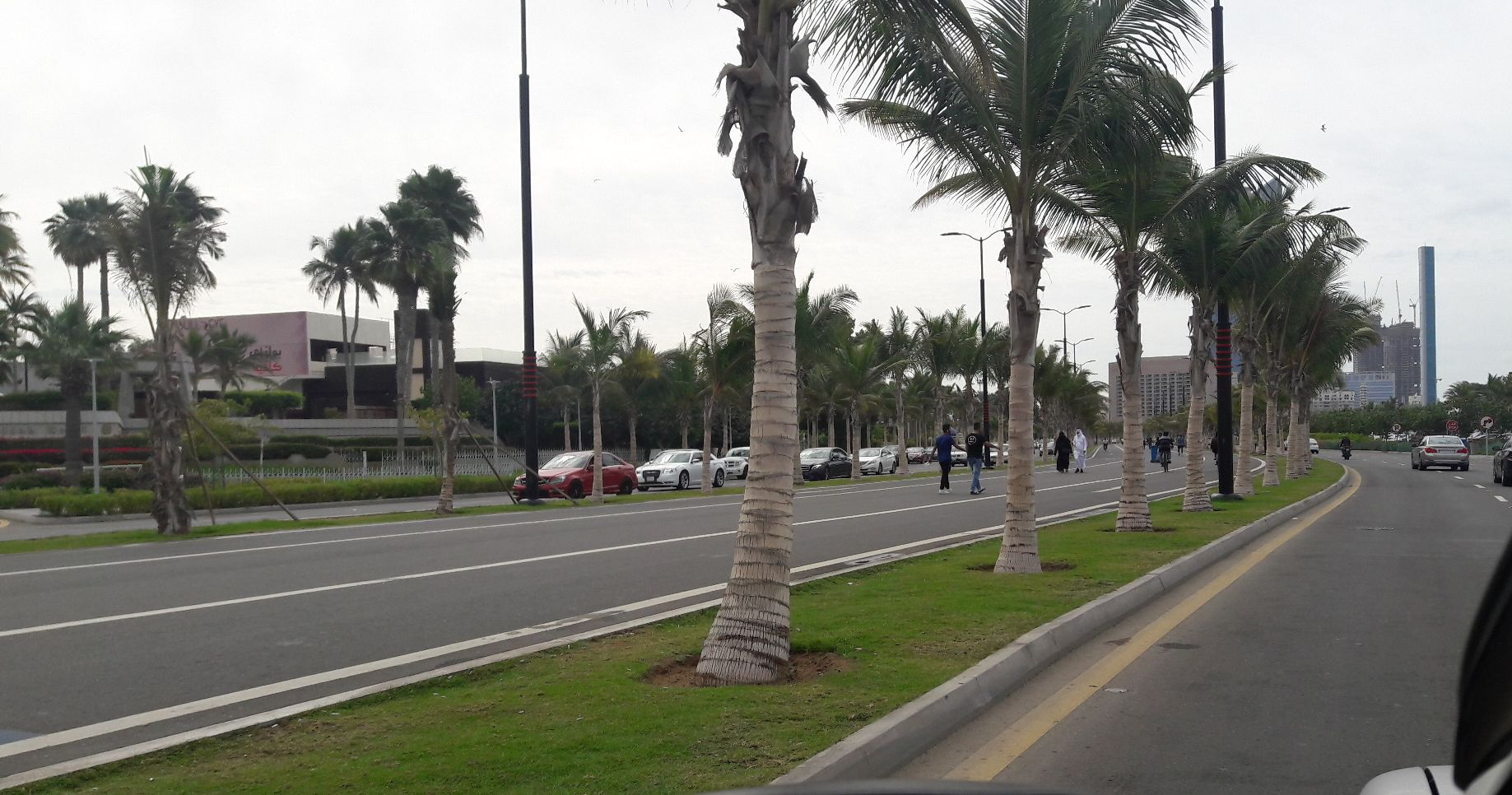
مسار الجري في كورنيش جدة.

منذ دخول الملك عبد العزيز آل سعود المنطقة الغربية واستقرار الوضعين الأمني والاقتصادي، بدأ الشباب يمارسون الأنشطة الترفيهية ومنها كرة القدم، وتلك المرحلة شهدت مبادرات شخصية من أناس أحبوا الرياضة، فأسسوا العديد من الأندية مثل الحجاز والاتحاد والهلال البحري في جدة، ثم في عام 1950 أنشئ ملعب الصبان جنوب جدة، وكان أول ملعب رياضي في السعودية، وكان يتسع لأكثر من 12 ألف مشجع، واحتضن كل مباريات المسابقات الرياضية التي أقيمت في جدة طوال الخمسينات والستينات الميلادية. ثم افتتح في عام 1976 استاد الأمير عبد الله الفيصل، الذي يقع في جنوب شرق مدينة جدة ويتسع لما بين 25000 - 35000 مشجع تقريبًا - لكن بعد تركيب المقاعد في عام 2009 تقلصت السعة إلى 18000 متفرج - وكان الملعب يسمى بملعب رعاية الشباب بجدة قبل أن يتم تغيره في عام 2001 إلى استاد الأمير عبد الله الفيصل تكريما له على مساهماته في خدمة الرياضة السعودية.
ثم في عام 2014 تم تدشين مدينة الملك عبد الله الرياضية في جدة. والتي تقع شمال مطار الملك عبد العزيز الدولي، وتحتوي المدينة على ملعب كرة قدم وصالة مدينة الملك عبد الله الرياضية وصالة ألعاب رياضية ومسجد مدينة الملك عبد الله الرياضية وثلاثة ملاعب رديفة ومواقف سيارات، ويلقب الملعب الرئيسي بـ (الجوهرة المشعة)، وتتسع المدرجات لأكثر من 62 ألف متفرج بمقاعد مرقمة ومقسمة بطريقة احترافية.
ويوجد في مدينة جدة اليوم عدة نوادٍ رياضية وهي:
- نادي الاتحاد السعودي، تأسس عام 1927.[214]
- نادي الأهلي السعودي، تأسس عام 1937.[215]
- نادي جدة السعودي، تأسس عام 1968.[216]

### المطبخ

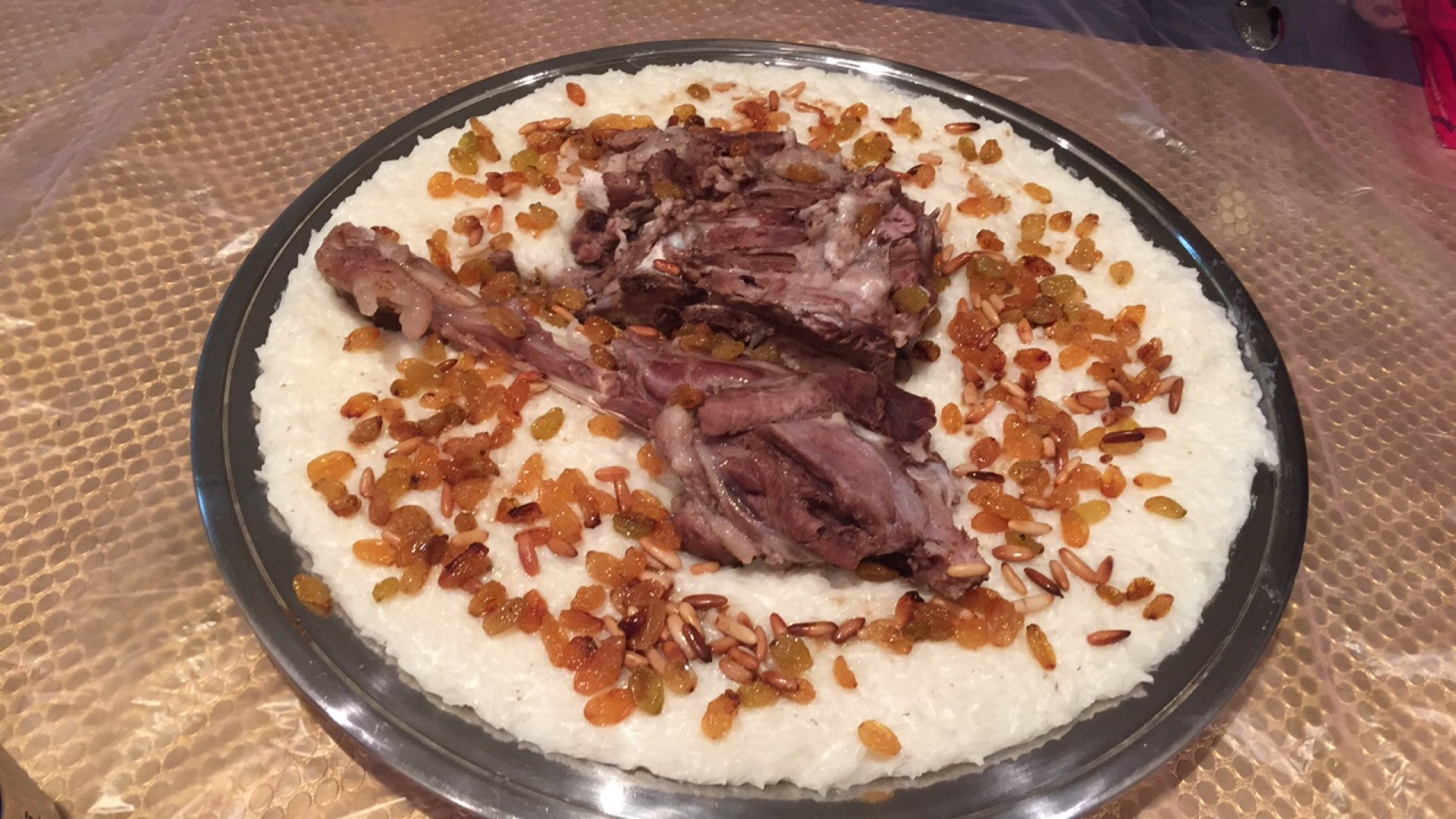
السليق الحجازي.

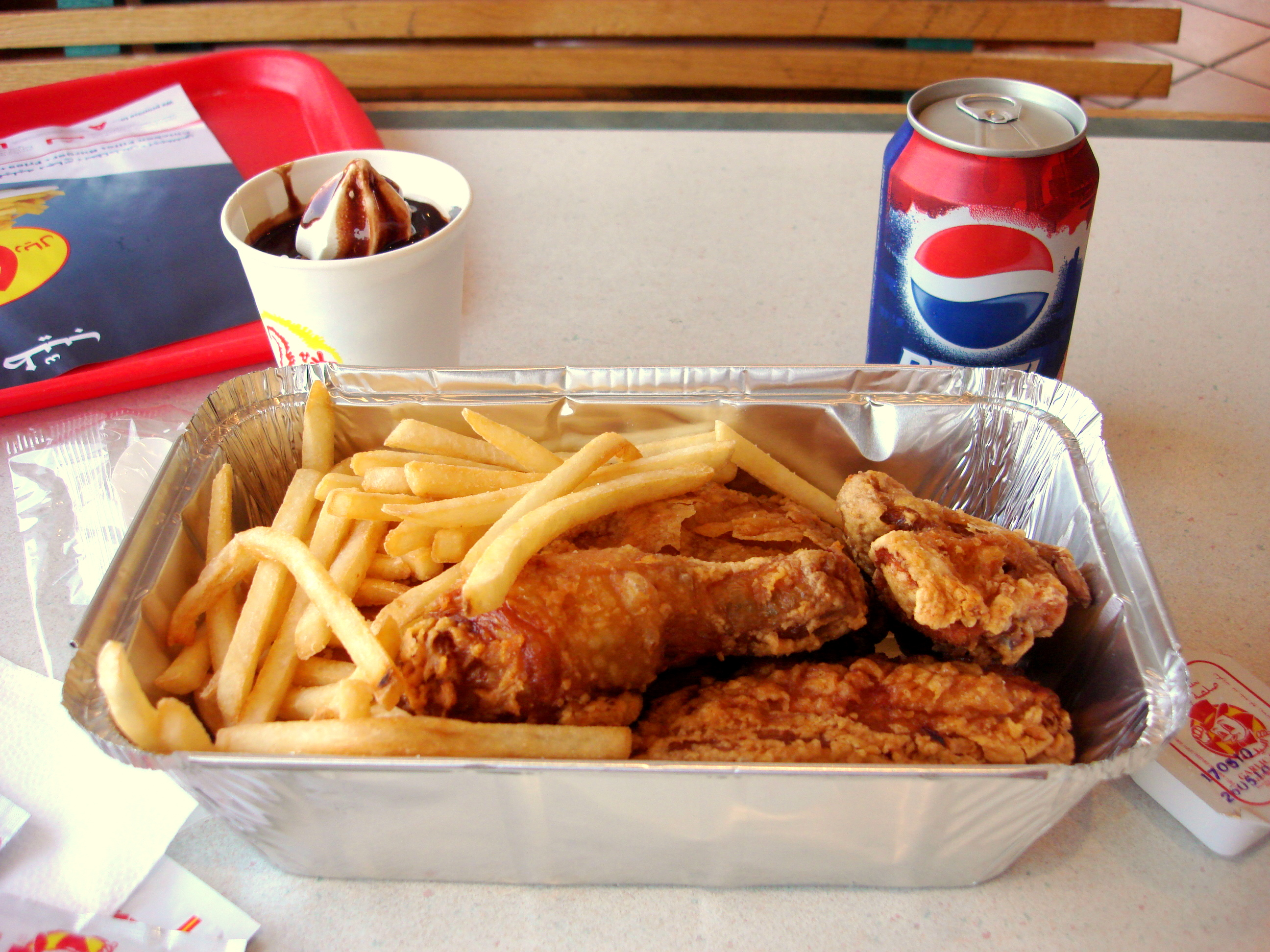
إحدى وجبات مطاعم البيك

يمتاز المطبخ السعودي بتنوع أكلاته المتوارثة عبر الأجيال على الرغم من إنه يشترك في خصائصه مع الكثير من شعوب المنطقة، لكن ما يميزه هو ارتباطه بهوية السعوديين وتراثهم ونصوصهم الأدبية القديمة والحديثة. وتميزت جدة بثراء وتنوع مطبخها من بين مدن المملكة، بحكم انها ساحل وميناء تلاقت ثقافتها مع ثقافات شعوب كثيرة، ومن الأكلات الحجازية الشهيرة والتي أشتهرت بها مدينة جدة على وجه الخصوص مثل: المنتو والفرموزا واليغمش ورز السليق ورز البخاري، والصيادية الحجازية وكذالك المعصوب والفول والمطبق والكبدة، والتي تحضر بطرق خاصة ومحلية، وايضاً خبز الشريك والتميس وهو الخبز المعروف في الحجاز ومنها انتشر إلى باقي المدن السعودية، كذلك تشتهر جدة ببعض الأطباق الجانبية كالسمبوسة والبليلة والفتة والقوزي، وتعدّ من أشهر المأكولات الشعبية في جدة. ومشروب السوبيا الذي ارتبط اسمه بشهر رمضان، ويحضر من الشعير والشوفان والخبز الجاف والزبيب. وعرفت جدة بالعديد من أصناف الحلويات، منها الحلاوة الطحينية والهريسة والطرمبة والمشبك والمعمول والدبيازة واللبنية واللدو والنارجينية والفستقية وطبطاب الجنة والمقلية الحجازية والحلقوم واللوزية وغيرها.
كما اشتهرت جدة بالكثير من المطاعم التي ارتبط إسمها بمدينة جدة كالبيك والطازج وأبو زيد وحراء مكة وريدان والقرموشي وكباب الحربي وشهاب بدره وفول باناعمة وفول الأمير وحمص وفول البلد وشاورما شاكر وغيرها من المطاعم.

### السينما
عرفت مدينة جدة السينما عام 1964، وكانت على يد المنتج السعودي فؤاد جمجوم في حي البغداديّة، وكانت في بدايتها عبارة عن 8 أحواش مخصصة للسينما، وفي 1969 افتتح فؤاد جمجوم أول صالة عرض حديثة ومميزة. في فترة توقف السينما في السعودية، كانت هناك بعض العروض المتفرّقة للأفلام في جدة، ومنها فلم مناحي، الذي احتضنت جدّة العرض الأول له في 9 ديسمبر 2008، وكانت العودة الرسمية للسينما في جدة بعد التوقف في 28 يناير 2019، عندما افتتحت فوكس سينما أوّل صالة عرضٍ في جدة، في رد سي مول.
تستضيف جدة سنويًّا مهرجان البحر الأحمر السينمائي الدولي الذي يتخذ المهرجان منطقة جدة التاريخية مقرًا له، وهو أوّل مهرجانٍ سينمائيٍّ في السعودية أطلقته وزارة الثقافة السعودية ضمن عدّة مبادراتٍ في 2019. ترعى المؤسسة التي تحمل نفس اسم المهرجان، «معمل البحر الأحمر»، الذي يأتي بالتعاون مع تورينو فيلم لاب وهو برنامج ينتقي مجموعةً من المشاريع السينمائية المحليّة والعربية، للإشراف عليها فنيًا وإبداعيًا، بهدف تطويرها وتجهيزها للمراحل القادمة من الإنتاج. يُقام أيضًا على هامش المهرجان «سوق البحر الأحمر» الذي يستهدف الموزعين ووكلاء المبيعات والمنتجين الراغبين بإنشاء وتطوير مشاريعهم في المنطقة، ولعرض المشاريع والأعمال قيد الإنتاج.

## أعلام المدينة
من مشاهير وأعلام مدينة جدة:
- سراج عمر، ملحن وموسيقي سعودي.

علي عبد الله جابر.

سراج عمر.

- أسامة بن عبد المجيد شبكشي، طبيب وسياسي ودبلوماسي سعودي.
- حسن دردير، ممثل سعودي.
- زينب حفني، كاتبة وقاصة وروائية سعودية.
- أمين ساعاتي، مؤرخ رياضي سعودي.
- ثريا قابل، كاتبة صحفية وشاعرة غنائية.
- عبد الملك بن إبراهيم الجدّي، عالم دين ومُحدث.
- علي بن محمد الأزهر، عالم دين.
- أبو الحسن العليمي المقري القطّان، عالم دين.
- خالد قاضي، إعلامي وكاتب رياضي.
- صالح كامل، رجل أعمال.
- عاصم حمدان، باحث ومؤرخ سعودي.
- عبد الرحمن يغمور، مذيع وممثل ومخرج إذاعي سعودي.
- عبد العزيز بن ماجد بن عبد العزيز آل سعود، أمير منطقة مكة المكرمة سابقاً.
- ياسر الروقي، إعلامي ومذيع سعودي.
- محمد علي رضا زينل، مؤسس مدارس الفلاح التي كانت نواة التعليم النظامي بالجزيرة العربية.
- محمد صادق دياب، مؤرخ وأديب وكاتب سعودي.
- محمد سعيد باعشن، كاتب وأديب وصحفي سعودي.
- فهد غزولي، ممثل ومنتج ومؤلف ومخرج سعودي.
- عمر محمود شمس، رجل دولة ومستشار قضائي سعودي.
- علي عبد الله جابر، إمام الحرم المكي.
- عبد الله مناع، أديب وصحفي وطبيب سعودي.
- أحمد مازن الشقيري، إعلامي سعودي.
- أسامة المولد، لاعب كرة قدم.
- أشجان هندي، شاعرة وأكاديمية سعودية.
- إلهام أبو الجدايل، باحثة وعالمة سعودية.
- فاطمة البنوي، ممثلة ومدونة سعودية.
- سمر السقاف، طبيبة سعودية.
- محمد عبد الجواد، لاعب كرة قدم سعودي.
- عائشة الحشر، روائية سعودية وٌلدت عام 1384 هجرية.

## مدن شقيقة
- البحرين المحرق، البحرين
- ليبيا - مدينة البيضاء
- كازاخستان ألماطي، كازاخستان
- الأردن عمان، الأردن
- أذربيجان باكو، أذربيجان
- مصر الإسكندرية، مصر
- مصر القاهرة، مصر
- ألمانيا شتوتغارت، ألمانيا
- الإمارات العربية المتحدة دبي، الإمارات العربية المتحدة
- إندونيسيا جاكرتا، إندونيسيا
- تركيا إسطنبول، تركيا
- تركيا أضنة، تركيا
- ماليزيا جوهر بهرو، ماليزيا
- روسيا كازان، تتارستان، روسيا
- باكستان كراتشي، باكستان
- تركمانستان ماري، تركمانستان
- أوكرانيا أوديسا، أوكرانيا
- قرغيزستان أوش، قيرغيزستان
- بلغاريا بلوفديف، بلغاريا
- المغرب الدار البيضاء، المغرب
- المغرب وجدة، المغرب
- اليابان شيمونوسكي، اليابان
- روسيا سانت بطرسبرغ، روسيا
- فرنسا ستراسبورغ، فرنسا
- الصين شيان، الصين
- الجزائر وهران، الجزائر
- السودان ام درمان، السودان

## معرض صور

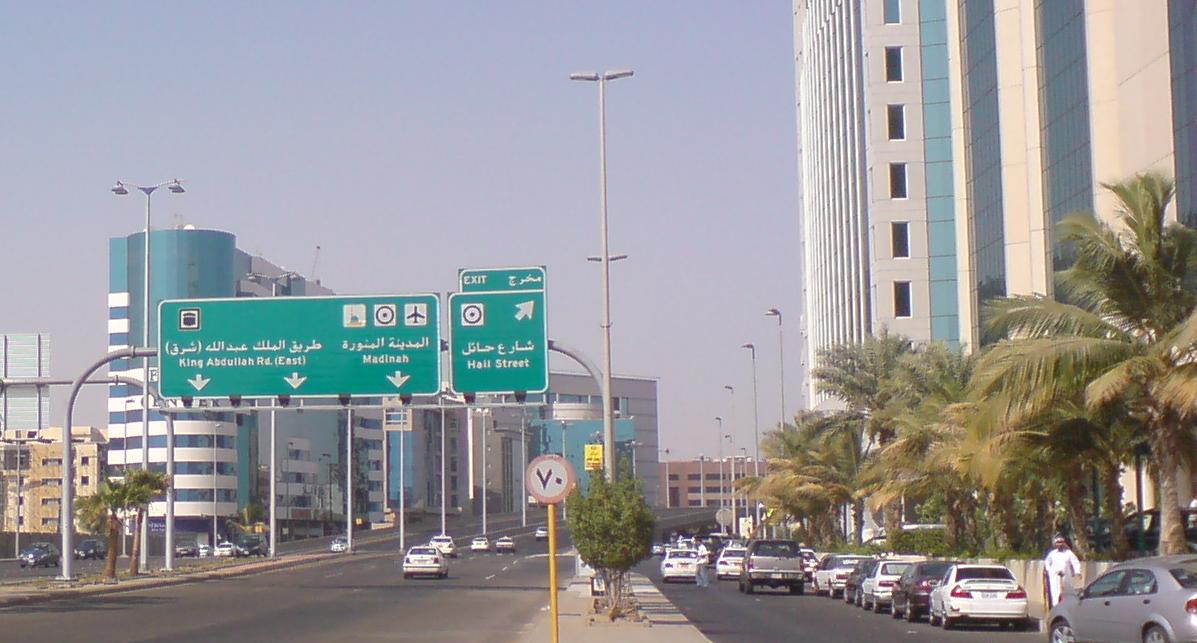
طريق الملك عبد الله.
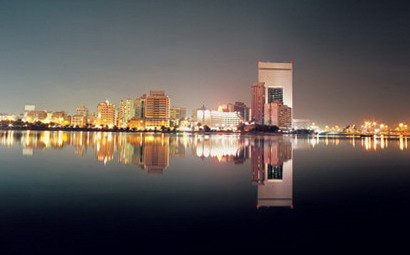
كورنيش جدة ليلاً.
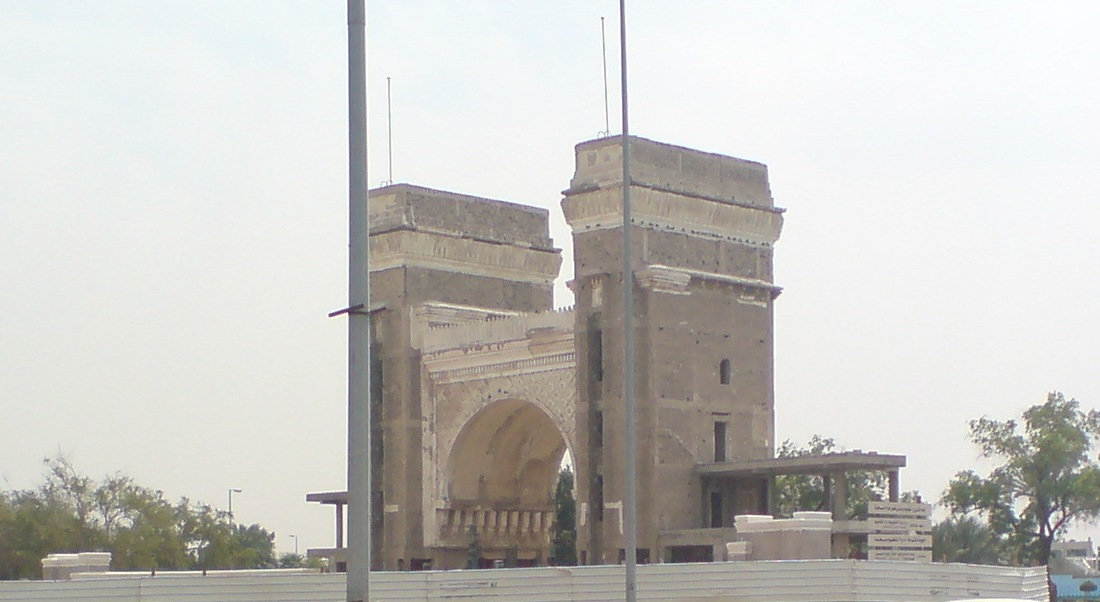
البوابة التاريخية لمدينة جدة.
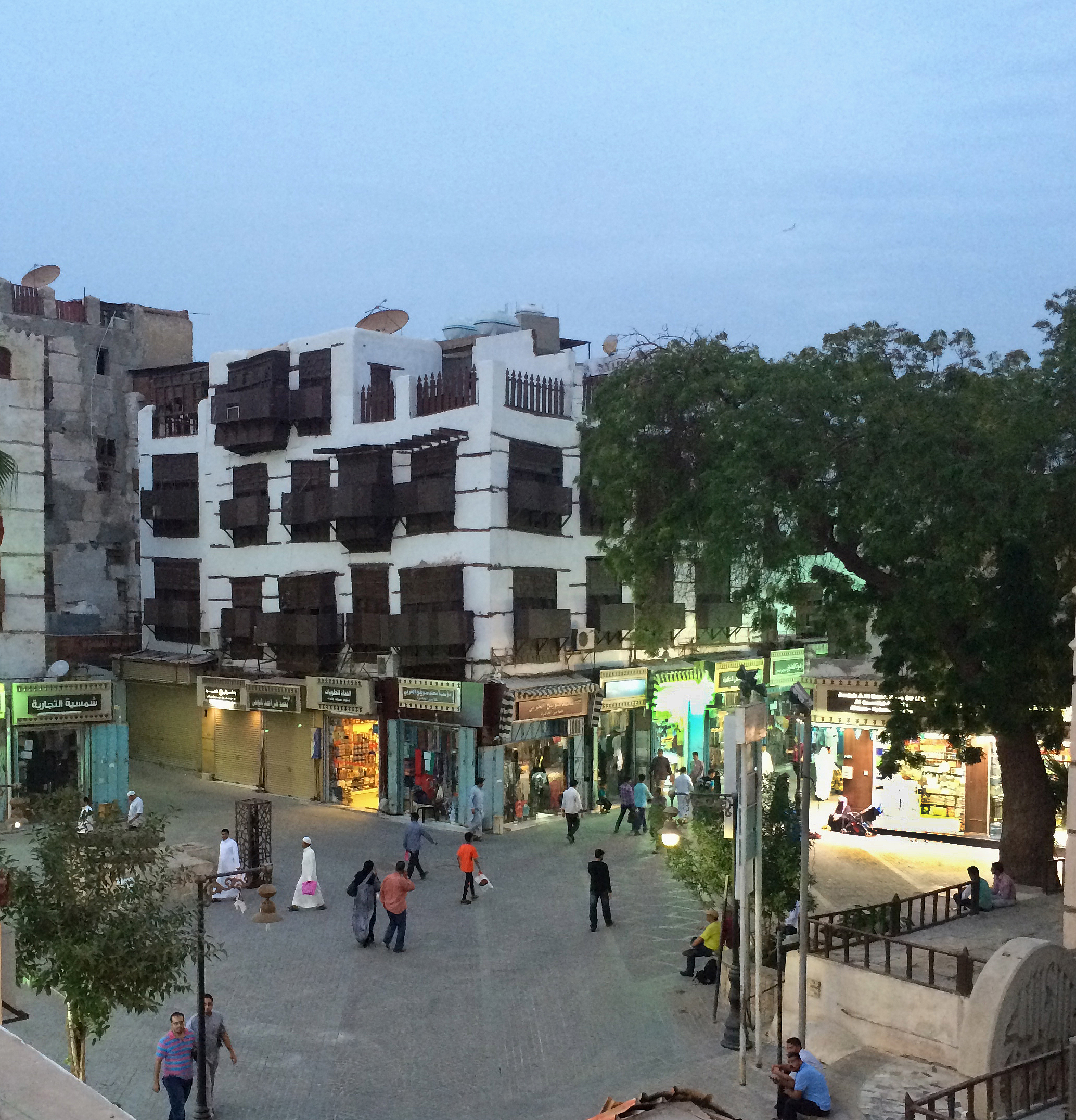
جدة التاريخية.
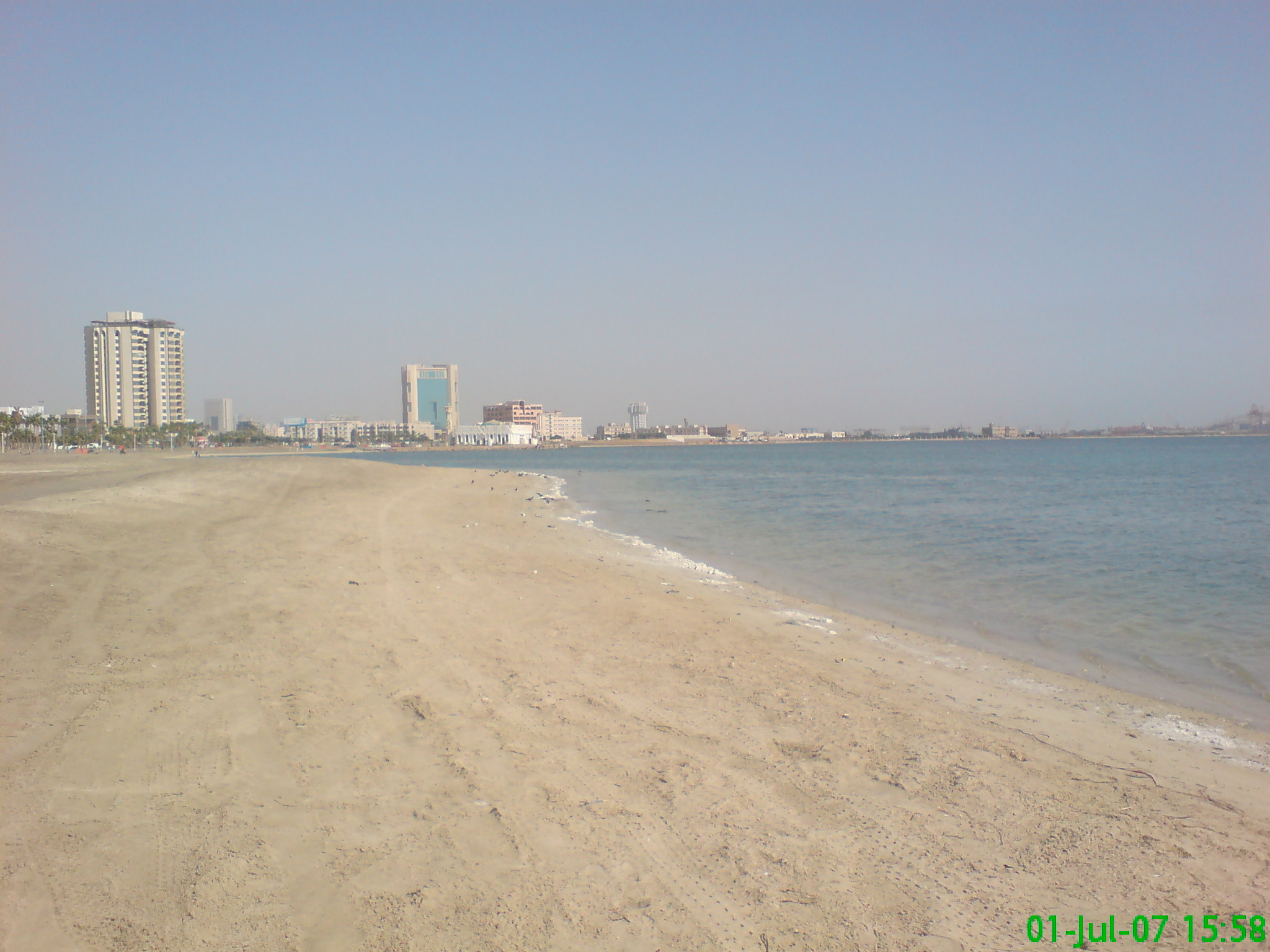
شاطئ جدة.
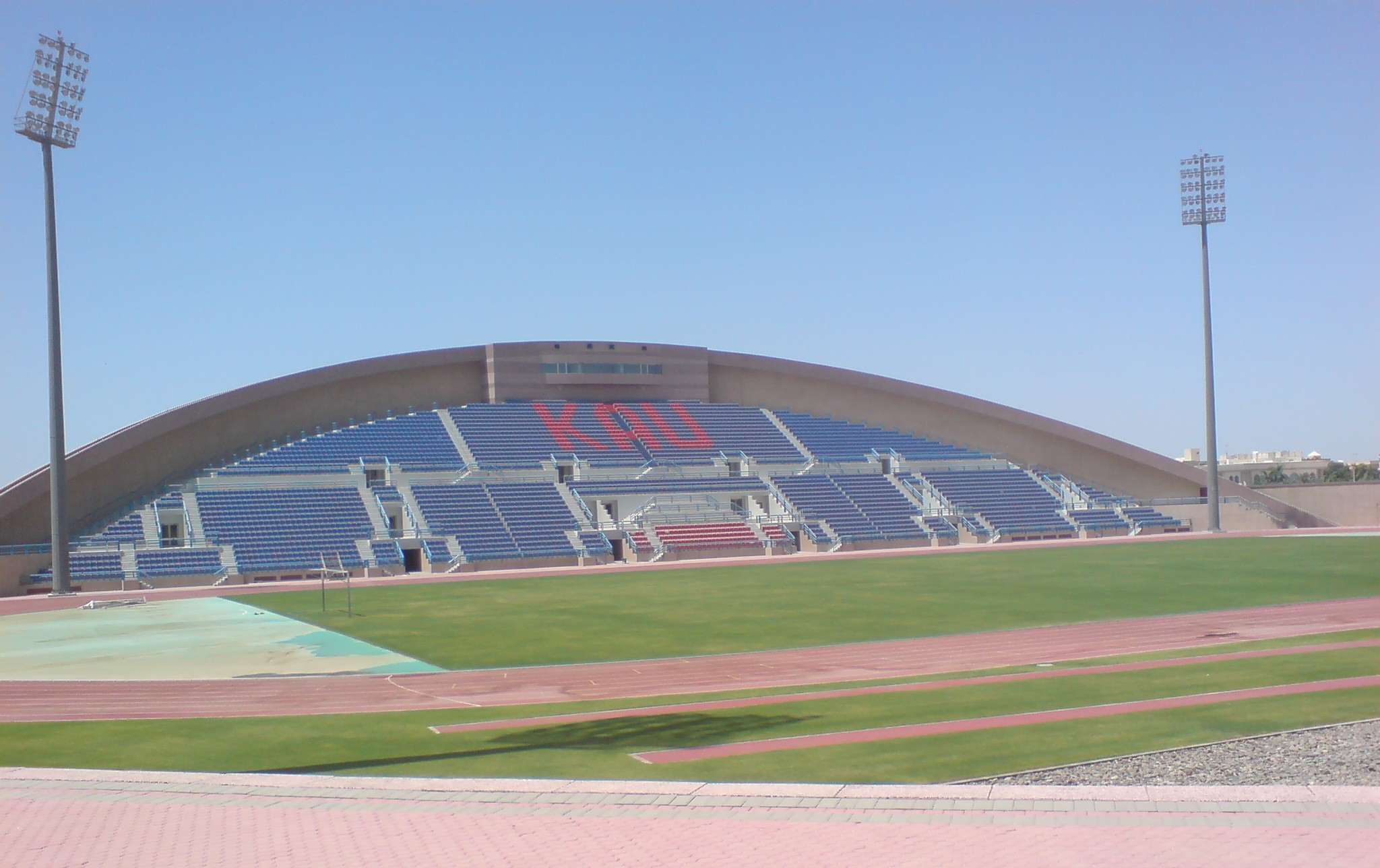
ملعب جامعة الملك عبد العزيز.
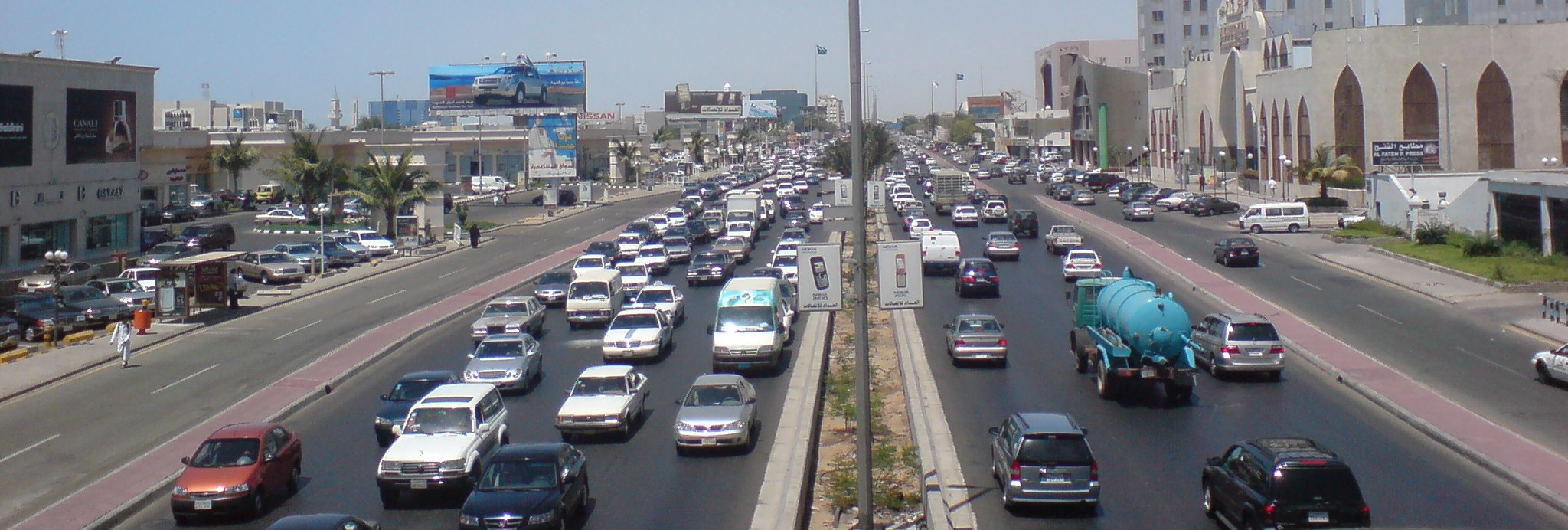
طريق المدينة.
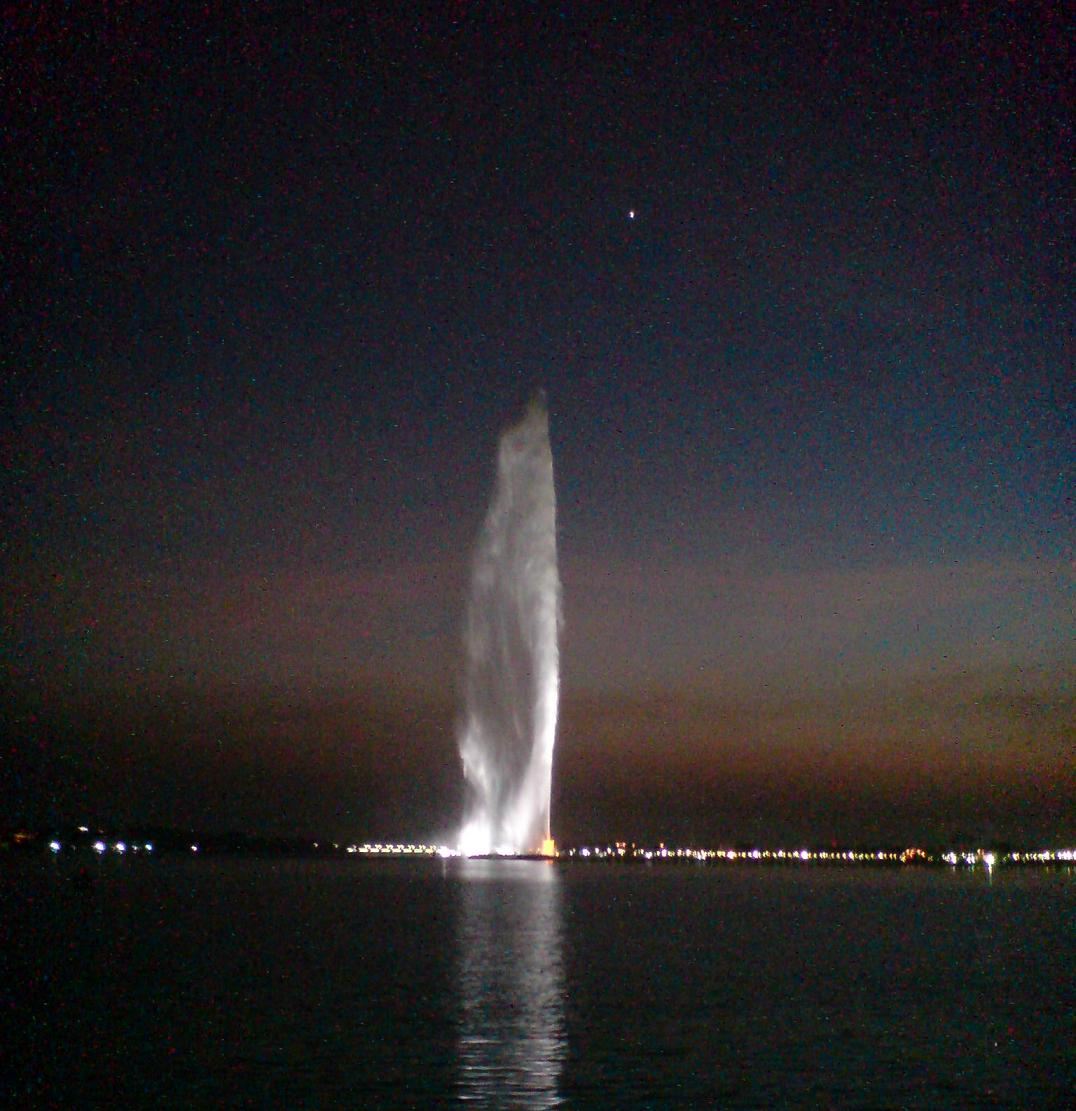
نافورة الملك فهد.
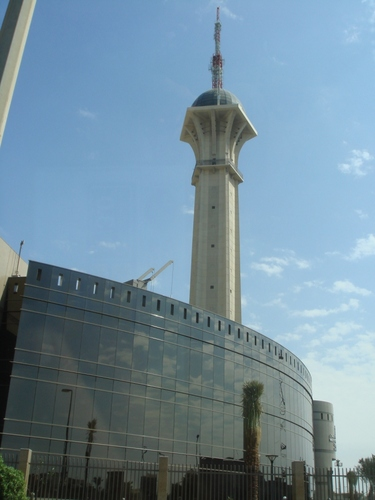
برج تلفزيون جدة.
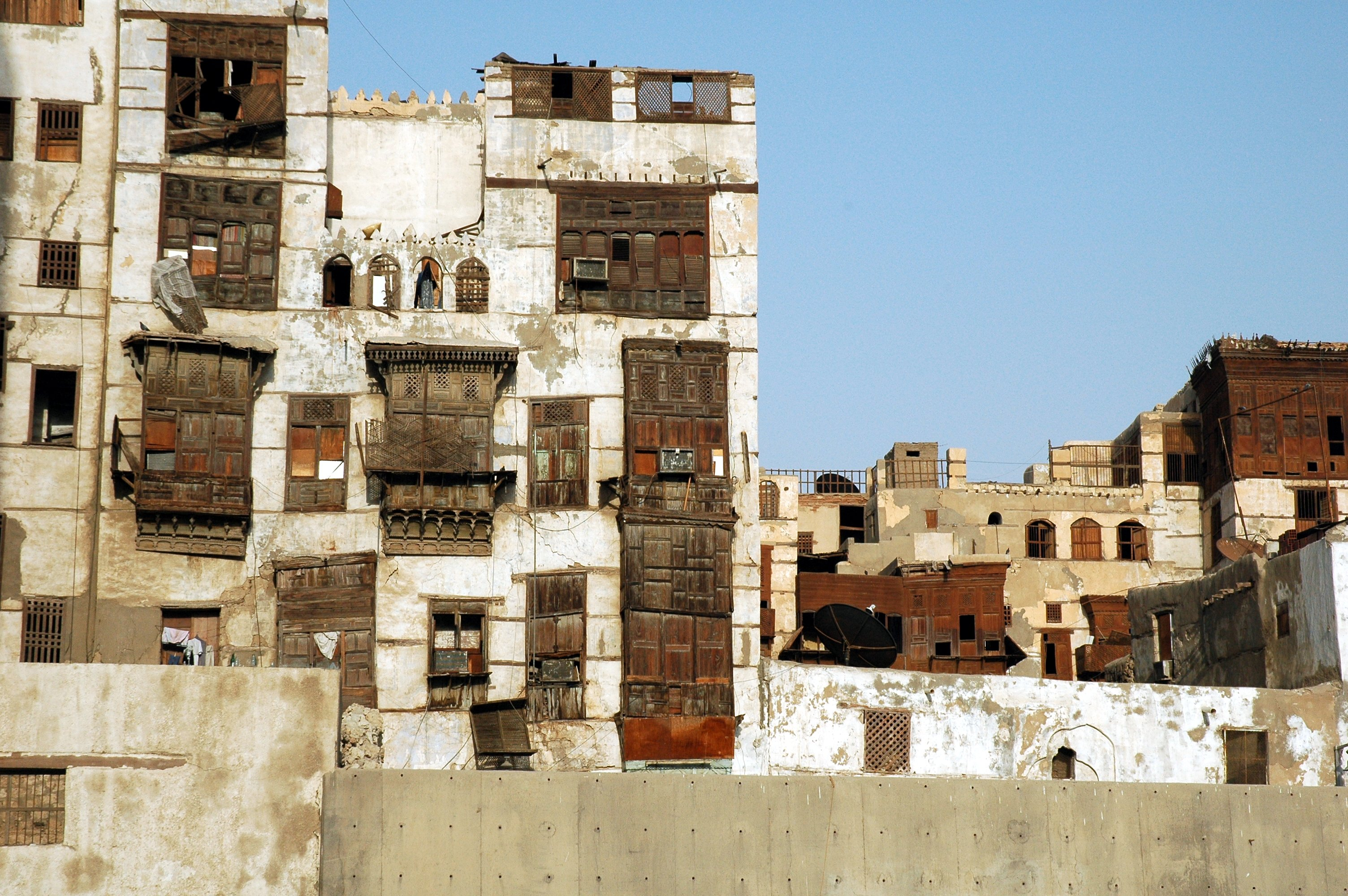
البيوت التقليدية المصنوعة من المرجان والخشب. قرب مدخل سوق العلوي.
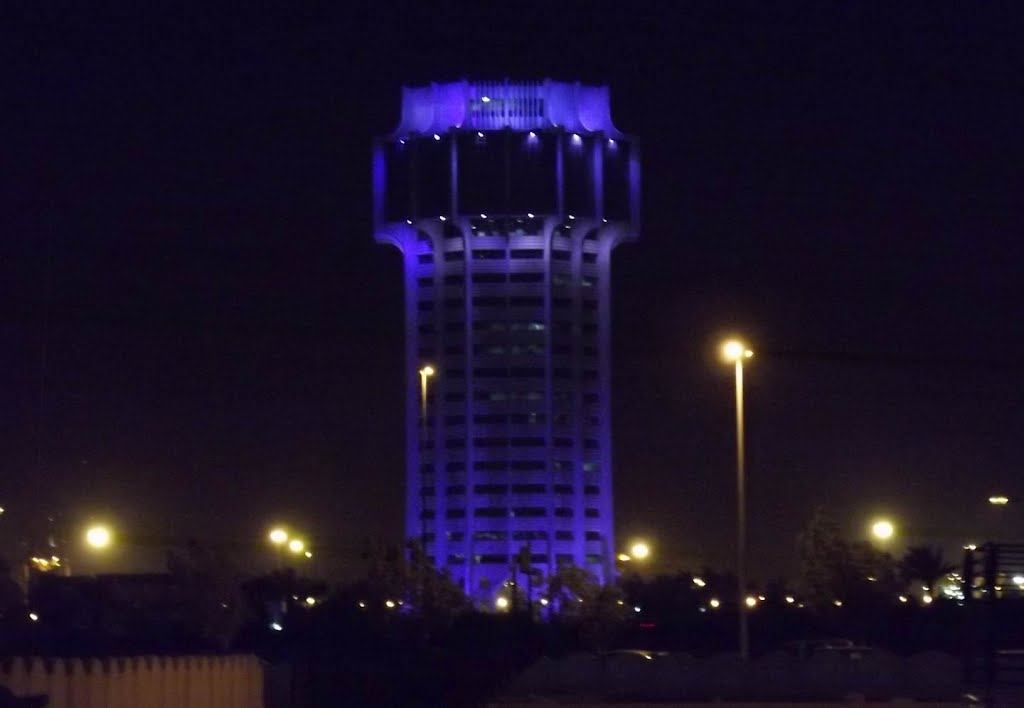
برج ميناء جدة الإسلامي.
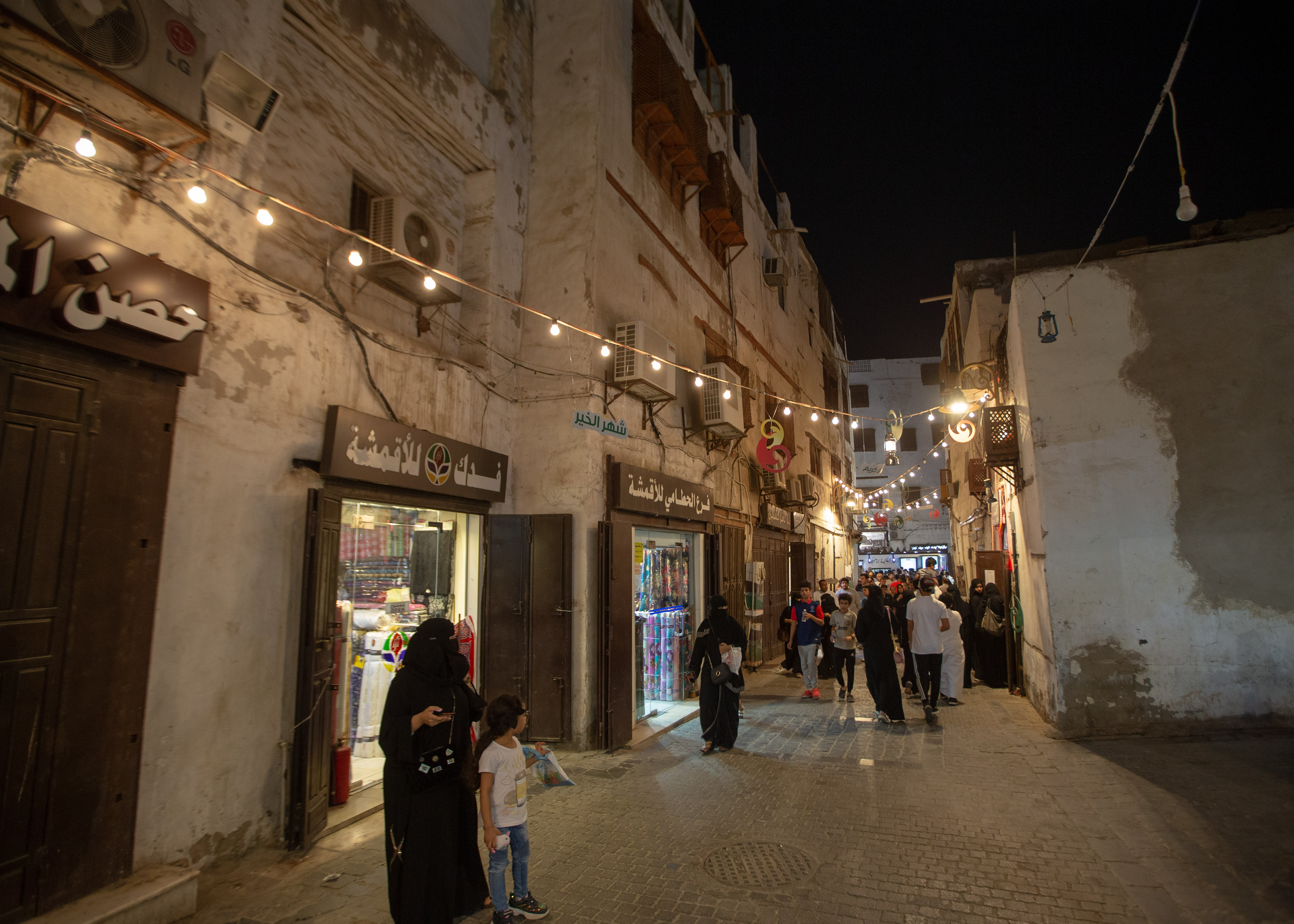
الأسواق في جدة التاريخية.
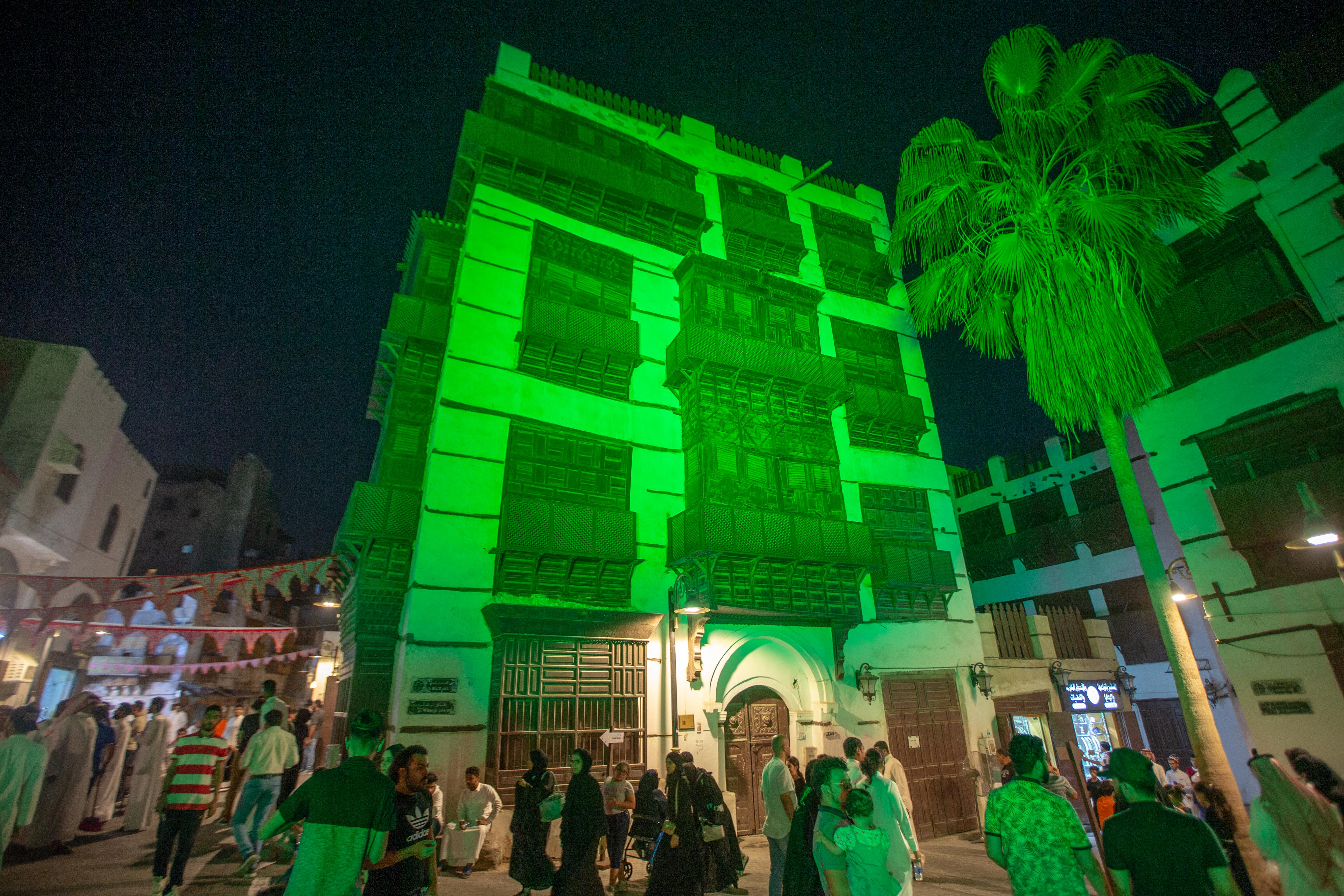
وسط جدة التاريخية.
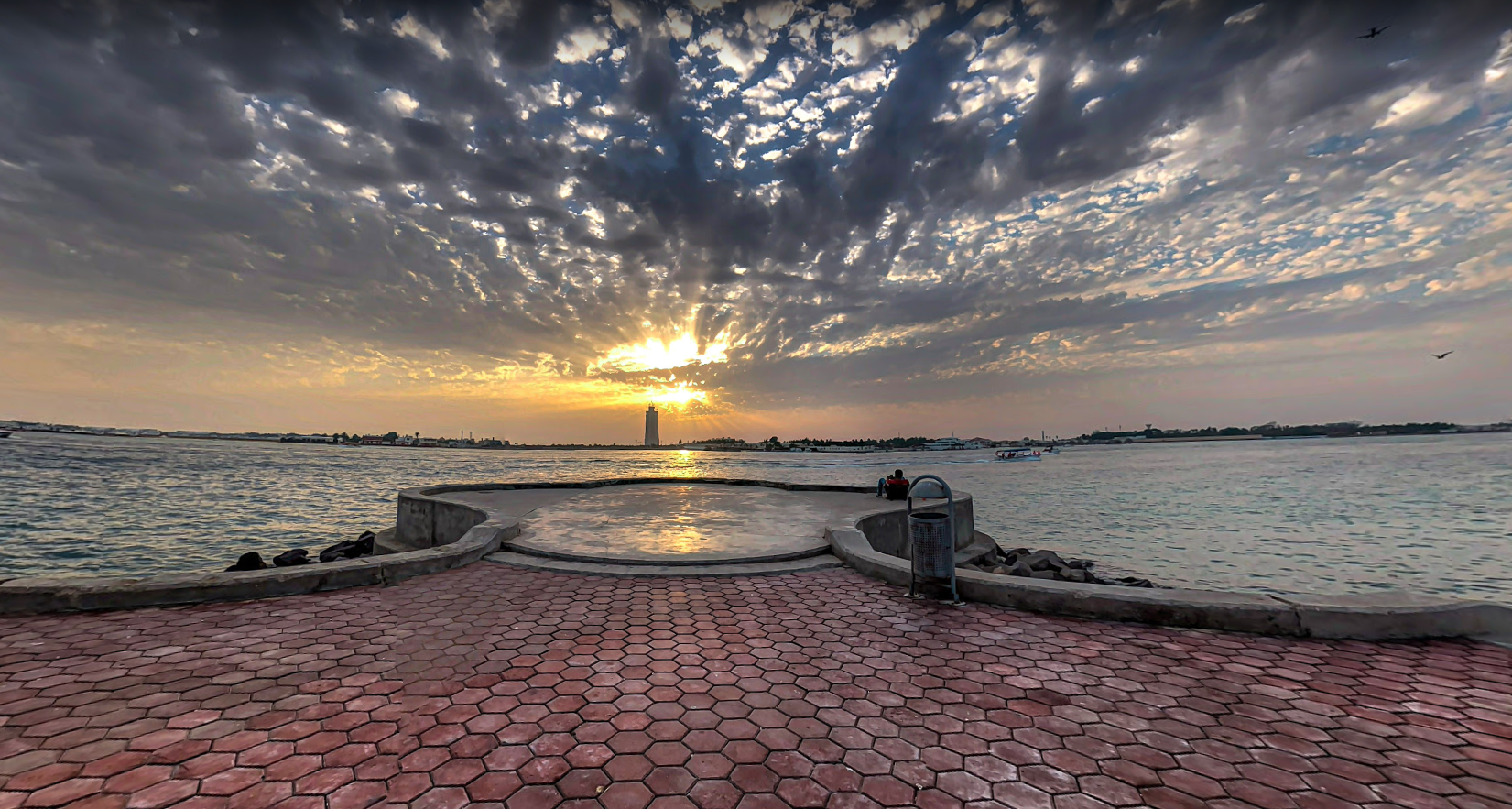
منظر الغروب في جدة.
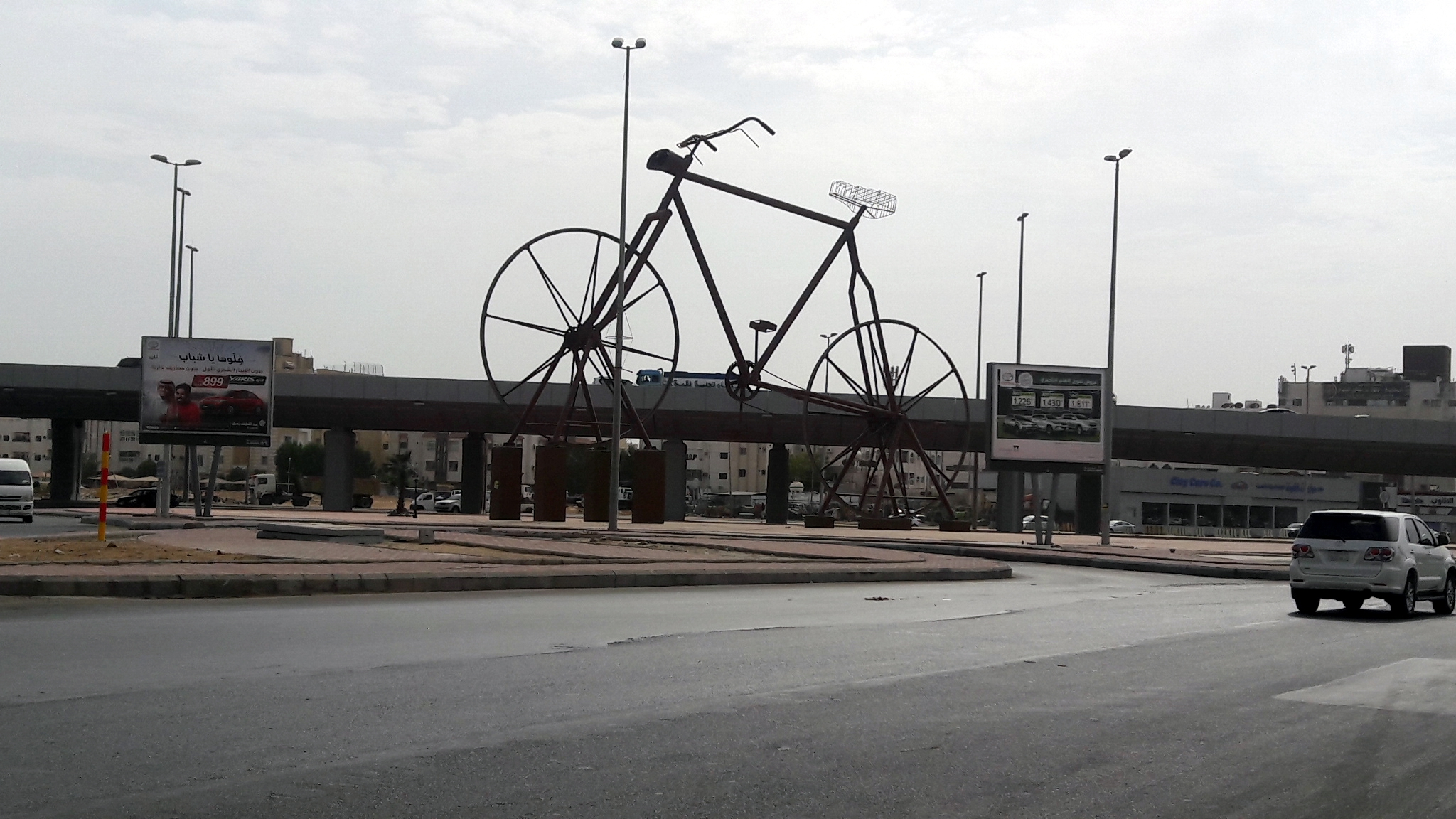
ميدان الدراجة، تصميم يتجاوز 40 عاماً، صممه المهندس الأسباني خوليو لافونتي.

## وصلات خارجية
- أمانة محافظة جدة نسخة محفوظة 31 مايو 2007 على موقع واي باك مشين.
- محافظة جدة على موقع إمارة منطقة مكة المكرمة.